# 勲章

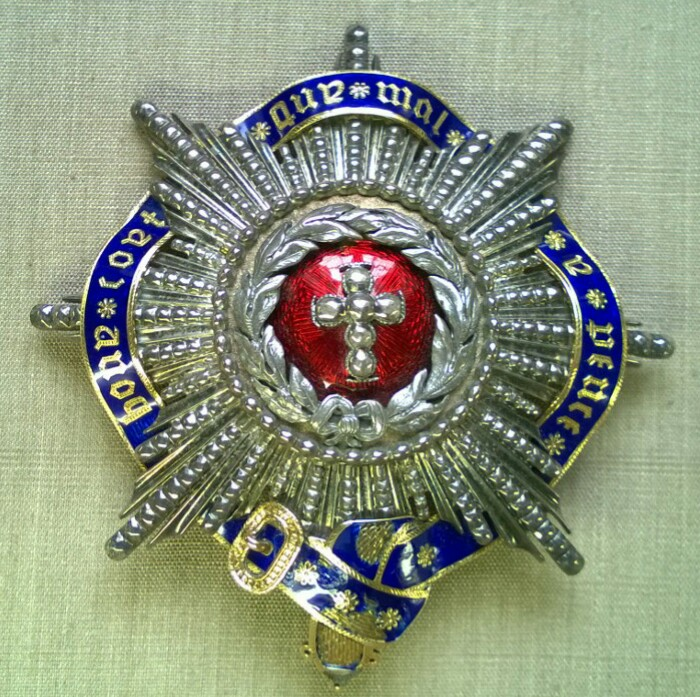
デンマーク最高位の栄誉であるエレファント勲章（Elefantordenen、2015年）

勲章（くんしょう）は、主に国家元首などが功績や業績を残した個人又は団体を表彰するために与える栄典のうち、章飾の授与を伴うもの、あるいはその栄誉を示す章飾。

## 概要

### 日本における定義
明治以降の日本において、個人の功績や業績を国家が表彰するための制度としては、叙位、叙爵（戦後廃止）、叙勲及び褒章の栄典、並びに賜杯や記章などが存在しており、その中で勲章は、叙勲に属する章飾とされている。つまり、勲章は叙勲によって勲位などと共に与えられるものの一つである。栄誉を示すために身に着ける佩章で、賞勲局所管の法令によって定められるものには勲章の他に褒章及び記章があり、これらは総称して「勲章等」と表記される（「勲章等着用規程」（昭和39年4月28日総理府告示第16号）第1条）。

### 欧米の制度
欧米の栄典のうち日本の勲章等に相当するものには、イギリスの“order”（オーダー）・ “decoration”（デコレーション）・ “cross”（クロス）・“medal”（メダル）、 フランスでは“ordre”・ “décoration”・ “médaille” 、ドイツでは“Orden”, “Ehrenzeichen”・“Auszeichnung”・ “Medaille”・ “Denkmünze”などがあり、性格や価値はそれぞれ異なる。
“medal”（英）や “Medaille”（独）に相当する日本語としては「褒章」、「記章」などもあるが、日本の定義と異なるため、日本に於ける勲章、褒章及び記章の分け方とは一致していない。例えば、イギリスの“medal”やドイツの“Medaille”などの中には日本の下級勲章（勲七等又は功六級以下）に近いものもあり、これらについても「勲章」と扱われることが多く見られる。特に、クロス章は日本にはないカテゴリの章であるため、勲章であるか記章なのかは、書籍等によって扱いが区々である。またそのようなことから、「栄典制度の在り方に関する懇談会」に於いて、orderの制度が無いアメリカ合衆国には勲章が無いとする賞勲局の見解に対して、出席者から異が唱えられたこともある。

## 種類
ヨーロッパにおいて勲章等に相当するものとしては以下のものがある。

### オーダー
（英: order、仏: ordre、独: Orden）
「騎士団」（英: Chivalric order、仏: Ordre de chevalerie）或は「特定の騎士の地位」を意味する言葉から、その構成員の記章を示すようになった。他の勲章と区別するために「騎士団勲章」と表記されるほか、「勲爵士団」とも訳される。中世の騎士団に由来、或はその制度に倣った栄典で、騎士団（勲爵士団）へ入団することが栄誉であり、記章はその団員証として授与される。すなわち、受勲するということは勲爵士団への入団を意味する。

### デコレーション

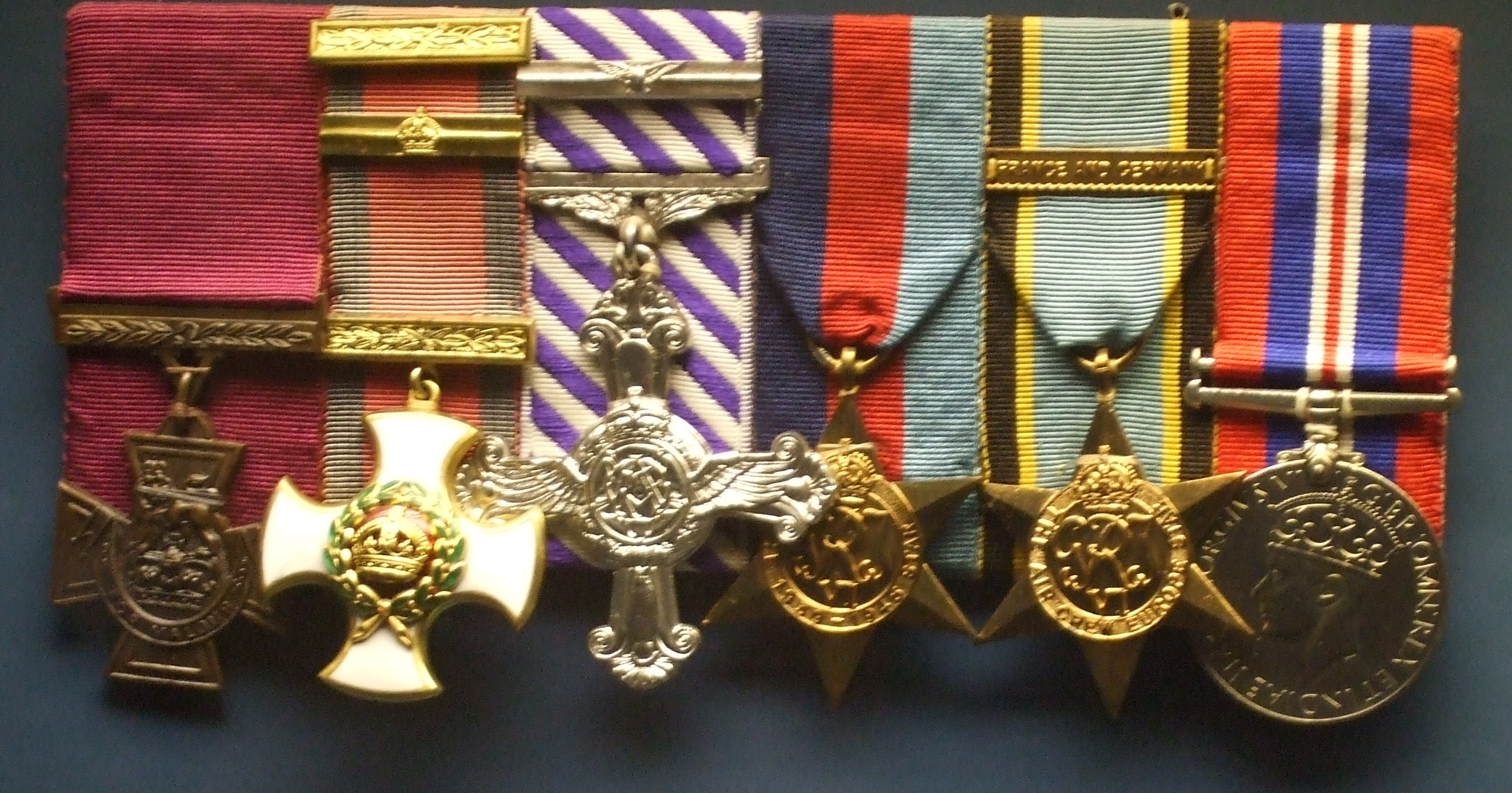
ヴィクトリア十字章受章者ガイ・ギブソンのメダルバー。左端（最上位）にヴィクトリア十字章、次いで殊功勲章、ディスティンギッシュト・フライング・クロス、2個の戦線従軍章、最後尾に第二次世界大戦の従軍記章が並ぶ。

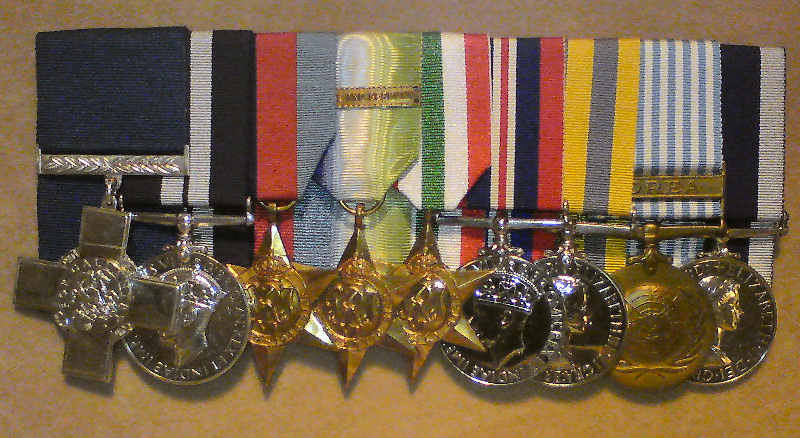
ジョージ・クロスを受章したオーストラリア海軍下士官（元イギリス海軍兵士）のメダルバー。ジョージ・クロスの次に第二次世界大戦中のイギリス海軍時代に受章したディスティンギッシュト・サービス・メダルと3個の戦線従軍章、第二次世界大戦の従軍記章、オーストラリア海軍所属となった後に従軍した2個の朝鮮戦争に関する従軍記章、最後尾に永年勤続章が並ぶ。

（英: decoration、仏: décoration、独: Ehrenzeichen）
勲爵士団とは関係なく、功績に対する栄誉を称えて授与される勲章であり、記章自体が栄誉の証である。「栄誉勲章」或は「功労勲章」と訳されることもある。下記のメダルやクロスもこの概念でのデコレーションの一種であるが、国によってはより狭い意味でも使われる。例えばイギリスの場合、功労勲章でメダルより下位に位置付けられるものに“decoration”の名称が付けられている。

### メダル
（英: medal、仏: médaille、独: Medaille）
「記章」或は名称の場合「〜章」と訳されることもある。性格的には広い意味でのデコレーションに含まれるが、日本では勲章の範疇にはない褒章、従軍記章、記念章などもメダルと称される。
デコレーションに含まれるものは、低い地位の者或は低い功績に対しても与えられる。その中には、オーダーと同じ名前が付き、その対象者でより低い地位或は功績の者に授与されるものもある。ただしこの場合でもメダル受章者は勲爵士団のメンバーにはならない。

### クロス
（英: Cross、仏: Croix、独: Kreuz）
メダルの上位に位置付けられており、同名のメダルの上位等級となっているものもある。「十字章」或は「十字勲章」と訳される。フランス語で「クロワ」、ドイツ語で「クロイツ」

## 等級
初期のオーダーには等級がなく、単一等級の勲章間に序列が定められていたが、やがて叙勲対象の範囲を広げる必要が生じ、同種の勲章に等級を設けるようになった。18世紀までは3等級が一般的であったが、フランス革命により貴族階級がなくなったフランスで制定されたレジオンドヌール勲章には、叙勲対象を更に広げる必要から5等級が設けられた。この等級には騎士団の階級に由来する名称が付けられ、現在に至っている。他のヨーロッパの国でもこの制度に倣い5等級のオーダーが制定されるようになった。
これらの等級の上位に頸飾、下位にメダルを設けているオーダーもあるが、頸飾は特別な位置付けのものとされ、メダルも前述のように受章者は勲爵士団のメンバーではなく、いずれも等級外とされていることが多い。
| 等級        | 等級の名称 | 等級の名称 | 等級の名称 |
| 等級        | フランス | ドイツ | イギリス |
| ----------- | --- | --- | --- |
| 1. 大十字   | Grand-Croix | Großkreuz | ナイト・グランドクロス (Knight Grand Cross) / デイム・グランドクロス (Dame Grand Cross) |
| 2. 上級士官 | Grand-Officier | Großoffizier / Großkomtur（大司令官） | ナイト・コマンダー (Knight Commander) / デイム・コマンダー (Dame Commander) |
| 3. 司令官   | Commandeur | Komtur / Kommandeur | コマンダー (Commander) / コンパニオン (Companion) [a] |
| 4. 士官     | Officier | Offizier | オフィサー (Officer) / ルテナント (Lieutenant) |
| 5. 騎士     | Chevalier | Ritter | メンバー (Member) |
| 注          | 等級の名称はフランスのものが基準になっているので和名はフランスのものにし、ドイツの名称で異なるものにはその訳語も記した。イギリスについては書式を変えた。 | 等級の名称はフランスのものが基準になっているので和名はフランスのものにし、ドイツの名称で異なるものにはその訳語も記した。イギリスについては書式を変えた。 | 等級の名称はフランスのものが基準になっているので和名はフランスのものにし、ドイツの名称で異なるものにはその訳語も記した。イギリスについては書式を変えた。 |
| 注          | | *4等級が定められている勲章では士官相当が、3等級の場合は上級士官と士官相当の等級が欠となる。                                                              | *黄色部分がナイトに叙される。ただしナイト・コマンダーより上位の単一等級勲章でも受勲者がナイトに叙されないものもある。 *a 3等級が定められている場合は士官と騎士相当の等級が欠となる。3等勲章の名称は、最下位が3等級の場合はコンパニオン、5等級の場合はコマンダーとなる。 |

## 勲章の着用
勲章（特に上級のオーダー）の正章を着用する際の服装は正装又はそれに準ずる制服とされる。礼装や略礼装の場合は副章と下級の勲章、或はミニチュアメダル、常装の場合は略綬を着用する。一方、国によっては勲章の正章を着用した服装が正装とされる場合もあり、特に正装専用の服が廃止される傾向にある軍隊では広く行われている。

### 装着方法

勲章の装着位置の一例（1、2: 小綬章、3: 中綬章、4: 星章と小綬章、5: 大綬章と星章）。図はレジオンドヌール勲章の場合。

勲章の装着位置勲章を衣服に取り付ける位置や方法は勲章の形状により異なり、等級分けされた勲章では装着の位置を変えることで等級の判別ができるようになっている。勲章の布製の部分は「綬」（じゅ）と呼ばれ、色やパターンが勲章の種類を、大きさが等級を表す。大きさには大綬（サッシュ）と中綬及び小綬（リボン）があり、日本では勲章の等級を「○○大綬章」や「○○小綬章」と表している。

#### 頸飾
貴金属（ほとんどが金）製の鎖に記章が付いたものであり、鎖を首（両肩）に掛けて着用する。一般的に最上級あるいは特別等級の勲章がこの形式であり、君主制国家に多く見られる。制定していない国も多い。イギリスでは一等級勲章にも頸飾が付属するが、これは騎士団の正装には着用し、通常の正装には着用しない。

#### 大綬

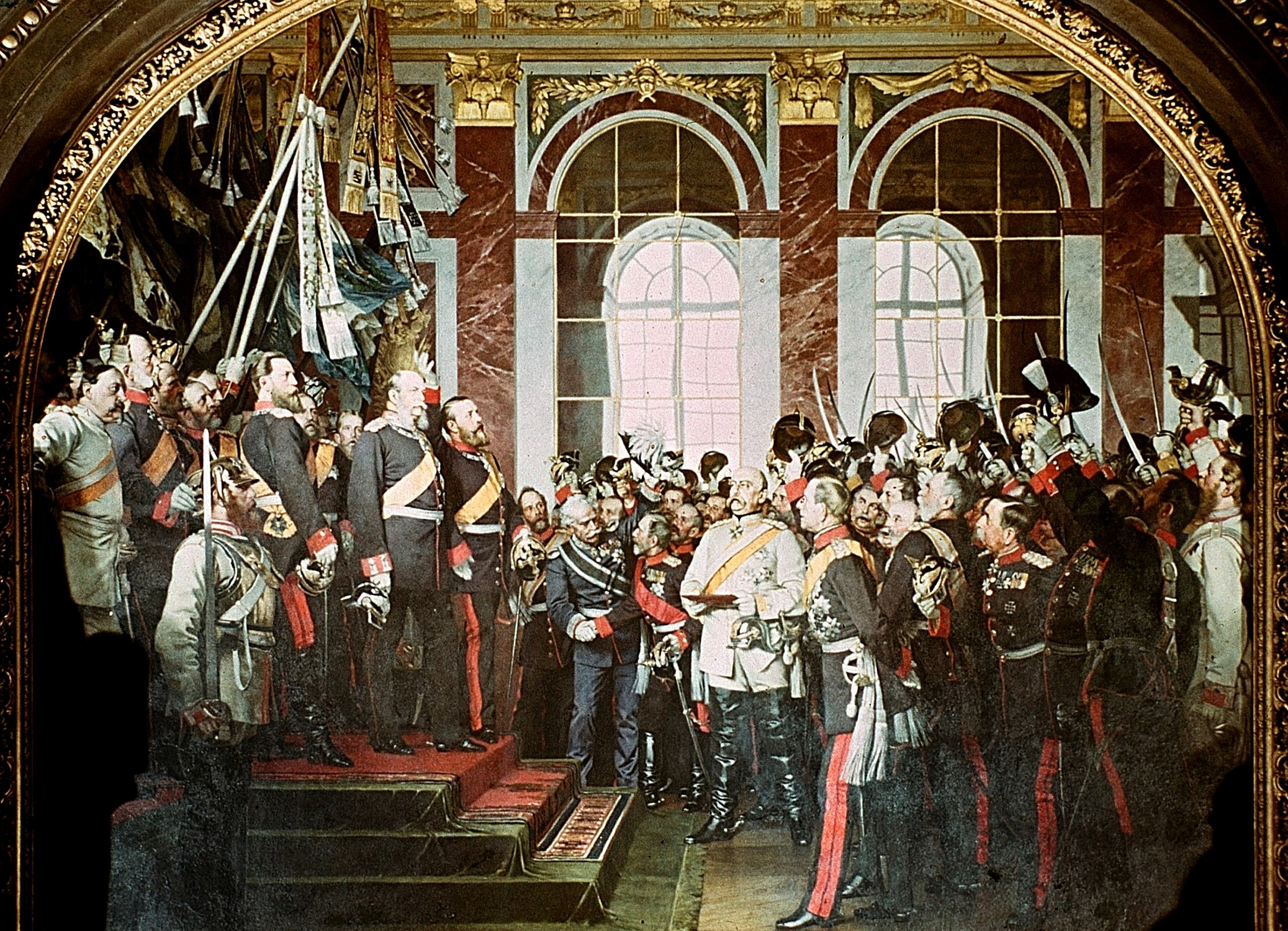
ドイツ皇帝の戴冠式。壇下前列（画面中央）にいる通常の一等級勲章受章者は大綬を右肩から左腰に掛けているが、壇上の皇族や壇下中央にいるビスマルクやモルトケは黒鷲勲章等特別な勲章の大綬を左肩から右腰に掛けている。

太い帯 (サッシュ) を肩から襷掛けし、腰の部分に勲章を付ける。通常は右肩から左腰に掛けるが、その国における特別な勲章（イギリスのガーター勲章とシッスル勲章、日本の功一級金鵄勲章等など）のみ左肩から右腰に掛けるよう制定されている場合がある。
一般的には一等級の勲章がこの形式であり、副章として星章が制定されていることが多い。星章・中綬・小綬とは異なり、複数の大綬を同時に着用することは少なく、その必要がある場合には、着用の序列にしたがって最上位の大綬のみを着用し、他の大綬をもって帯びる勲章は副章（星章）のみを着用することが多い。

#### 星章
大型のバッジを綬を用いずに直接取り付ける。二等級の勲章や一等級以上の勲章の副章となっていることが多い。序列や等級によって装着位置が異なり、複数着用することもできる。

イギリスとフランスの二等級勲章の装着位置
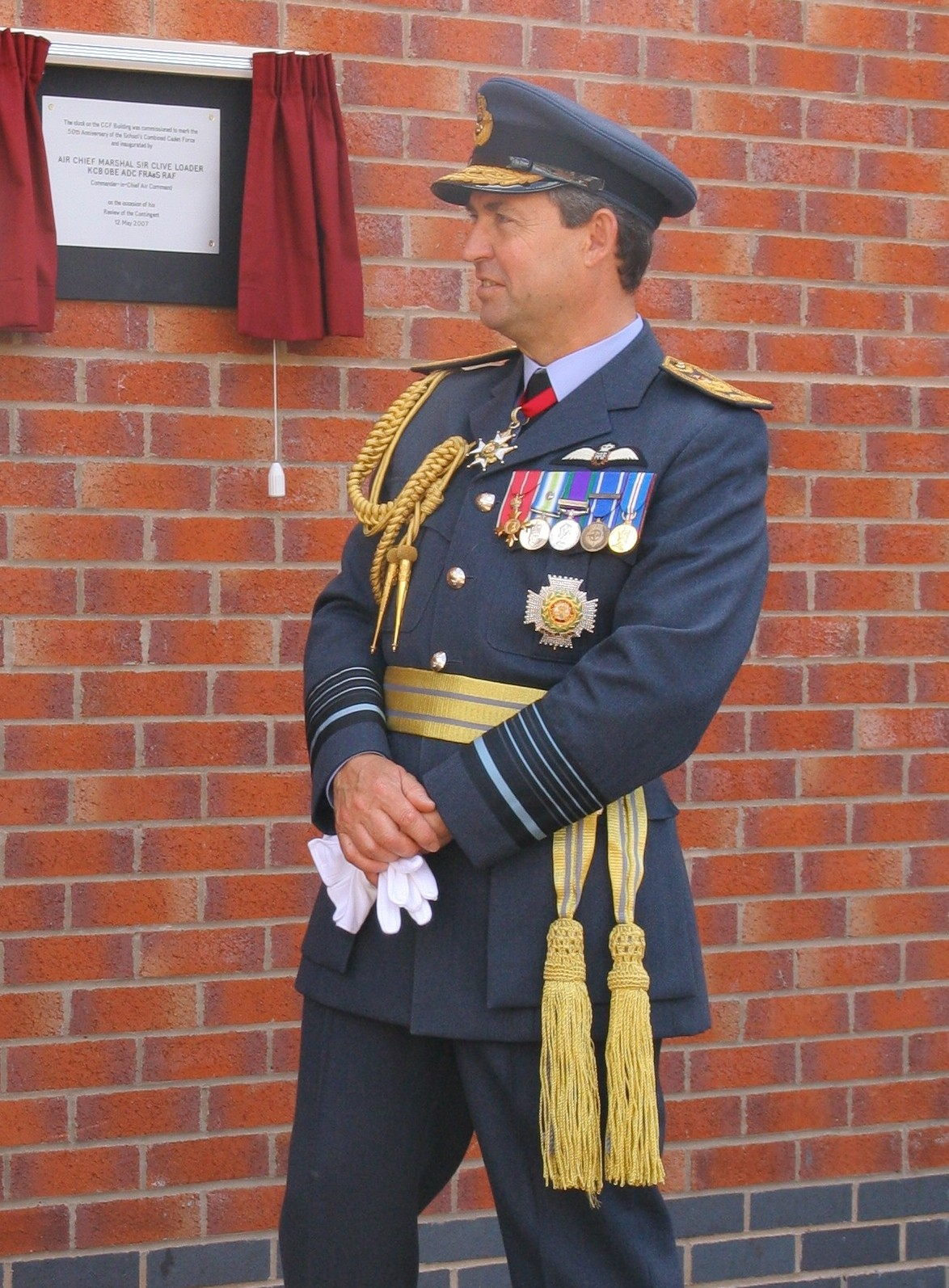
バス勲章ナイト・コマンダーを付けたイギリス軍人。星章を左肋に着用。
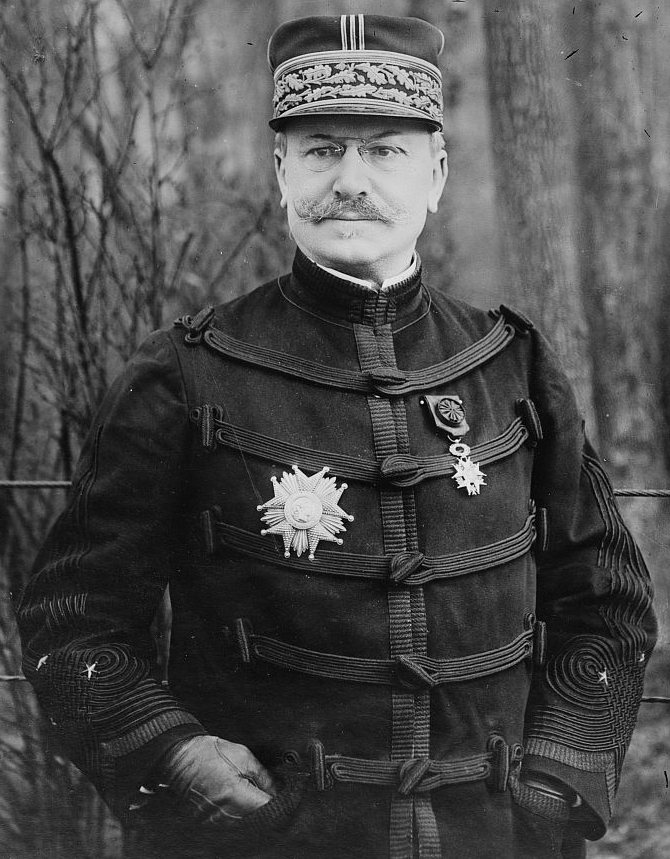
レジオンドヌール勲章グラントフィシエを付けたフランス軍人。星章を右肋に着用。

#### 中綬
細長いリボンで勲章を首から吊す。三等級の勲章や二等級勲章の副章の他、単一等級の功労勲章（日本の文化勲章、イギリスのメリット勲章、ドイツのプール・ル・メリット勲章等）にこの形式が多く見られる。
中綬をもって帯びる勲章を複数着用する場合、喉元に近い方が序列上位となる。

中綬章を複数着用した例
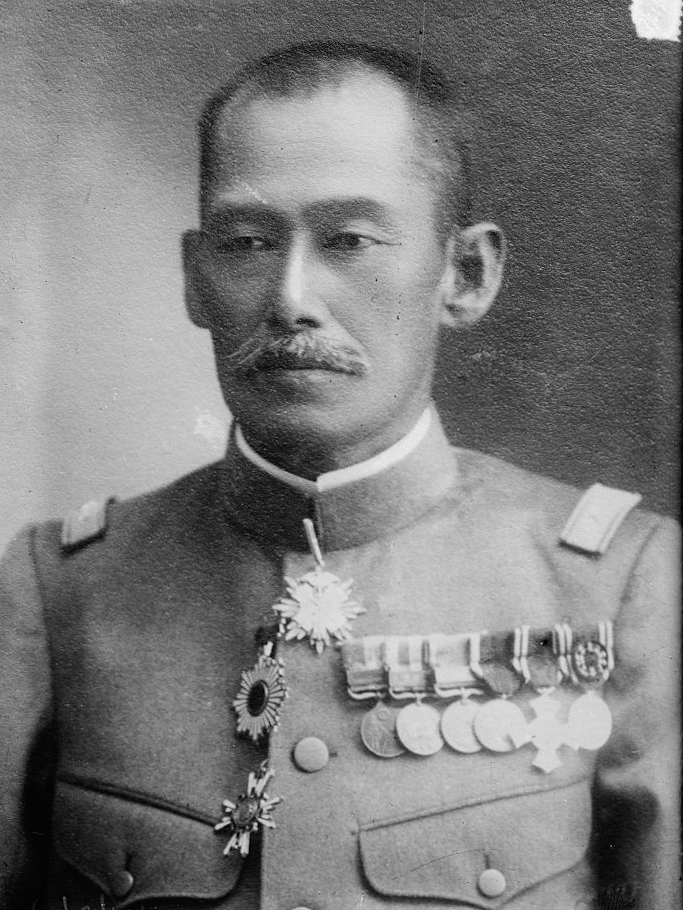
岡市之助。喉元から下に金鵄勲章、旭日章、瑞宝章の順で、いずれも中綬章である。

#### 小綬
衣服に取り付ける金具が付いた小さなリボンに勲章が付いている。4等級以下の勲章や記章、メダルのほとんどがこの形式である。通常は左胸上部に取り付ける。
複数の小綬を同時に着用する場合、体の中心に近い方（通常は左胸上部に付けるため、向かって左側）が上位となる。

### 略章・略綬

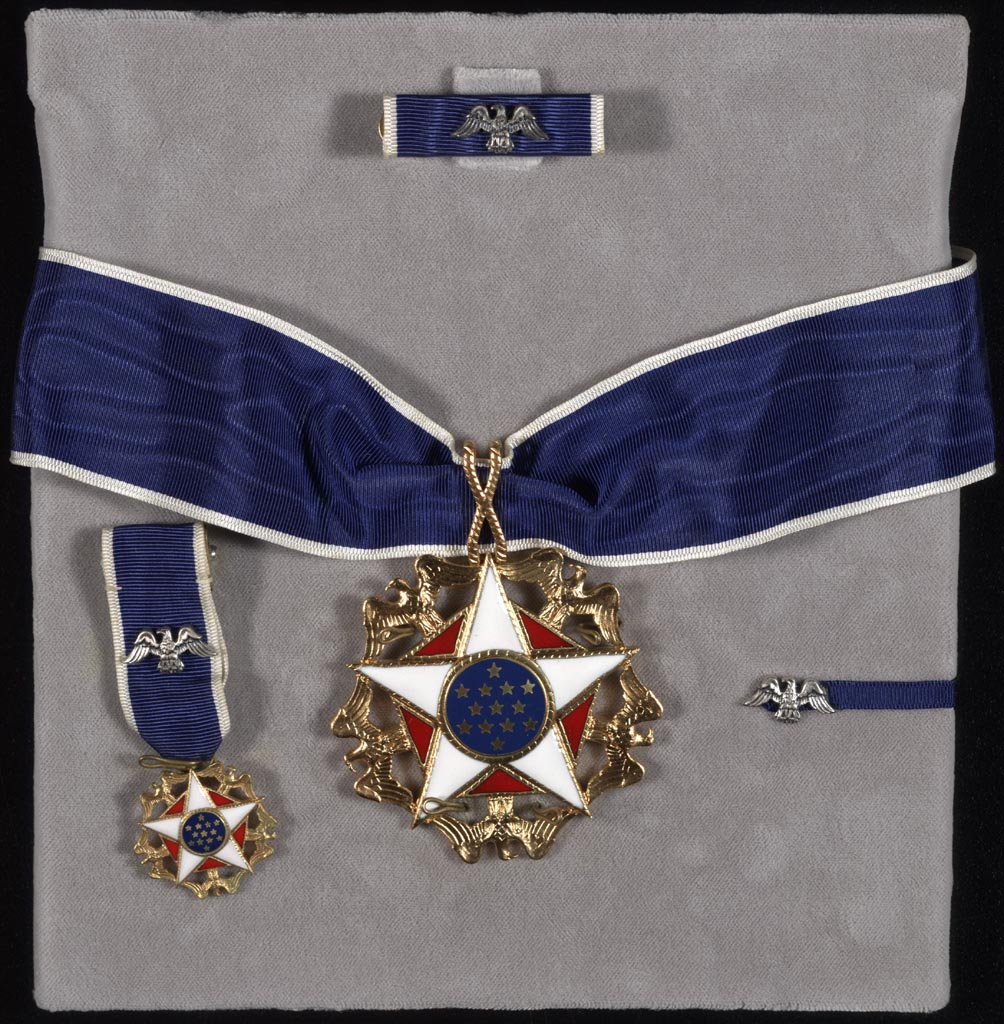
大統領自由勲章（アメリカ）のセット。正章（中綬）と略綬、ミニチュアメダル、ピンバッジ。

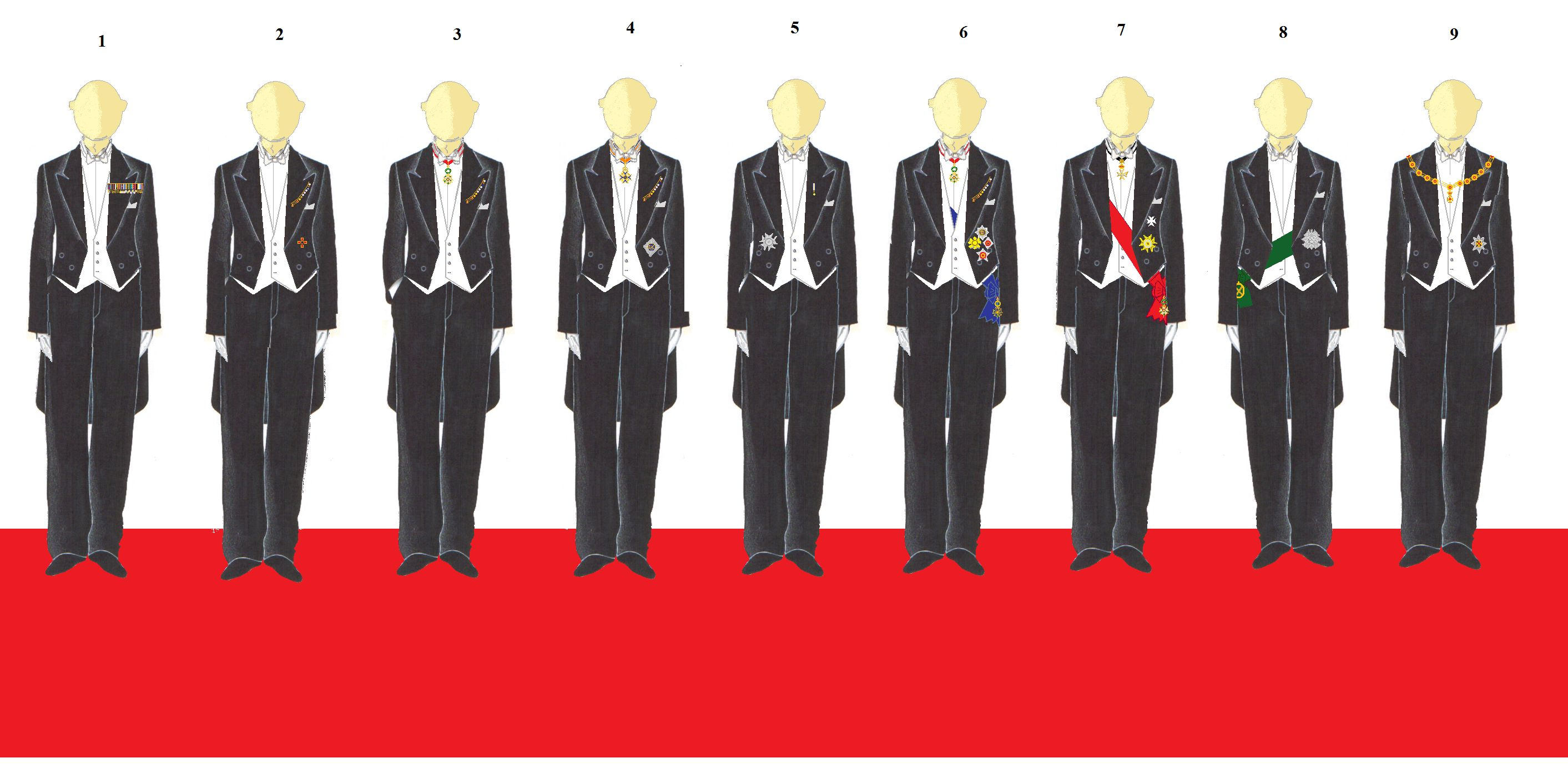
ホワイトタイへの正章とミニチュアメダルの着用

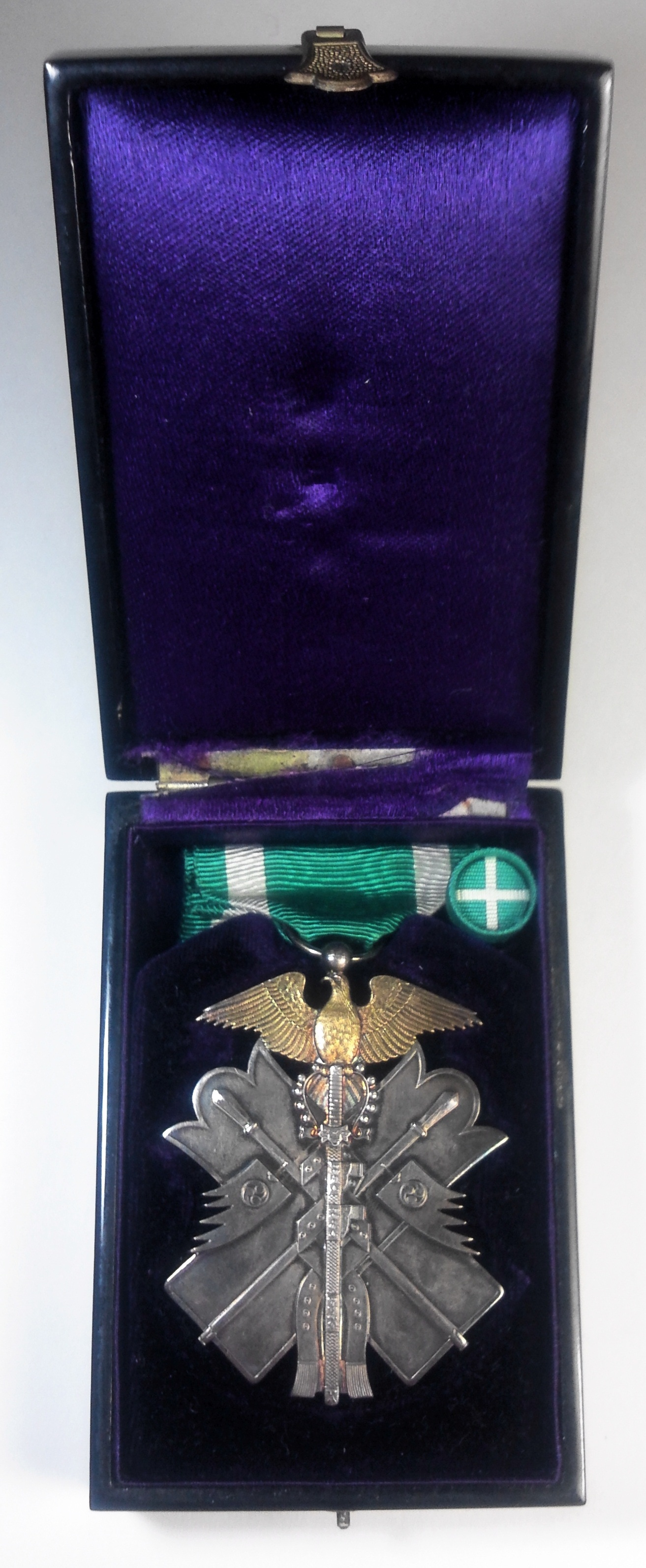
功七級金鵄勲章のセット。軍人専用の勲章だが、添付される略綬は円形のものだけである。

ミニチュアメダル
ミニチュアメダルは夜会服用の縮小模型であり、国によっては正章や略綬と共に授与される。日本では略小勲章と呼ばれ、受章者が自費で購入する。購入や着用は受章者のみができる。ホワイトタイの場合、大綬章と星章はフルサイズのものを着用し、小綬章はミニチュアメダルとされているが、数が少ない場合などは正章でもよい。一方、ブラックタイには原則として小綬章の正章は着けず、ミニチュアメダルのみとされる。

ブラックタイへのミニチュアメダル着用例
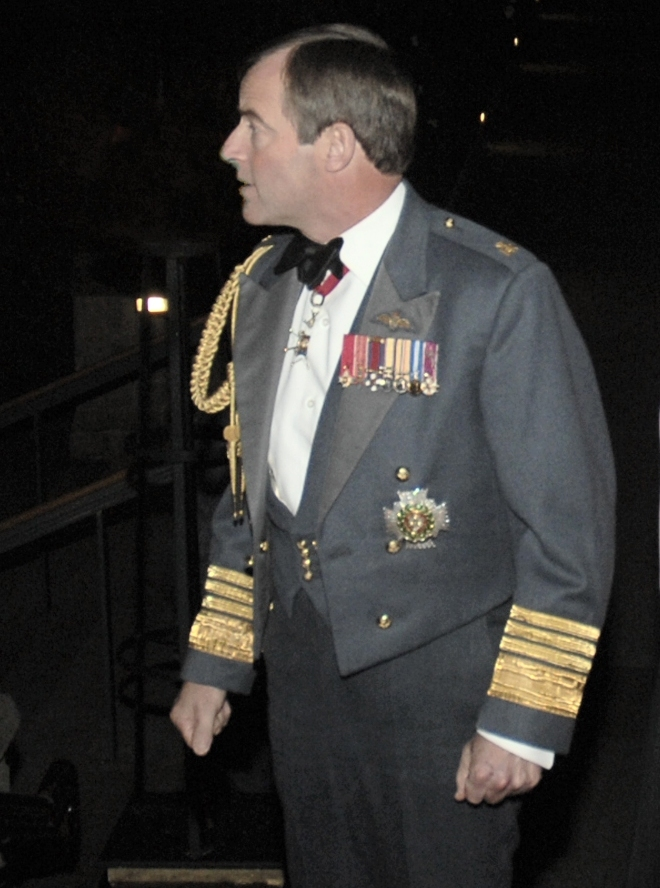
イギリス空軍将官。
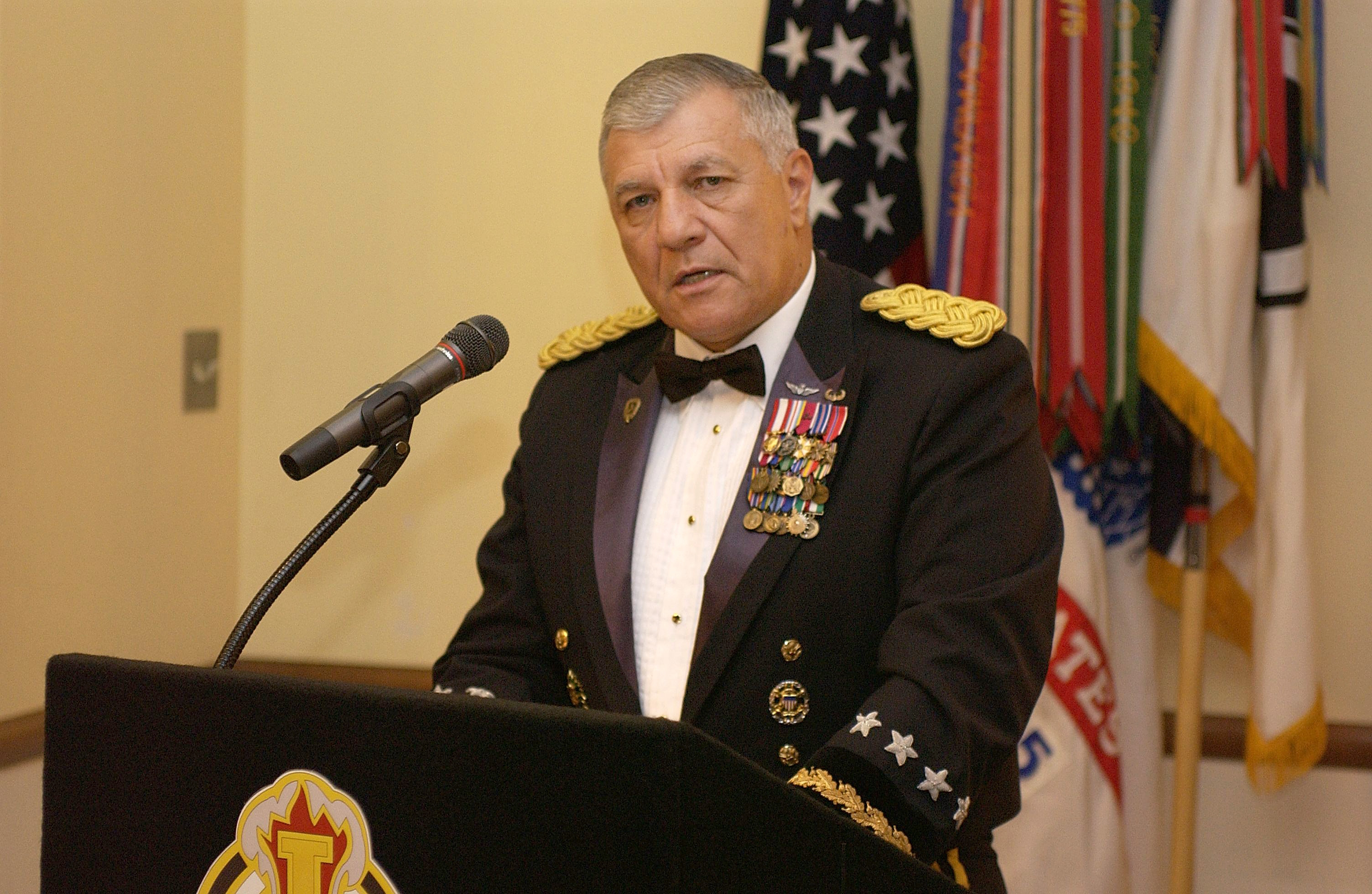
アメリカ陸軍将官。
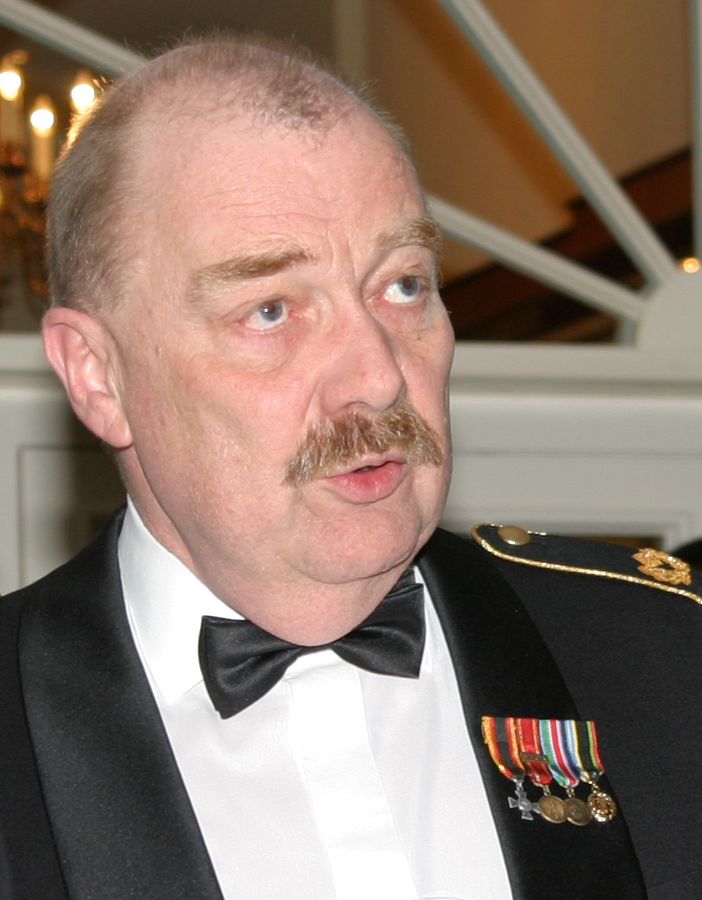
ドイツ陸軍将官。

略綬

綬と同色・同パターンの布を成型したものであり、平服時に受章者であることを表すことができる。通常の民間服（モーニングコートなどを含む）の上着の襟のフラワーホールに着用する円形のもの（ロゼット）や、制服に着用するための長方形のもの等がある。
- 勲章を授与される際に付属しているものもあるが、受章者が自費で購入したものを着用することも多い。日本では旧軍の軍人に授与される勲章にも（軍人専用のはずの金鵄勲章も）円形のものが付属しており、制服用の長方形略綬は自費で作成した。それに対して、授与対象者のほとんどが軍人であるアメリカでは、長方形のものが付属している。一方、第二次世界大戦終了までのドイツでは勲章に略綬が付属しておらず、制式も決まっていなかったため、個人が自分の好みのものを作成していた。
- 勲章の略綬に類似したものとして、自衛官が着用する防衛記念章や消防団員等の表彰歴章、アメリカ軍のユニットアワード等がある。

その他の各種略章
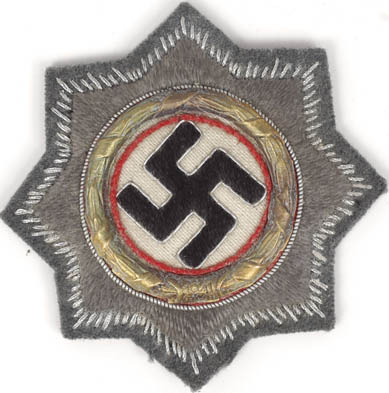
ドイツ十字章の戦闘服用布製略章。
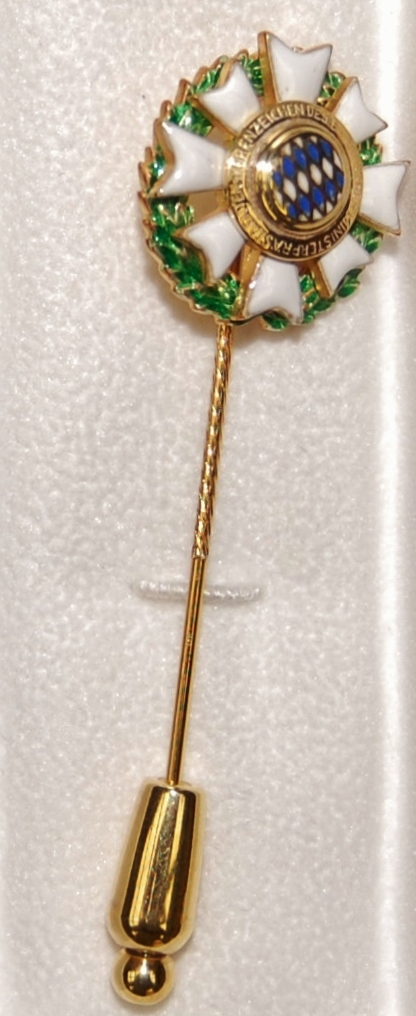
バイエルン州首相勲章のスティックピン型略章。
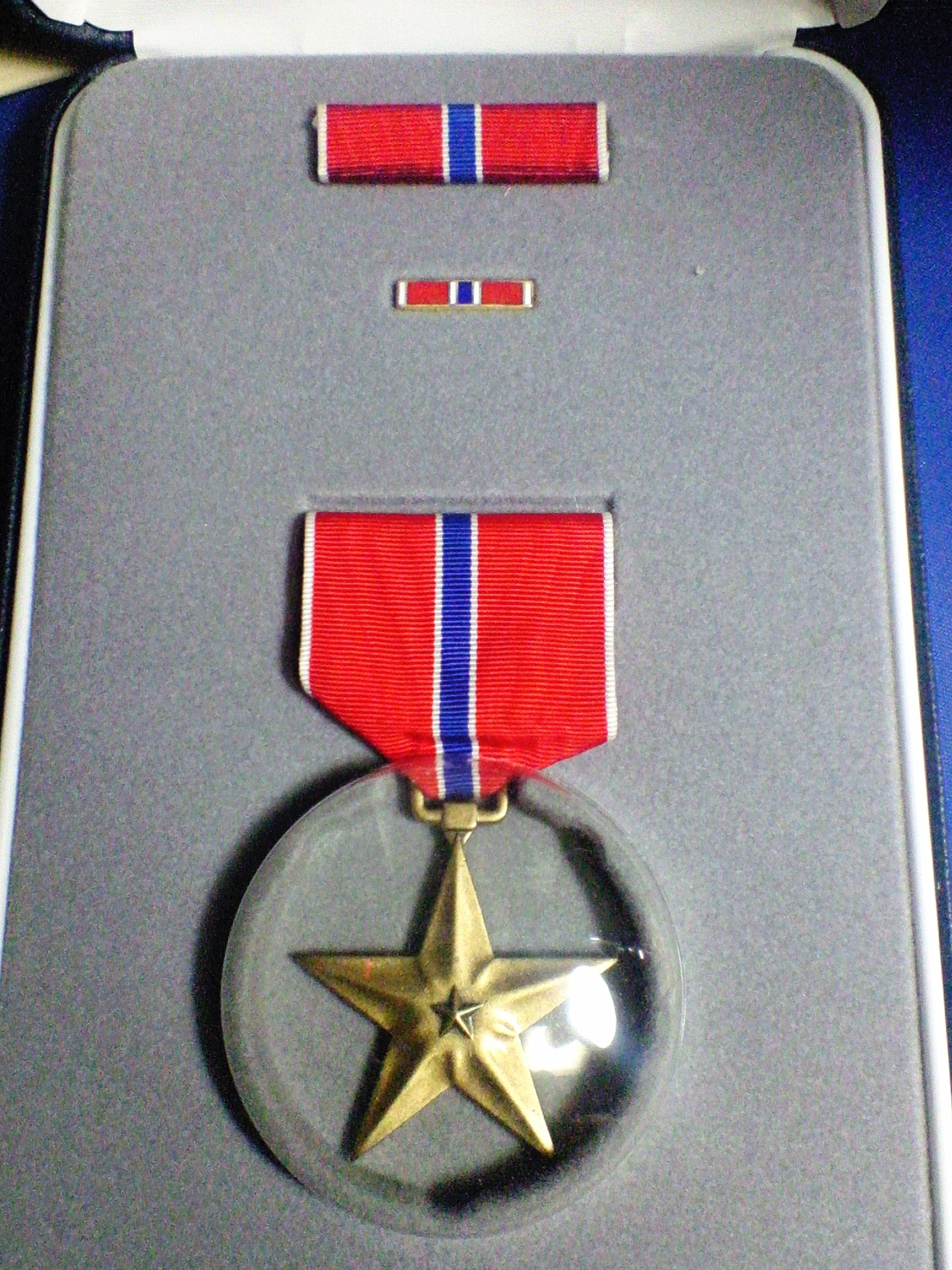
ブロンズスターメダルのセット。略綬と勲章の間にあるのがピンバッジ式略章。

## 歴史

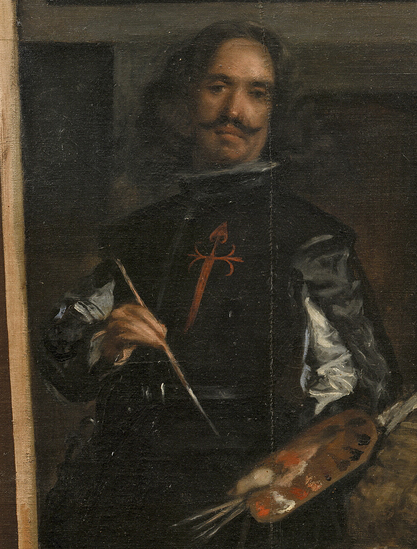
ディエゴ・ベラスケスのラス・メニーナス（部分）。ベラスケスの服にサンティアゴ騎士団の紋章が描き込まれている。ベラスケスが騎士に叙せられた後加筆されたとも云われている。

勲章の起源は中世ヨーロッパの騎士団（英: Chivalric order、仏: Ordre de chevalerie、独: Ritterorden）の制度にあるとされている。12世紀、十字軍の遠征に際して編成された騎士団ではメンバーが、騎士団ごとに色や意匠が定められた十字架型の記章を、その騎士団に所属していることを示す標章としてマントに付けるようになった。「騎士団」或は「特定の騎士の地位」を意味するオーダー（英: order、仏: ordre、独: Orden）が、その騎士団の標章のことも示すようになった。
十字軍時代の騎士団は異教徒と戦うための宗教的なものであったが、13 - 14世紀になると世俗的騎士団が君主によって設立されるようになった。世俗的騎士団は団員であることが名誉であるという性格のものであり、加入が認められるということは君主による恩恵であった。君主は自分を支える有力貴族で騎士団を構成し、名誉と特権を与えることにより彼等を手懐けた。つまり騎士団の制度は君主による支配システムの一環であり、騎士団員であることは支配階級の一員であることを意味していた。騎士団員すなわち支配階級であることを示す騎士団勲章は栄誉の証しとなった。このようなわけで、現存する最古の騎士団勲章であるガーター勲章を含む、この時代の勲章には定員があり、与えられる対象は主に王侯貴族であった。その後国家が拡大すると、君主や国家が栄典を与える対象を軍人、政治家、役人、経済人、文化人へと広げる必要が生じ、それら対象者のために等級が増やされた。また、身分の低い者や小さな功績・栄誉を対象として、騎士団勲章と同様の形式であるが、勲爵士団を構成せず功績に対して授与される、メダル等のデコレーションが現れた。
そして、現代では芸能人、スポーツ選手等や社会奉仕活動等あらゆる分野が対象となっている。
東アジアでは、中国は魏晋南北朝時代に発達した官吏の品階制度に伴い、爵や実際に就いている官職の称号（職事官）や官品の等級を示す称号（散官）とは別に、国家に対する勲功を顕彰する「勲官」という称号が与えられるようになった。周辺諸国でもその影響を受け、律令制期の日本では勲位という十二等の数字で示される勲功称号が生じている。しかしこれらはいずれも称号であって、近代西欧の勲章のような標章が伴うものではなかった。
日本では平安時代以降、勲位の制度が廃れたが、中世以降の武家社会では、勲功を挙げたものに対して主君が所領の付与とは別に、「感状」と呼ばれる表彰の書き付けを与えたり、自身が所有する刀・甲冑などの武具、茶器などの手回り品、衣服などを下賜する慣行が見られた。こうした品は勲章と同じように勲功を記念する標章として子孫代々に受け継がれ、先祖の勲功を示す証拠として用いられた。
明治に至り、国家に対する勲功を表彰する制度として勲位が復活されるとともに、西欧の制度に倣って勲章の授与が始められた（その後の歴史については後の節において述べる）。日本の叙勲制度では勲章とは別に記念の品が恩賜されるほか、ヨーロッパでは受章者が死亡すると騎士団勲章の章飾は返還が義務付けられていたが、日本では名誉の証しとして子孫に受け継がれるなど、武家社会における表彰の名残もある。

## 日本の勲章

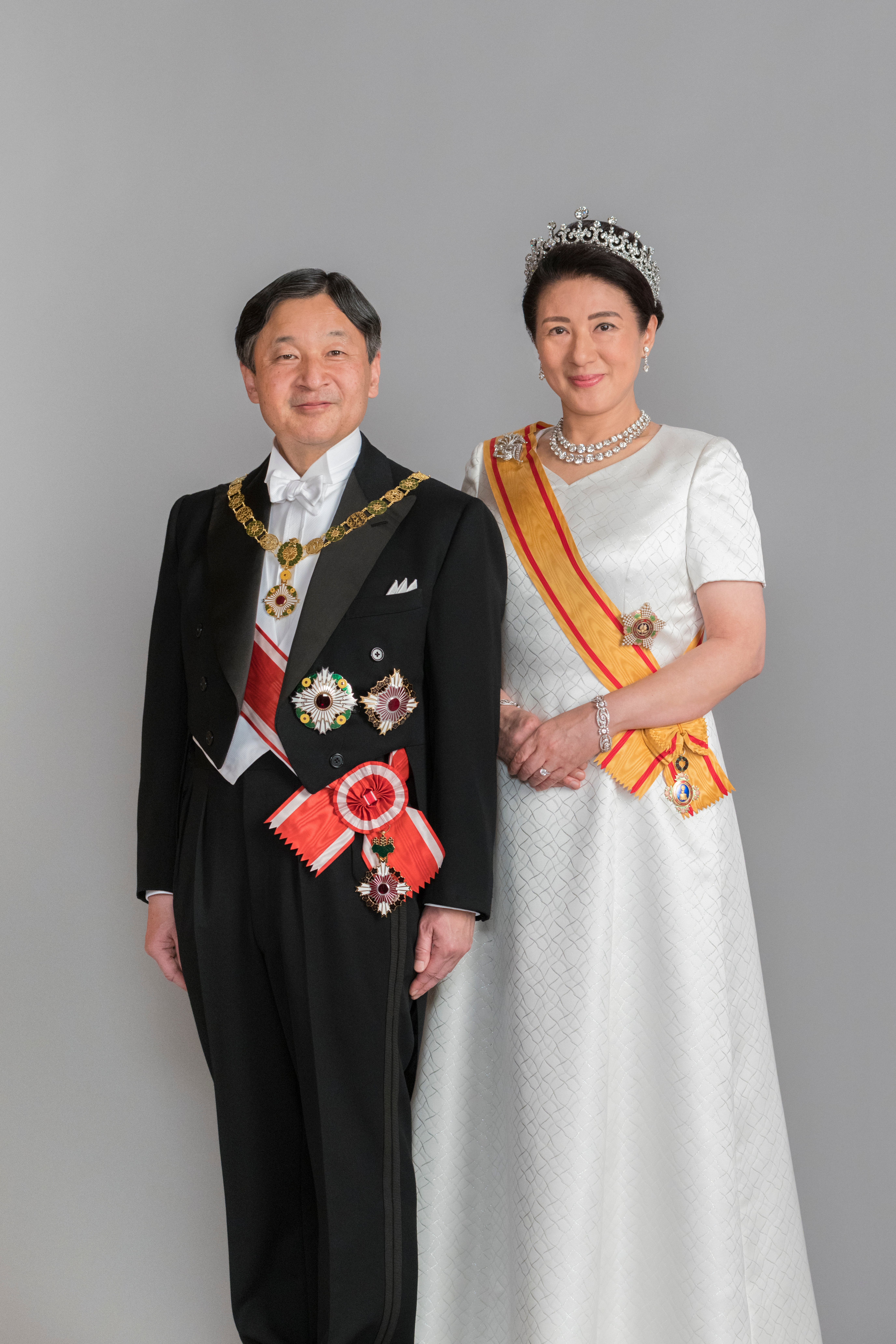
大勲位菊花章頸章、大勲位菊花大綬章および菊花大綬章を佩用した天皇と勲一等宝冠章（現：宝冠大綬章）を佩用した皇后雅子

日本において勲章は、天皇の名で授与される。日本国憲法第7条7号は、天皇の国事行為の一つとして「栄典を授与すること」を定め、同条を根拠に「栄典」の一つとして天皇が勲章を授与する。勲章制度を定める法律はなく、政令（太政官布告、勅令）及び府令（太政官達、閣令）に基づいて運用されている。勲章の種類は、勲章制定ノ件（明治8年太政官布告第54号）、宝冠章及大勲位菊花章頸飾ニ関スル件（明治21年勅令第1号）、文化勲章令（昭和12年勅令第9号）などに定められ、現在22種類ある。憲法第14条3項は「栄誉、勲章その他の栄典の授与は、いかなる特権も伴わない。栄典の授与は、現にこれを有し、又は将来これを受ける者の一代に限り、その効力を有する。」と定める。このため勲章の授与に併せて金品や年金を支給することはなく、勲章の佩用権を世襲することもない（授与された勲章自体は叙勲者が死去した後も遺族が遺品として相続することができる）。
勲章は再交付されないため修理・調製は全額自費負担となる。また略章である「略小勲章」は国から交付されず、必要な個人が自費で購入する。
種類（カッコ内は英訳名）
2003年の改正以降22種の勲章は、菊花章、桐花章、旭日章、瑞宝章、宝冠章及び文化勲章に大別される。
- 大勲位菊花章 (Supreme Orders of the Chrysanthemum) : 日本における最高勲章
  - 大勲位菊花章頸飾 (Collar of the Supreme Order of the Chrysanthemum)
  - 大勲位菊花大綬章 (Grand Cordon of the Supreme Order of the Chrysanthemum)
- 桐花章 (Order of the Paulownia Flowers)
  - 桐花大綬章 (Grand Cordon of the Order of the Paulownia Flowers)
- 旭日章 (Orders of the Rising Sun)
  - 旭日大綬章 (Grand Cordon of the Order of the Rising Sun)
  - 旭日重光章 (The Order of the Rising Sun, Gold and Silver Star)
  - 旭日中綬章 (The Order of the Rising Sun, Gold Rays with Neck Ribbon)
  - 旭日小綬章 (The Order of the Rising Sun, Gold Rays with Rosette)
  - 旭日双光章 (The Order of the Rising Sun, Gold and Silver Rays)
  - 旭日単光章 (The Order of the Rising Sun, Silver Rays)
- 瑞宝章 (Orders of the Sacred Treasure)
  - 瑞宝大綬章 (Grand Cordon of the Order of the Sacred Treasure)
  - 瑞宝重光章 (The Order of the Sacred Treasure, Gold and Silver Star)
  - 瑞宝中綬章 (The Order of the Sacred Treasure, Gold Rays with Neck Ribbon)
  - 瑞宝小綬章 (The Order of the Sacred Treasure, Gold Rays with Rosette)
  - 瑞宝双光章 (The Order of the Sacred Treasure, Gold and Silver Rays)
  - 瑞宝単光章 (The Order of the Sacred Treasure, Silver Rays)
- 文化勲章 (Order of Culture)
- 宝冠章 (Orders of the Precious Crown)
  - 宝冠大綬章 (Grand Cordon of the Order of the Precious Crown)
  - 宝冠牡丹章 (The Order of the Precious Crown, Peony)
  - 宝冠白蝶章 (The Order of the Precious Crown, Butterfly)
  - 宝冠藤花章 (The Order of the Precious Crown, Wistaria)
  - 宝冠杏葉章 (The Order of the Precious Crown, Apricot)
  - 宝冠波光章 (The Order of the Precious Crown, Ripple)

### 朝鮮民主主義人民共和国

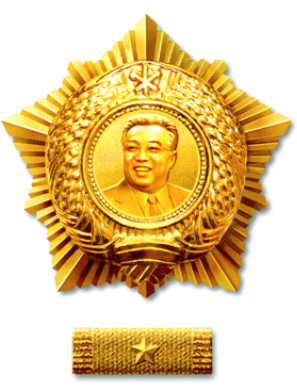
金日成勲章

## カンボジア王国

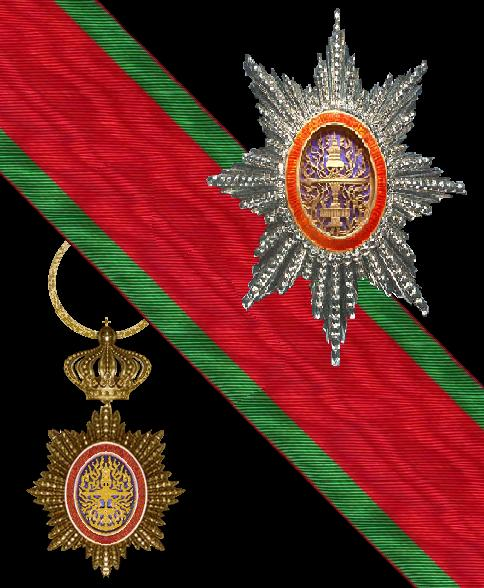
カンボジア王室勲章
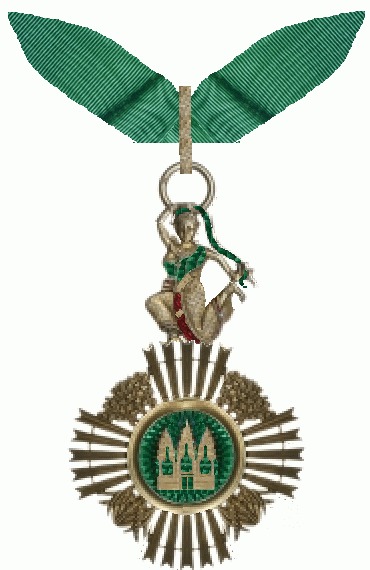
ソワタラ勲章
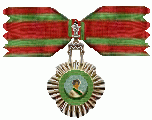
プリヤ・コソマック・ニアリレア女王勲章

### モンゴル

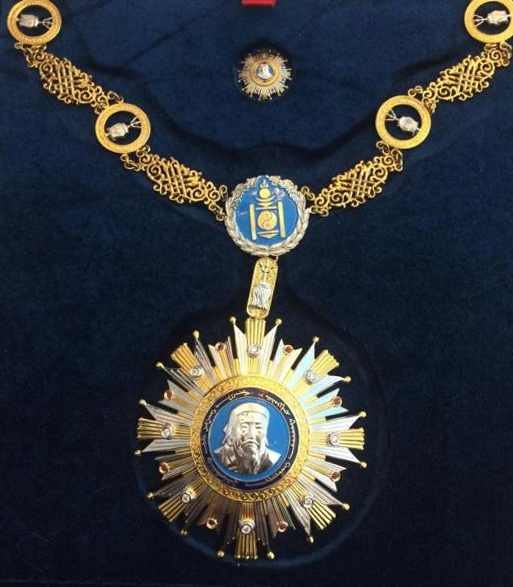
チンギス・ハーン勲章
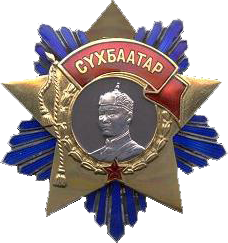
スフバートル勲章

### シンガポール

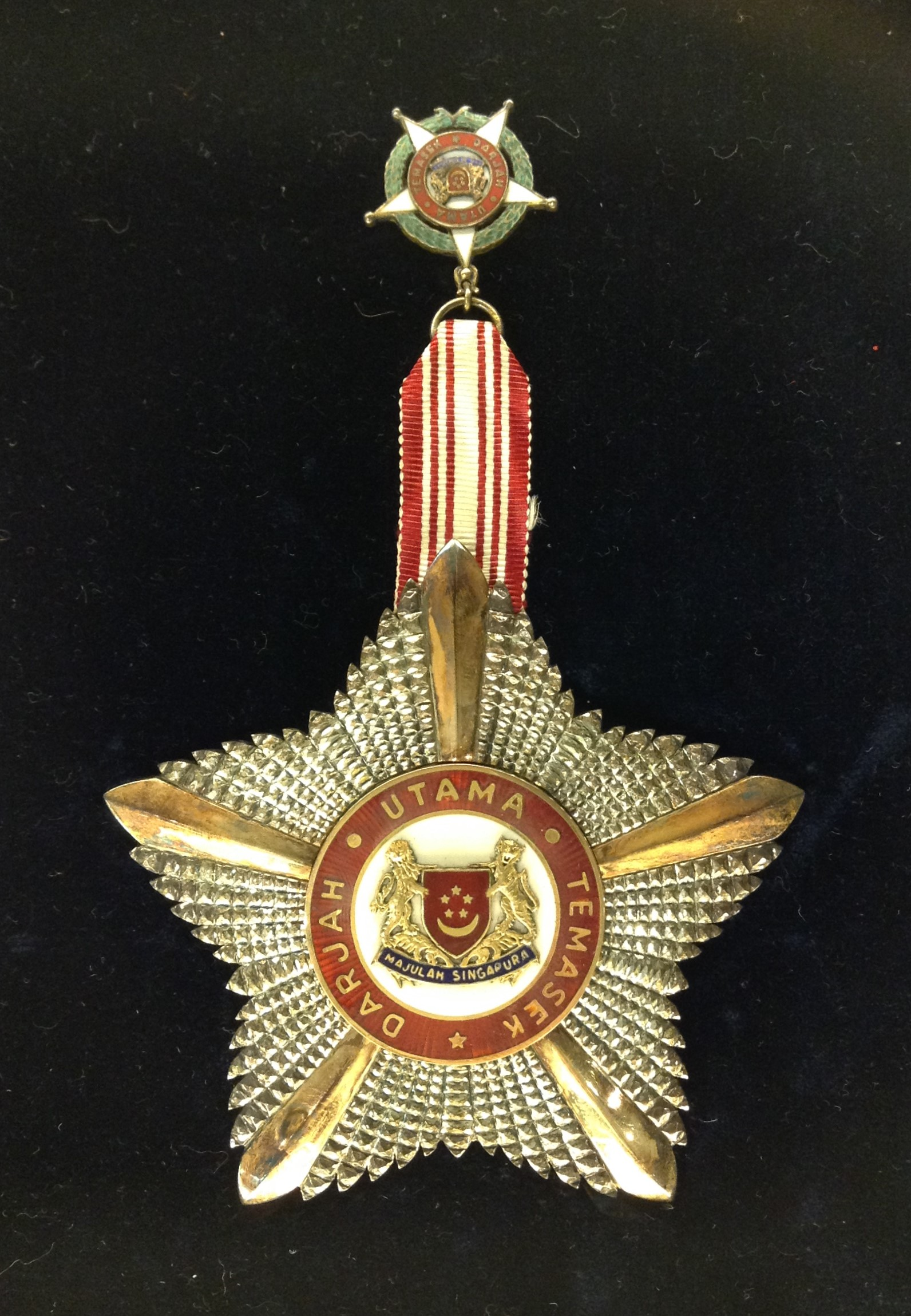
ダルジャ・ウタマ・テマセク（タマセク）最高勲章（シンガポール共和国）。

### フィリピン共和国

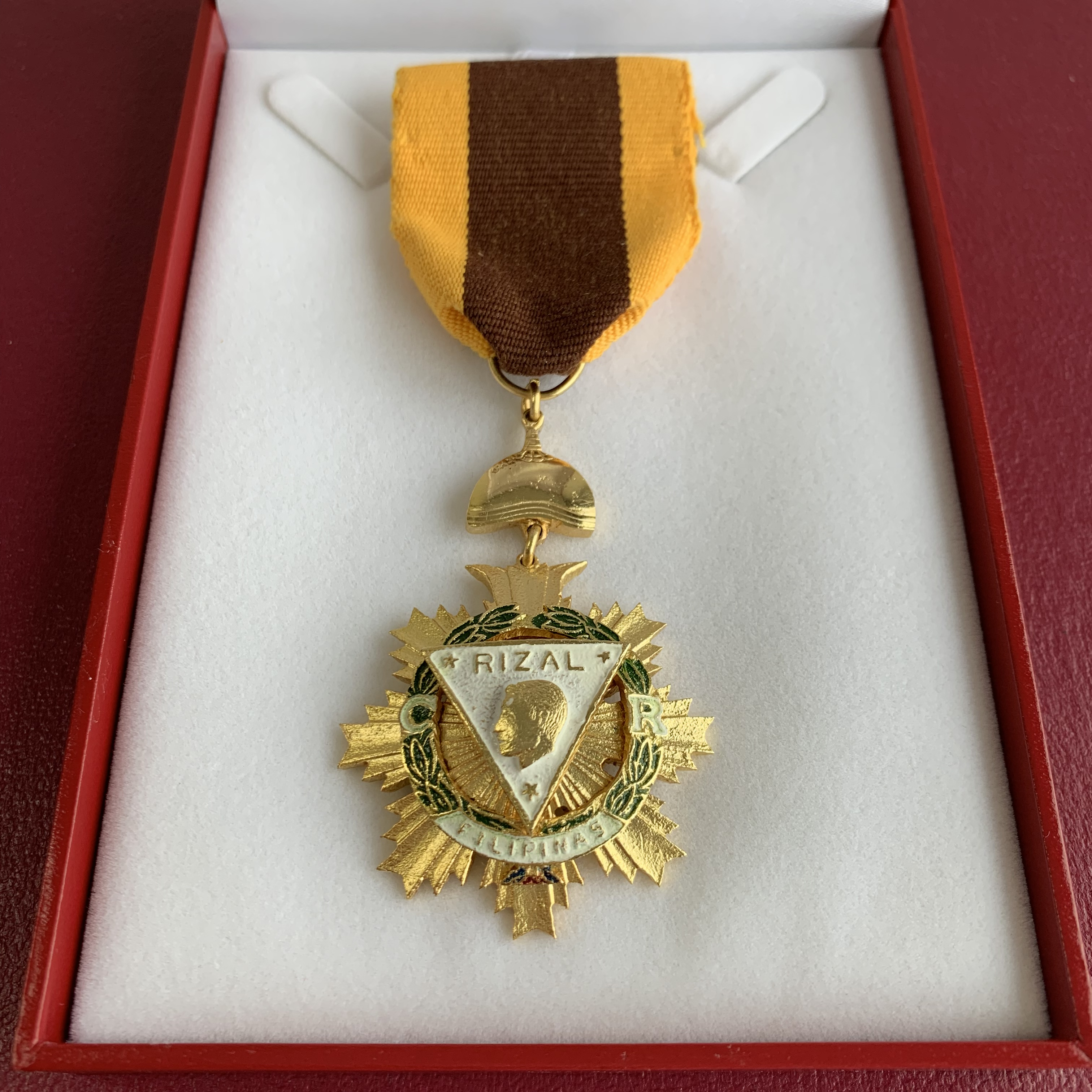
リサール騎士勲章（フィリピン共和国）

## イギリスおよび英連邦王国の勲章

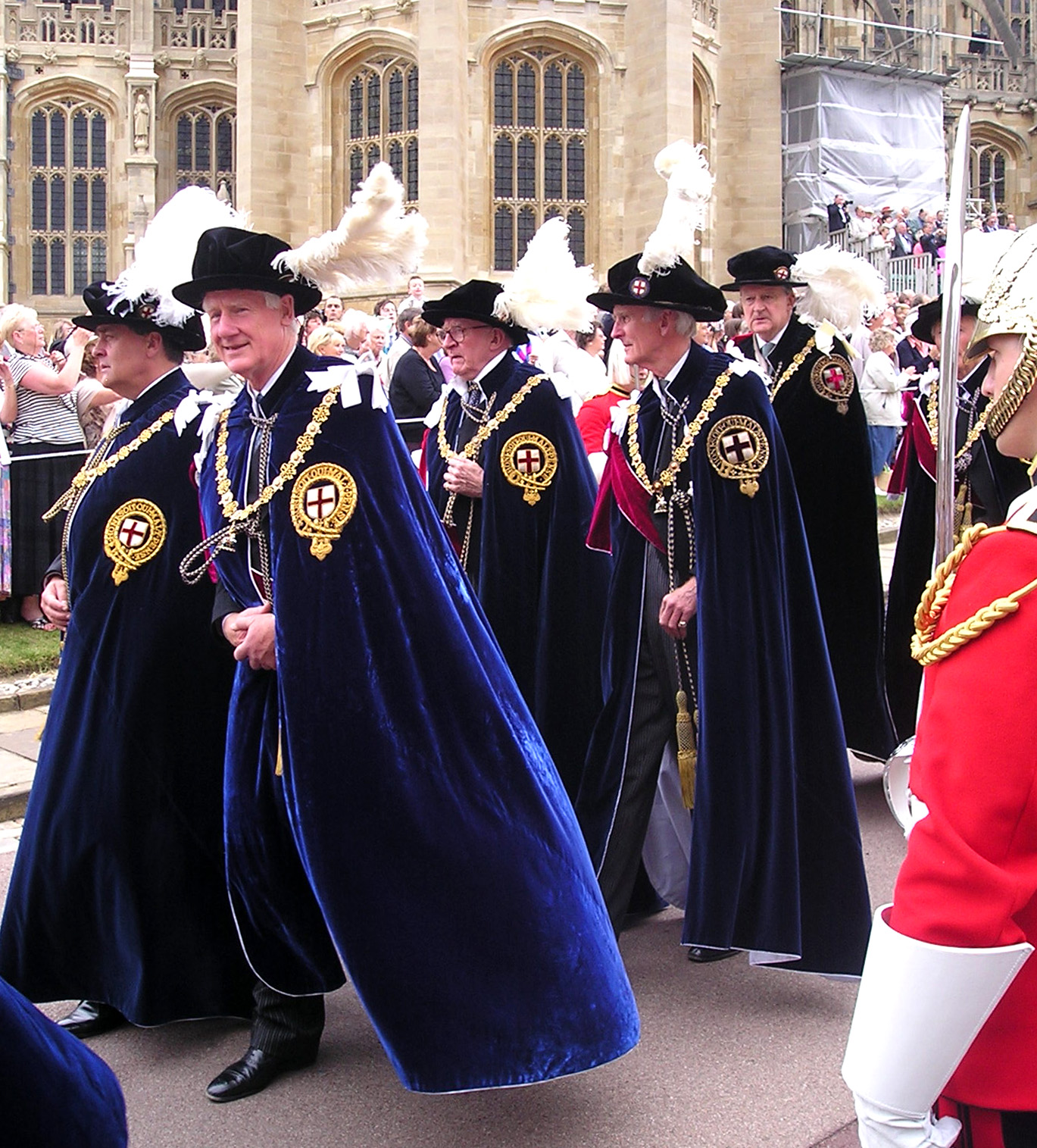
頸飾・副章・マント・帽子を着用したガーター騎士団の正装

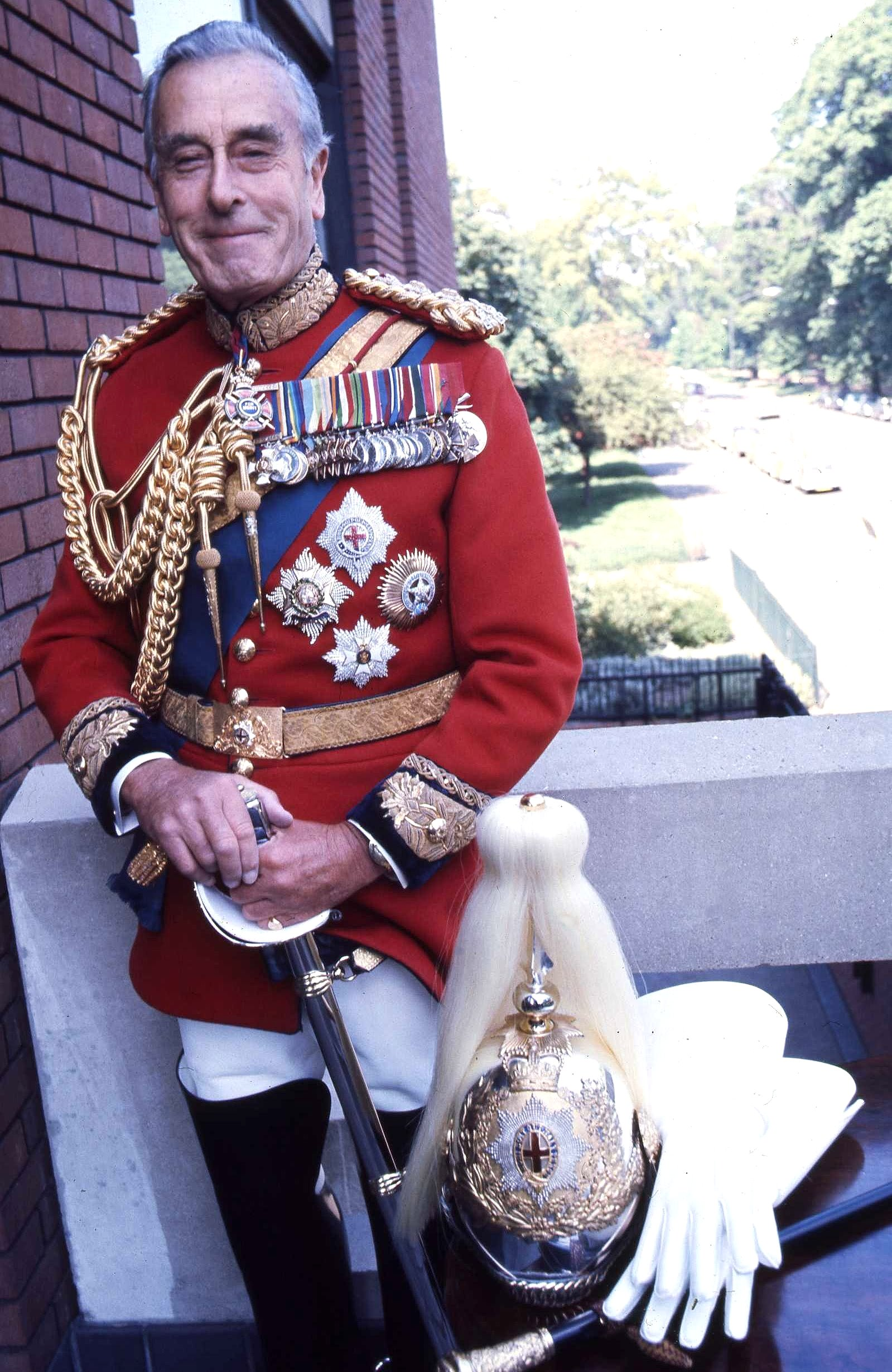
儀式における女王随員を務めるために正装をしたルイス・マウントバッテン伯爵。左肩からガーター勲章の大綬、左肋に同星章（上）、バス勲章ナイト・グランド・クロスの星章（中向かって左）、スター・オブ・インディア勲章ナイト・グランド・コマンダーの星章（中向かって右）、ロイヤル・ヴィクトリア勲章ナイト・グランド・クロスの星章（下）、喉元にメリット勲章、左胸リボンバーの最上位に殊功勲章を着用している。マウントバッテン伯爵はバス勲章ナイト・グランド・クロス受章後下位のメリット勲章を受章している。

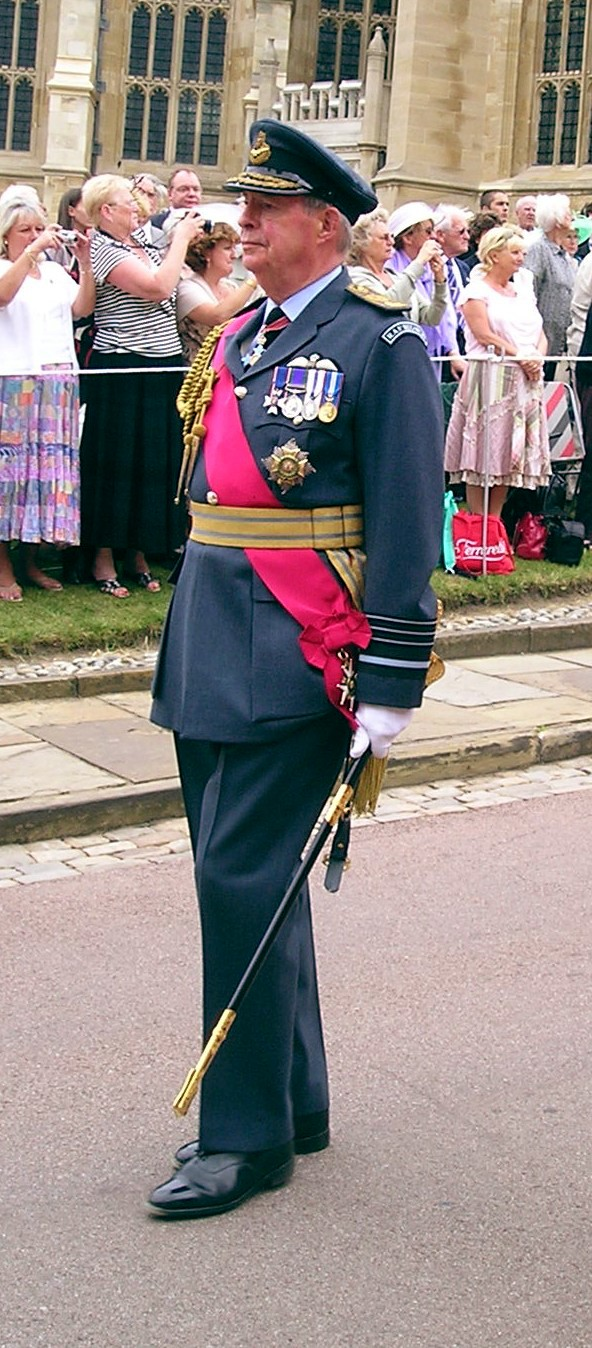
勲章を佩用した空軍将官。右肩からバス勲章ナイト・グランド・クロスの大綬、左肋に同星章、喉元に大英帝国勲章コマンダー章、左胸リボンバーの最上位にロイヤル・ヴィクトリア勲章ルテナント章を着けている。この人物もその後、バス勲章ナイト・グランド・クロスより下位のロイヤル・ヴィクトリア勲章ナイト・コマンダーを受章した。

勲章が国家に貢献した者に対して君主或は元首によって与えられる褒賞であることから、英国君主を共通の君主とする英連邦王国の国々では、国家への功労者に対してもイギリスの勲章が授与される。その一方で、各国の事情や受章者枠の関係から、イギリスの勲章に代わるもの、或はその国独自の章も制定されている。受章者枠の関係では、シッスル勲章や聖パトリック勲章の制定も、イングランドのガーター勲章に対してスコットランドとアイルランドの受章者枠を確保することが大きな理由の一つである。
イギリスの勲章は騎士団を形成するオーダー (Order) と形成しないデコレーション (Decoration) に分けられ、デコレーションにはクロス (Cross) やメダル (Medal) 、名称が“〜Decoration”となっているものがある。オーダーの内、大英帝国勲章ナイト・コマンダー以上でメリット勲章とコンパニオンズ・オブ・オーナー勲章を除く勲章の受章者がナイト爵に叙される。
Orderには騎士団と勲位双方の意味があり、現在でも騎士団的な要素が強いため騎士団と訳す方が適当な場合もあるが、一般的にはこれらも勲章と訳されている。現在においても叙勲された人物を「（その騎士団名の）騎士」と呼んでいる（例えばガーター騎士Knights of the Garter。女性に対してはDameを使う）。以上のようにオーダーは騎士団員の証しであることから、オーダーが死後叙勲されることはない。

### 現行の勲章
1993年に栄典制度の改正が行われた。主な改正点は、軍人用のデコレーション等の授与条件から階級が撤廃されたことであり、将校のみとされていた章が全階級に授与されるようになった。それに伴い、下士官・兵専用の章の多くが廃止された。

#### オーダー
ガーター勲章 Order of the Garter
イングランドの勲章であるとともに、連合王国で最高位の勲章である。大綬の色からブルーリボンとも呼ばれる。ガーター騎士団の創設時期には諸説あり、1344年或は1348年ともいわれている。騎士団の記章にガーターが取り入れられているのが特徴で、章はガーターの他に頸飾とその記章、星章及び大綬章から構成されており、星章と大綬章の記章にも青いガーターがかたどられている。騎士団の正装としてマントと帽子及びフードが定められている。外国人では原則としてキリスト教徒の君主のみが対象となっており、例外としてイギリスと特別な関係にある非キリスト教君主制国家の君主に対して贈られる。日本では明治天皇以降歴代天皇が受章しており、現在存命中の叙勲者で非キリスト教徒は上皇と今上天皇のみである。
シッスル勲章 Order of the Thistle
スコットランドの勲章であり、連合王国においてはガーター勲章に次ぐ勲章である。大綬の色からグリーンリボンとも呼ばれる。頸飾とその記章、星章及び大綬章から構成されており、アザミがデザインされている。ガーター勲章と同様に騎士団の正装としてマントと帽子及びフードが定められている。ガーター勲章がイングランド人以外の連合王国民や外国元首にも贈られるのに対し、スコットランド人の血を引く者以外が授与されることはほとんどない。
バス勲章 Order of the bath
バス騎士団の創設は1399年であるが、勲章が制定されたのは1725年である。当初は単一等級であったが、1815年に3等級が設けられるとともに、文民用と軍人用に分けられ、デザインも異なるものとなった。綬の色からレッドリボンとも呼ばれている。軍人用は高級将校、文民用は高級官僚が主な授与対象であり、重要な役職を務めた功績に対して与えられる。外国人に対しては、共和国の大統領等政府首脳級の政治家に最上級勲章が贈られる。日本人では伊藤博文が最初に受章した。
メリット勲章 Order of Merit
1902年にエドワード7世がプロイセンのプール・ル・メリット勲章に倣って制定した。単一等級で、プール・ル・メリット勲章と同様に文民部門と軍人部門があり、文民部門は日本の文化勲章に相当する。一方、文民部門は政治家にも授与され、首相経験者がガーター勲章を受ける前に授与される勲章という位置付けでもあることがそれらの勲章と異なる点である。騎士団の定員は軍民合わせて24人であるが、軍人に授与されることは少なく、現在の団員は全員文民である。ガーター勲章やシッスル勲章は身分、バス勲章は地位や役職が授与基準になっているのに対し、この勲章は功績が基準とされている。そのため、王族の受章者は他のオーダーと比べて少ない。日本人では山縣有朋、大山巌、東郷平八郎が受章している。序列がバス勲章ナイト・グランドクロスと聖マイケル・聖ジョージ勲章ナイト・グランドクロスの間に位置するほど高いにもかかわらず、受章者がナイト爵に叙されないため、英連邦王国において爵位を認めていない国の中には最高勲章としている国もある。
聖マイケル・聖ジョージ勲章 Order of St Michael and St George
1818年にジョージ4世によって制定された。3等級があり、自国とイギリスに駐在する他国の外交官及びイギリス連邦諸国の行政官が主な対象となっている。日本人では松方正義が最初に受章している。
ロイヤル・ヴィクトリア頸飾 Royal Victorian Chain
ロイヤル・ヴィクトリア勲章の等級外の別格な勲章として1902年、エドワード7世により制定された。ロイヤル・ヴィクトリア勲章の上位とされているため、受章者は主に王族である。君主と血縁関係にある外国の王族にも贈られる。別格な勲章であるため、最高勲章であるはずのガーター勲章を受章した後に授与される場合もある。外国人に対しては、即位して日が浅いキリスト教徒の君主や非キリスト教徒の君主に対して贈られる。特別な関係の国に対しては君主以外の王族にも贈られる場合があり、日本でも高松宮宣仁親王と秩父宮雍仁親王が皇弟の身分で授与されている。
ロイヤル・ヴィクトリア勲章 Royal Victorian Order 
1869年にヴィクトリア女王によって制定された。5等級があり、等級外として1等級の上に頸飾、5等の下にメダルがある。君主個人への貢献が授与基準である。ロイヤル・ヴィクトリア頸飾が制定されるまでは即位して日が浅いキリスト教徒の君主や非キリスト教徒の君主に対して1等級が贈られていた。日本人では昭和天皇と上皇が皇太子時代に授与されており、その他にも東郷平八郎らが受章している。
大英帝国勲章 Order of the British Empire
5等級があり、等級外として下位に同名のメダルがある。叙勲対象や授与基準は幅広く、現在最も多く授与される勲章である。外国人への叙勲は、イギリスに対して貢献があった者に対して外務大臣の推薦により行われる。そのため、イギリスに工場を作った日本企業の経営者も数多く受章している。
コンパニオンズ・オブ・オーナー勲章 Order of the Companions of Honour
授与対象等の性格がメリット勲章と似ており、メリット勲章の下に位置する勲章とされている。メリット勲章受章者の多くはそれ以前にこの勲章を受章している。序列は大英帝国勲章ナイト・グランドクロスとバス勲章ナイト・コマンダーの間に位置するが、受章者はナイト爵に叙されない。
殊功勲章 Distinguished Service Order
殊勲勲章と訳されることもあるが、ディスティンギッシュト・サービス・メダルが殊勲勲章と訳されている場合もある。抜群の戦果を挙げたイギリス及びイギリス連邦諸国の全軍の将校、或は戦時に海軍へ徴用された商船の士官へ授与される。ミリタリー・クロスやディスティンギッシュト・サービス・クロス等が前線での武勲に対して贈られるのに対し、殊功勲章の場合、授与条件である“戦果”には寄与の形態に関する条件がなく、あらゆる任務に対して贈られる。そのため、優れた指揮官が多く受章している。1993年の栄典制度改正により、“将校”の条件は撤廃され、下士官・兵も受章できるようになったが、功績の条件が「敵前における優れたリーダーシップ」となったため、実際の受章者はほとんどが上級将校である。一方、従来この章が授与されていたケースで、“リーダーシップ”の条件に該当しない功績に対応するために、コンスピキュアス・ギャラントリー・クロスが制定された。

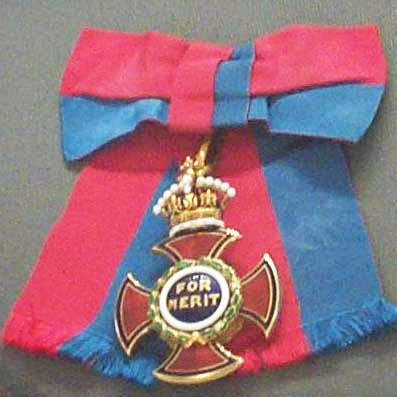
メリット勲章（文民用）
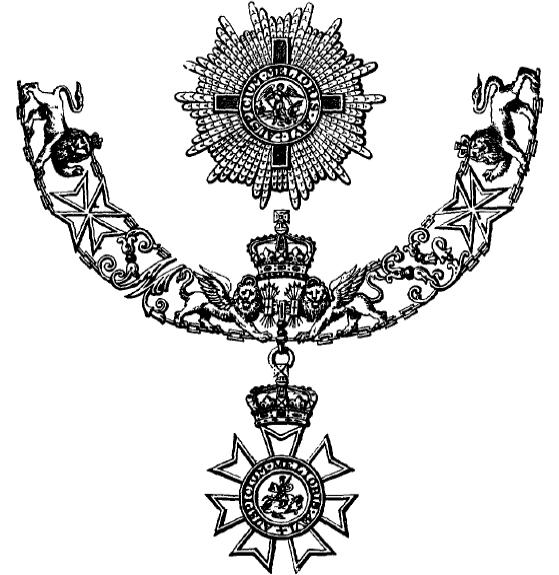
聖マイケル・聖ジョージ勲章頸飾
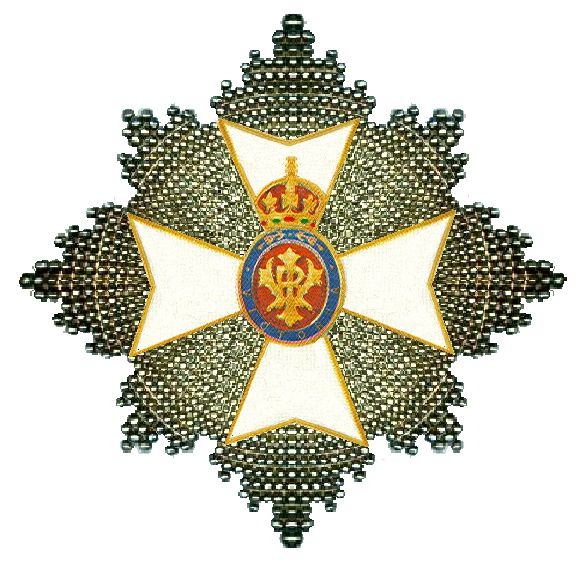
ロイヤル・ヴィクトリア勲章グランドクロス星章
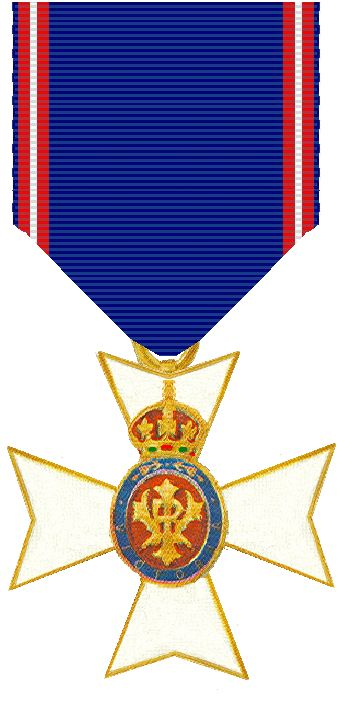
ロイヤル・ヴィクトリア勲章Lieutenant章
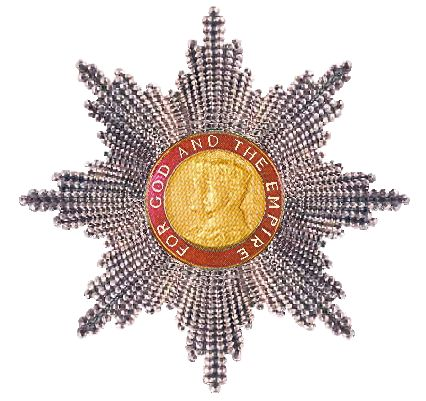
大英帝国勲章ナイト・グランドクロス星章
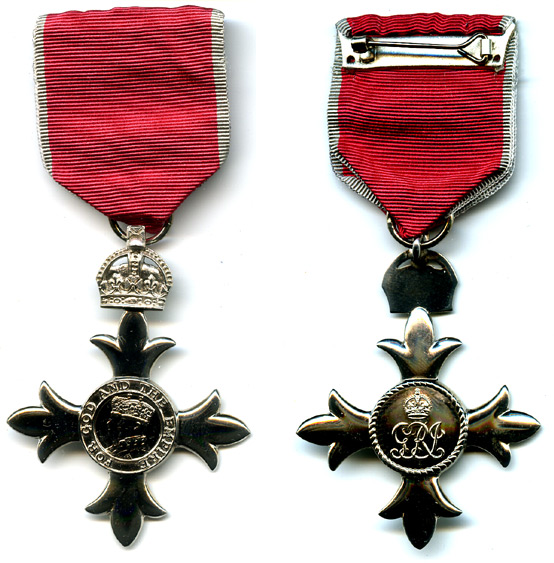
大英帝国勲章メンバー章
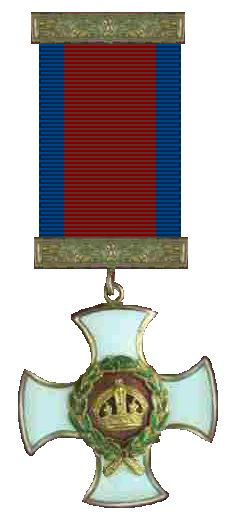
殊功勲章

#### デコレーション
ヴィクトリア十字章 Victoria Cross
“敵前において勇気を示した”兵士にのみ与えられる、最も受章が難しい勲章の一つとされる。
ジョージ・クロス George Cross
イギリス国内が空襲に見舞われ、一般市民もその危険にさらされていた第二次世界大戦中の1940年に、“銃後の守り”における“勇敢な行為”を称えるために制定された。授与対象は“敵前ではない場所での勇気ある行為”とされ、自らの危険を顧みずに人命を救助した者や大事故を防いだ者に与えられる。“市民のヴィクトリア十字章”とも呼ばれているが、軍人でも勇気を示したのが敵前ではない場合、この勲章が授与される。その代表的なものが不発弾処理であり、その任に当たる将兵の勇敢さに報いるに相応しい勲章がなかったことが、この章の制定されるきっかけになった。
ジョージ・メダル George Medal
ジョージ・クロスの下位に位置する章で、授与基準がジョージ・クロス程厳しくなく、広く授与されている。
コンスピキュアス・ギャラントリー・クロスConspicuous Gallantry Cross
1993年の栄典制度改正により制定された。この改正により、殊功勲章は「敵前における優れたリーダーシップ」が対象となり、従来“勇敢な行為”によって同章が授与されていたケースに対してはコンスピキュアス・ギャラントリー・クロスが授与されることになった。“敵前において勇気を示した”という授与条件から、ヴィクトリア十字章の直接下位の章とされている。
殊勲十字章 Distinguished Service Cross
殊勲十字勲章とも訳される。殊功勲章に相当する程の功績ではないが、戦闘海域において抜群の武勲を挙げた中佐以下の将校に贈られる。当初はイギリス及びイギリス連邦諸国の海軍及び海兵隊将校のみが対象だったが、第二次世界大戦中に拡大され、海軍へ徴用された商船の士官や海上任務の陸・空軍将校へも授与されるようになった。これらに相当する外国士官へも贈られた。1993年には下士官・兵も受章できるようになった。
ミリタリー・クロス Military Cross
武功十字章の訳が見られる。陸上戦闘における殊勲十字章に相当する武功章。前線において抜群の武勲を挙げた陸軍将校、或は陸上戦闘で同様の功績があった海・空軍及び海兵隊将校へ贈られる。対象者の階級は准尉以上で、上限は大尉又は戦時昇進の少佐とされていたが、1993年には下士官・兵も受章できるようになった。
ディスティンギッシュト・フライング・クロス Distinguished Flying Cross
殊勲飛行十字章の訳が見られる。航空戦闘におけるディスティンギッシュト・サービス・クロスに相当する武功章。航空作戦において抜群の武勲を挙げた空軍将校及び准士官、或は同様の功績があった陸・海軍将校及び准士官へ贈られていた。1993年には下士官・兵も受章できるようになった。
エアフォース・クロス Air Force Cross
航空作戦におけるディスティンギッシュト・フライング・クロスの下位に位置する武功章。敵との交戦以外の空中での任務において殊勲のあった空軍将校及び准士官、或は同様の功績があった陸・海軍将校及び准士官へ贈られていた。1993年には下士官・兵も受章できるようになった。
ディッキンメダル Dickin Medal
動物専用の勲章であり、人間には授与されない。

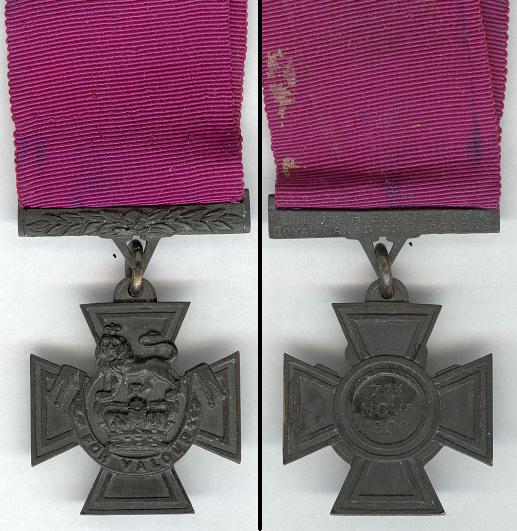
ヴィクトリア十字章
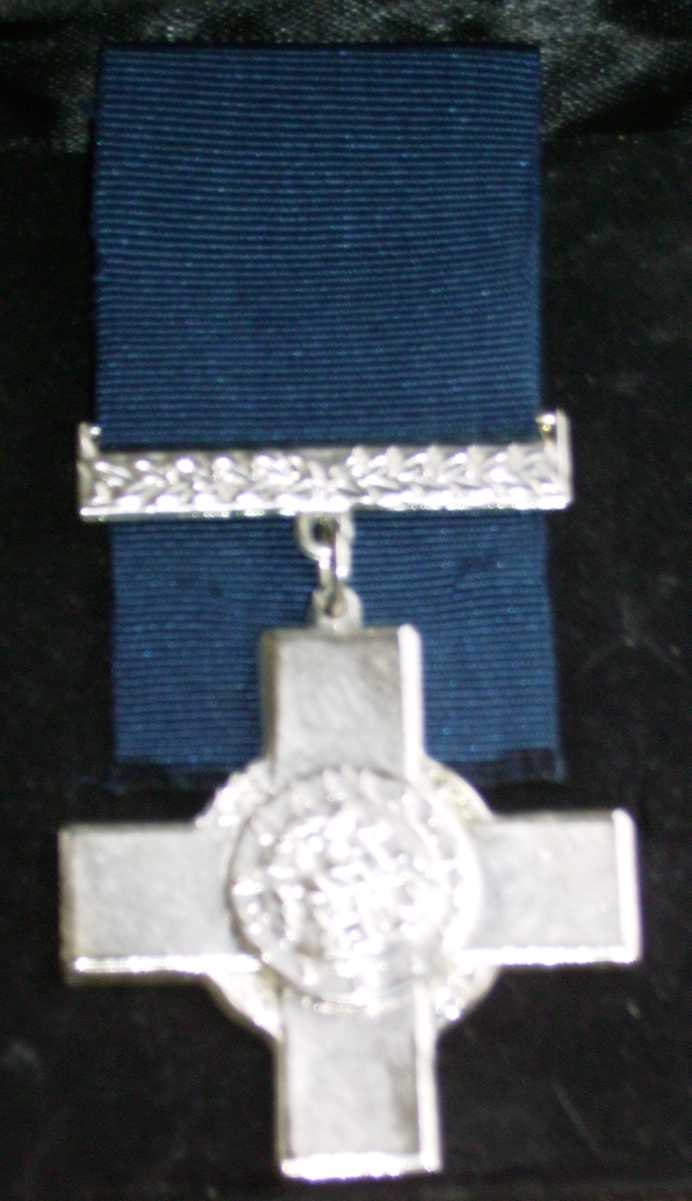
ジョージ・クロス
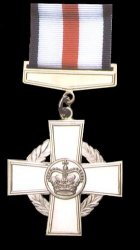
コンスピキュアス・ギャラントリー・クロス
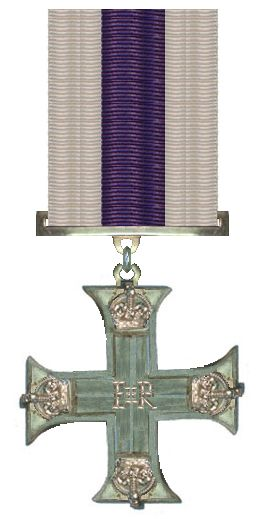
ミリタリー・クロス
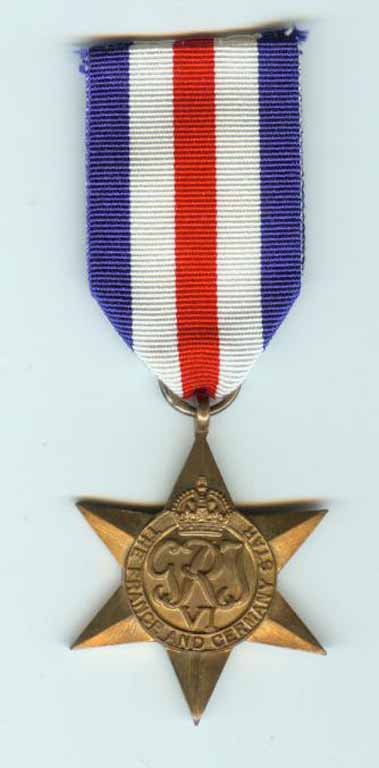
従軍記章（第二次大戦ヨーロッパ戦線）
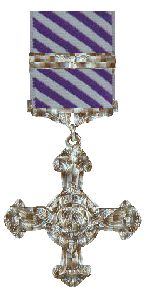
ディスティンギッシュト・フライング・クロス
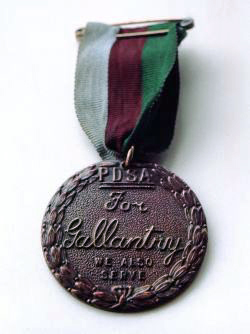
ディッキンメダル

### 廃止或は運用休止中の勲章

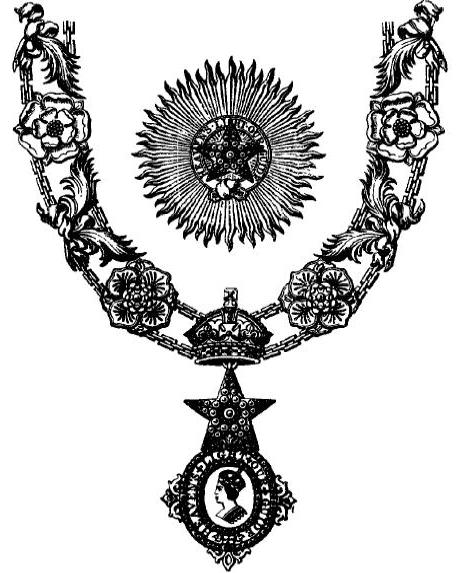
スター・オブ・インディア勲章

#### 廃止・運用休止中のオーダー
聖パトリック勲章 Order of St. Patrick
アイルランドの勲章であり、連合王国においてはシッスル勲章に次ぐ勲章であった。アイルランド自由国成立後は3人の王族が第二次世界大戦前に叙勲されたのみで、現在のアイルランド共和国になってからは英愛関係の悪化懸念もあり叙勲者がなく、騎士団員も全て故人となっている。ただしアイルランドの世論では英愛共同の勲章として復活させるべしという意見もある。アイルランドの国章である三つ葉のクローバーがデザインされている。
スター・オブ・インディア勲章 Order of the Star of India
イギリスがインドを直接統治下に置いた時代、インド向けの勲章が制定されたが、その中で最高の勲章。インドの独立に伴い廃止された。

#### 廃止・運用休止中のデコレーション

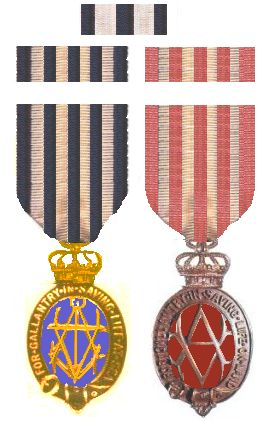
アルバート・メダル
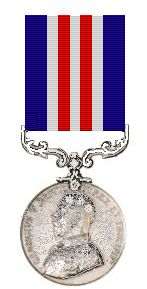
ミリタリー・メダル

アルバート・メダル Albert Medal
人命救助の功に対して贈られる。日本の紅綬褒章に相当するが、軍人や警察官、消防官等の公務員にも授与される。1971年、ジョージ・クロスに置換えられ、存命していた受章者の章はジョージ・クロスと交換された。
エンパイア・ギャランティー・メダル Empire Gallantry Medal
ジョージ・クロス制定により廃止され、存命していた受章者の章はジョージ・クロスと交換された。
ディスティンギッシュト・サービス・メダル Distinguished Service Medal
殊勲章或は殊勲勲章と訳されることもある。戦闘海域において抜群の武勲を挙げた下士官・兵に贈られる。対象は当初イギリス及びイギリス連邦諸国の海軍及び海兵隊の下士官・兵のみが対象だったが、第二次世界大戦中に拡大され、海軍へ徴用された商船乗組員や海上任務の陸・空軍の下士官・兵へも授与されるようになった。また、これらに相当する外国人へも贈られた。1993年に廃止され、下士官・兵も殊勲十字章を受けられるようになった。
ミリタリー・メダル Military Medal
武勲勲章の訳が見られる。陸上戦闘におけるディスティンギッシュト・サービス・メダルに相当する武功章。前線において抜群の武勲を挙げた陸軍の下士官・兵、或は陸上戦闘で同様の功績があった海・空軍及び海兵隊の下士官・兵へ贈られる。1993年に廃止され、下士官・兵もミリタリー・クロスを受けられるようになった。
ディスティンギッシュト・フライング・メダル Distinguished Flying Medal
航空戦闘におけるディスティングィッシュト・サービス・メダルに相当する武功章。航空作戦において抜群の武勲を挙げた空軍の下士官・兵、或は同様の功績があった陸・海軍の下士官・兵へ贈られる。1993年に廃止され、下士官・兵もディスティンギッシュト・フライング・クロスを受けられるようになった。
エアフォース・メダル Air Force Medal
航空作戦におけるディスティンギッシュト・フライング・メダルの下位に位置する武功章。敵との交戦以外の空中での任務において殊勲のあった空軍の下士官・兵、或は同様の功績があった陸・海軍の下士官・兵へ贈られる。1993年に廃止され、下士官・兵も空軍十字章を受けられるようになった。
- アルバート・メダル
- ミリタリー・メダル

### カナダ
カナダ勲章 (Order of Canada)
民間人に与えられる勲章としては最高位で、上から順に次の3ランクがある。
- コンパニオン (Companions of the Order of Canada、C.C.)
- オフィサー (Officers of the Order of Canada、O.C.)
- メンバー (Members of the Order of Canada、C.M.)

ケベック州
ケベック国家勲章 (National Order of Quebec)

### オーストラリア
オーストラリア勲章(en)
民間人、軍人双方に与えられ、上から順に次のランクがある。
- ナイト又はデイム (Knight/Dame of the Order of Australia, AK or AD)
- コンパニオン (Companions of the Order of Australia, AC)
- オフィサー (Officers of the Order of Australia, AO)
- メンバー (Members of the Order of Australia, AM)
- メダル (Medal of the Order of Australia, OAM)（1986年 - ）

### ニュージーランド
ニュージーランド勲章
ニュージーランド国王より授与されるニュージーランド最高位の勲章。ニュージーランド国王とニュージーランドに対して最大の貢献を行った者に贈られる勲章。
女王功績勲章
軍人及び軍関係者を除く者に贈られる勲章。ニュージーランド国王とニュージーランドに対して多大な貢献した人物（外国人を含む）に贈られる勲章。
ニュージーランド・メリット勲章
ニュージーランド国王とニュージーランドに貢献した人物に対して贈られる勲章。スポーツ、文芸、芸術を含む全ての領域から受勲者（外国人を含む）が選ばれ一般的知名度の高い勲章。

## フランスの勲章

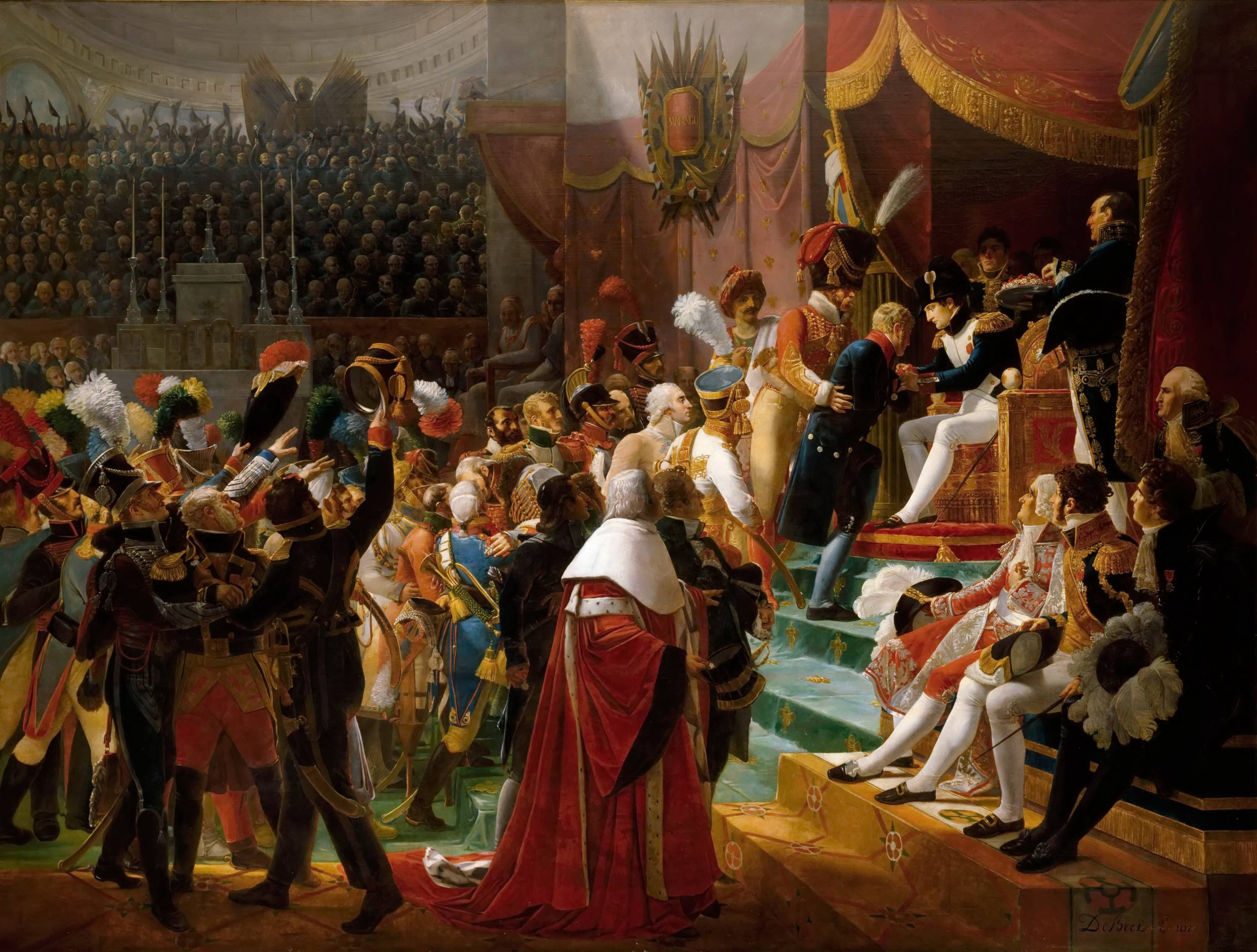
ナポレオンによる初のレジオンドヌール勲章授与式。（画）ジャン＝バティスト・デブレ

レジオンドヌール勲章は制定の際に、中世の騎士団（ordre オルドル）を基にしたグランクロワ (Grand-Croix)、グラントフィシエ (Grand Officier)、コマンドゥール (Commandeur) 、オフィシエ (Officier)及びシュヴァリエ (Chevalier) の5等級が定められた。多くの国がその後勲章を制定する際これに倣ったため、現在でもヨーロッパの勲章には5等級のものが多い。フランス人に授与する場合、等級は年功序列によるが、外国人に授与する場合は単に功績に応じて決定される。
レジオンドヌール勲章 L'ordre national de la Légion d'honneur
1802年にナポレオン・ボナパルトにより制定され、今日もなおフランスの権威ある国家勲章となっている。世界的にも非常に有名で価値あるものとされる。最高位のグラン・クロワは、日本人では山本権兵衛らが受章している。
国家功労勲章 L'ordre national du Mérite
レジオンドヌール同様、大統領の決定によりフランス政府から叙せられる勲章。等級もレジオンドヌールと同じ5等級である。シャルル・ド・ゴールがそれまで多数あった省レベルの勲章を統廃合して1963年に新設した。
芸術文化勲章 L'ordre des Arts et des Lettres
フランス文化省が運用する、芸術分野での功績に対して与えられる勲章。コマンドゥール、オフィシエ、シュヴァリエの3等級がある。授与数が少なく希少価値がある。
日本人では石井好子と北野武がコマンドゥール章、坂本龍一がオフィシエ章を受章している。
教育功労章 L'ordre des Palmes académiques
教育関係者に与えられる勲章。1808年にナポレオンが創設。コマンドゥール、オフィシエ、シュヴァリエの3等級がある。
農事功労章 L'ordre du Mérite agricole
農業水産大臣が、農業に貢献した人物に授与する勲章。1883年創設。現在は、上からコマンドゥール、オフィシエ、シュヴァリエの3等級が設定されている。フランスの農産物や食文化の普及に貢献した外国人に授与されることもある。年間に3階級合計で4000人ほどが受賞し、通常はシュヴァリエから昇級していく。
2006年に中川昭一農林水産大臣（当時）が日本人として初めて最高位のコマンドゥール章を受章した。ここ10年間で約70人程の日本人受章者がいるが、外国人は国内規定に関わらず授与できると定められており、儀礼的なものであることもある。日本人受章者によって フランス農事功労章受章者協会 (MOMAJ) が設立されている。
フランス社会功労奨励章 Encouragement Public (旧 L'ordre de l’Encouragement Public)
社会公共、専門職業分野、芸術分野において、人類愛、博愛の面でフランス、海外フランス地域及び諸外国で功労貢献した個人又は団体に贈る褒章。1932年創設（フランス共和国の政令による制定）。現在は、上から大章（旧グランコルドン・一等）、「特別」胸付用「金」勲章（旧グラントフィシエ・二等）、王冠付金章（旧コマンドゥール・三等） 、月桂樹金製銀章（旧オフィシエ・四等）及び月桂樹銀章（旧シュヴァリエ・五等）の5等級が設定されている。日本人では画家の岡本太郎や俳優の三船敏郎などが受章している。前身である L'ordre de l’Encouragement Publicは、1920年11月6日の政令により規定されている。
スポーツ・青少年功労章 Médaille d'honneur de la Jeunesse et des Sports
スポーツや青少年教育に関する功績に対して与えられる金銀銅のメダル。Ordreではない。
国家最優秀職人章 Meilleur Ouvrier de France
3年に一度のコンクールで勝利した優れた職人に贈られる称号。料理人への授与で知られる。Ordreではない。

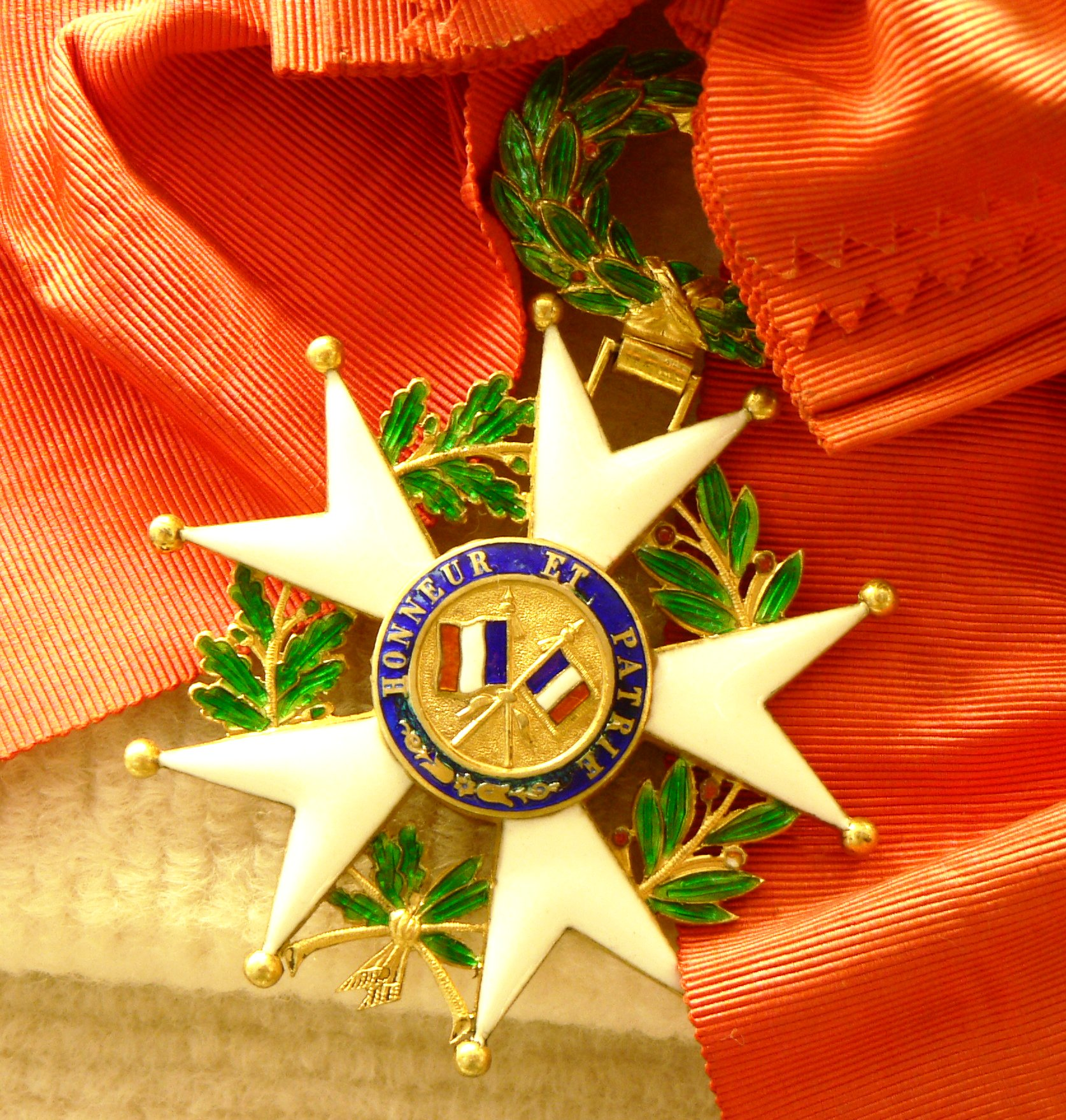
レジオンドヌール勲章グラン・クロワ章
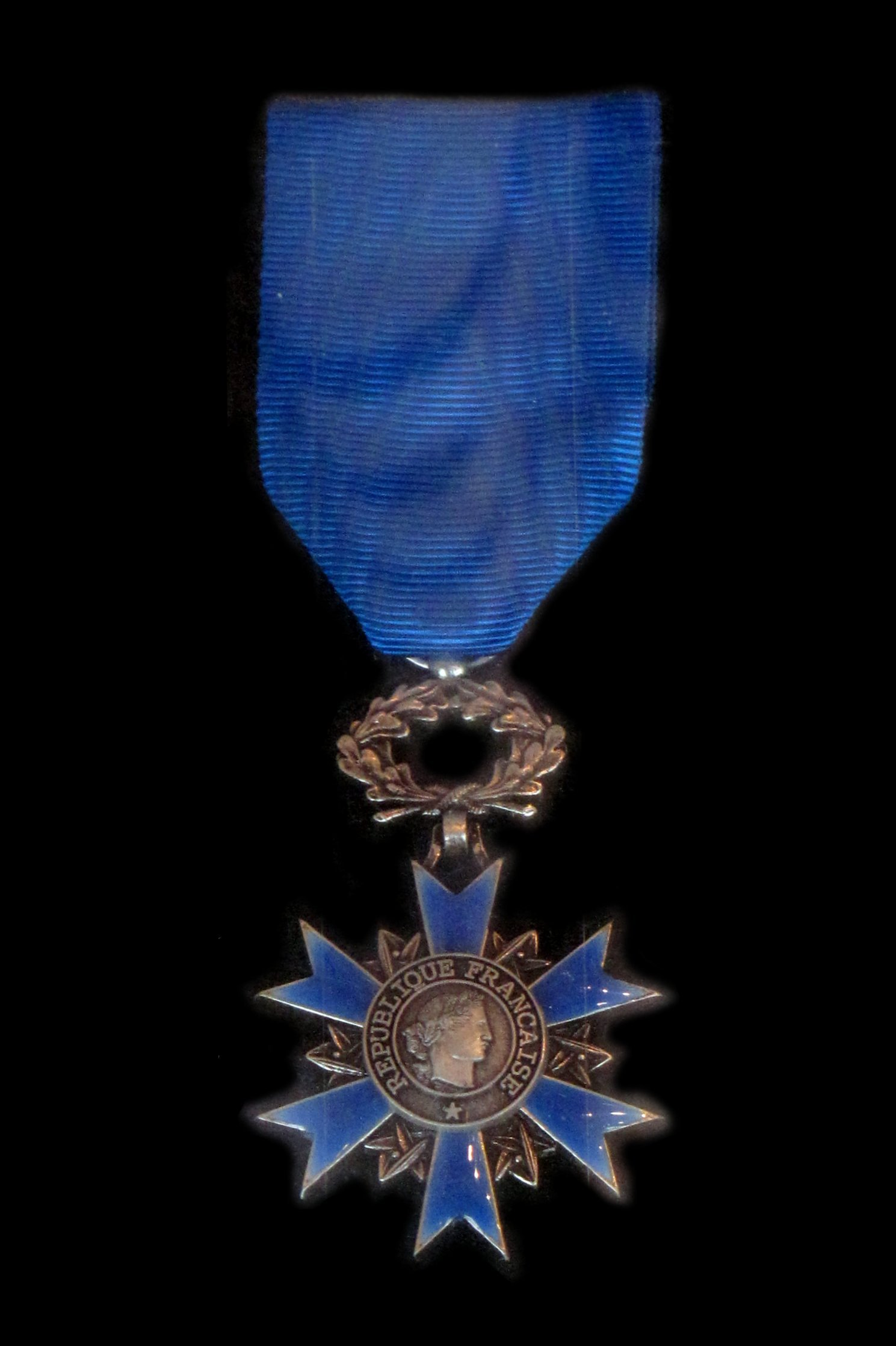
国家功労勲章シュヴァリエ章
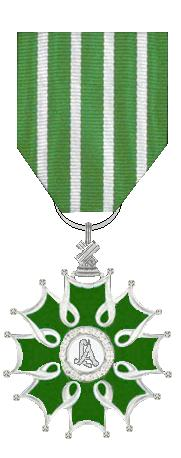
芸術文化勲章シュヴァリエ章
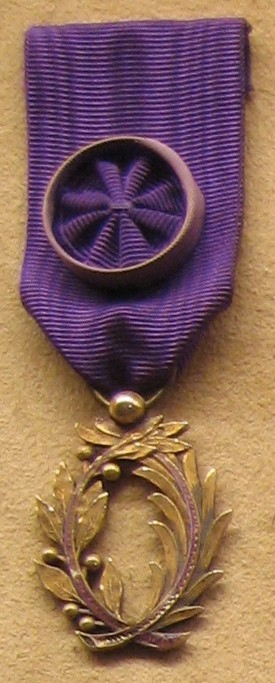
教育功労章オフィシエ章
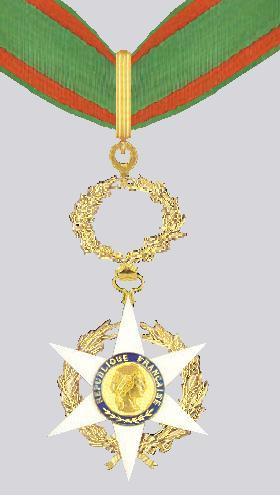
農事功労章コマンドゥール章

## ドイツの勲章
ドイツは中世以来独立した領邦国家に分かれていたため、叙勲などの栄典制度も各領邦ごとに定められていた。1871年にドイツは統一されたが、ドイツ帝国は多数の王国や公国などから成る連邦国家であり、栄典制度の制定や叙勲の権限は各領邦にあった。そのため「ドイツ帝国の勲章」というものは存在しなかった。第一次世界大戦の敗戦によりヴァイマル共和政となると、帝国時代の勲章が全て廃止されたばかりでなく、勲章の授受[a]も禁止されていた（ヴァイマル憲法109条）。こうしたことから統一国家であるドイツ国の勲章として政府による正式な勲章[b]が最初に制定されたのはナチス政権下であった。

### プロイセン王国

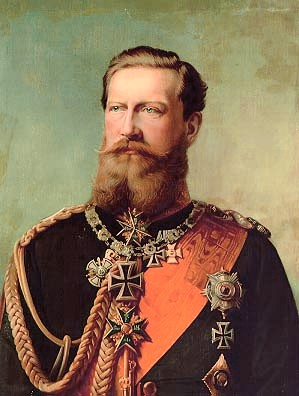
フリードリヒ皇太子（後のフリードリヒ3世）。左肩から右腰に黒鷲勲章の大綬、肩にホーエンツォレルン家勲章頸飾、首から体の中心線に大鉄十字章及びその上下にプール・ル・メリット勲章とプール・ル・メリット大十字章、左胸上部向かって左側に2級鉄十字章、左肋に上から黒鷲勲章星章、1級鉄十字章とプール・ル・メリット大十字章星章を佩用。

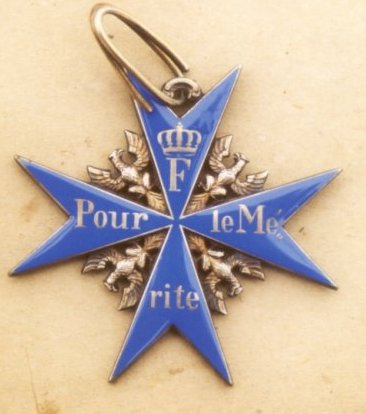
プール・ル・メリット勲章
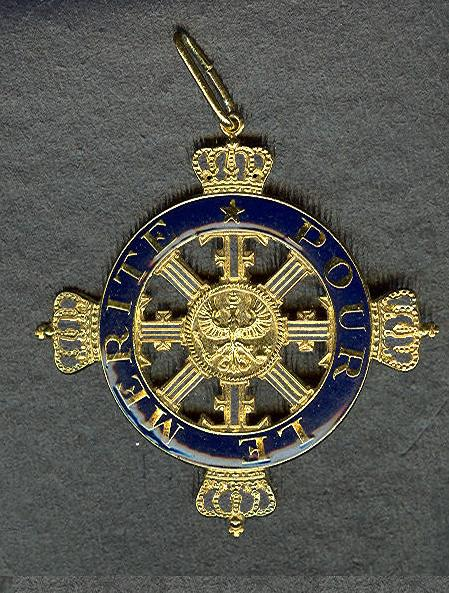
プール・ル・メリット平和勲章

ドイツ帝国ではプロイセン王国がその中心であり、ドイツ皇帝はプロイセン国王が兼ねていた。そのため第一次世界大戦時には、プール・ル・メリット勲章や鉄十字章などの“プロイセン王国の勲章”が“皇帝からの勲章”として、形式上は“プロイセン国王”ヴィルヘルム2世より帝国諸邦の将兵へ授与された。
黒鷲勲章 (Schwarzer Adlerorden)
プロイセンの最高勲章。単一等級で、受勲者は世襲貴族に叙せられた。
赤鷲勲章 (Roter Adlerorden)
黒鷲勲章に次ぐ勲章。5等級（大十字と1等から4等）とその下にメダルが制定されていた。
王冠勲章 (Kronenorden)
赤鷲勲章に次ぐ勲章。5等級（大十字と1等から4等）とその下にメダルが制定されていた。

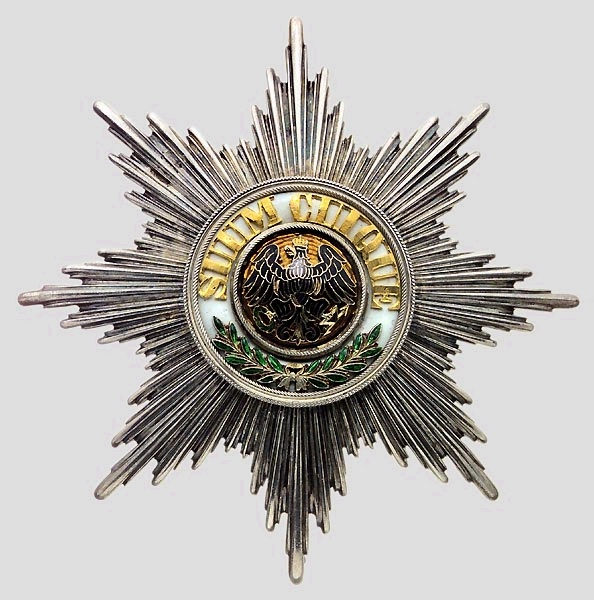
黒鷲勲章
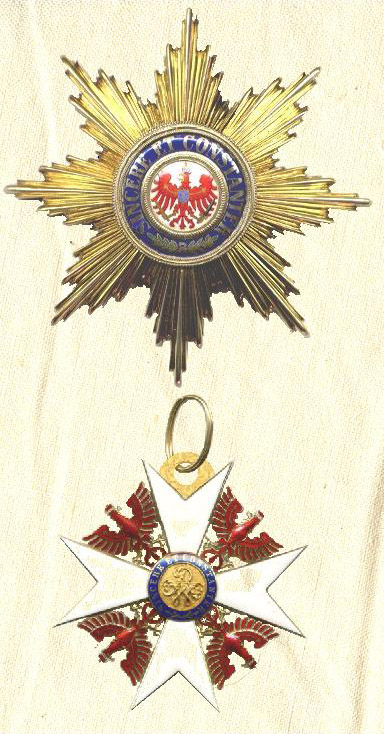
赤鷲勲章大十字章
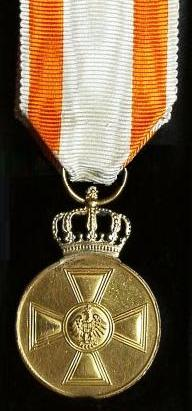
赤鷲メダル
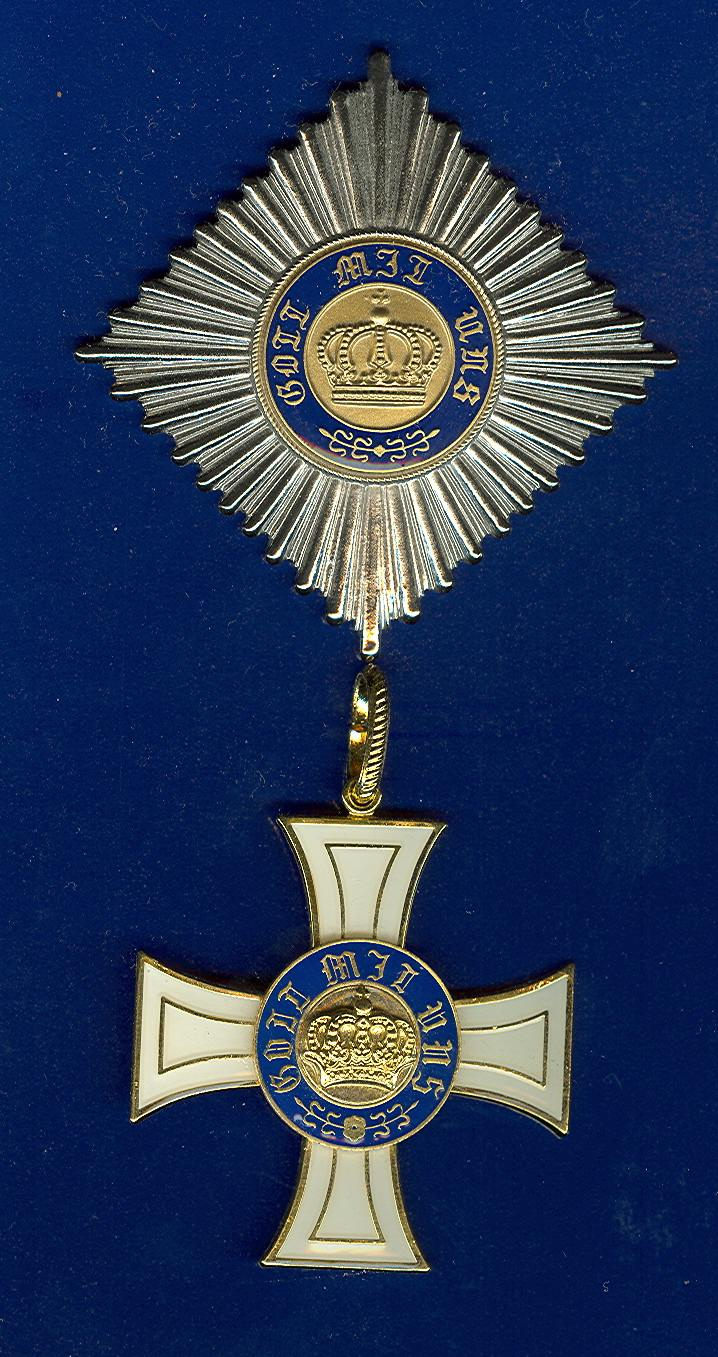
2等王冠勲章

プール・ル・メリット勲章 (Pour le Mérite) 戦功章 (Militärklasse)
フリードリヒ大王が1740年に制定した由緒ある勲章で、大鉄十字勲章と1級鉄十字勲章の間に位置付けられる武功勲章である。第一次世界大戦においても“プロイセン国王”ヴィルヘルム2世よりマンフレート・フォン・リヒトホーフェン（エース・パイロット・受勲時中尉）など多大な軍事的功績を挙げた将校のみに贈られた。青色の七宝製であることと第一次世界大戦初期のエース・パイロット、マックス・インメルマンが受章したことから「ブルーマックス」とも俗称される。プール・ル・メリット勲章受章者として有名な軍人は、ヘルマン・ゲーリング帝国元帥（受勲時・少尉）やエルヴィン・ロンメル元帥（受勲時・中尉）、ドイツの文豪の一人でもあるエルンスト・ユンガー大尉（受勲時・少尉）の名前が挙げられる。なお、「プール・ル・メリット」とはフランス語で「功績に対して」の意である。
プール・ル・メリット科学芸術勲章 (Pour le Mérite für Wissenschaften und Künste)
プール・ル・メリット平和勲章 (Die Friedensklasse des „Pour le Mérite“) とも呼ばれる。1842年、フリードリヒ・ヴィルヘルム4世により制定された。日本の文化勲章に相当する。

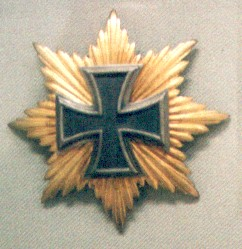
ブリュッヘル星章

- プール・ル・メリット勲章
- プール・ル・メリット平和勲章

鉄十字章 (Eisernes Kreuz)
大鉄十字章及び一級鉄十字章、二級鉄十字章はナポレオン支配からの独立戦争時、1813年にフリードリヒ・ヴィルヘルム3世が制定した武功勲章であり、以後、普仏戦争時（1870年）、第一次世界大戦時（1914年）に再制定され、多数の将兵に授与された。また、星章がナポレオン戦争と第一次世界大戦時に、特に功績のあった大鉄十字勲章受章者に授与された。勲章名は各受章者名を冠して呼ばれており、ゲプハルト・レベレヒト・フォン・ブリュッヘル元帥のBlüchersternとパウル・フォン・ヒンデンブルク元帥のHindenburgsternがある。
- この勲章は全ドイツで初めての、身分に関係なく同種の章が与えられる勲章であった。
- 第二次世界大戦時にはナチスドイツの勲章として再制定された。

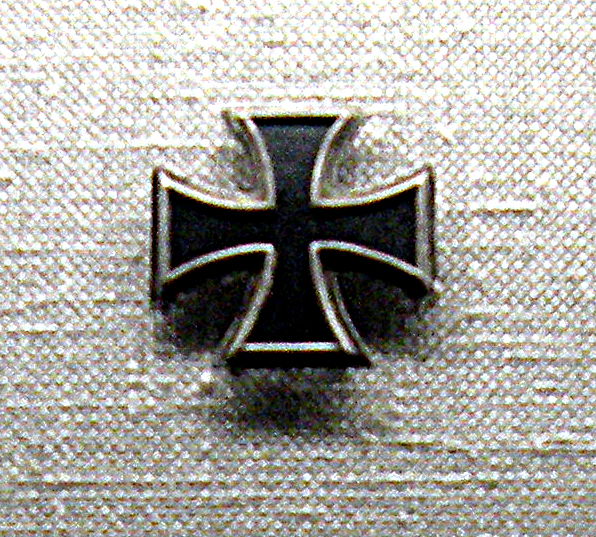
1級鉄十字章1813年章
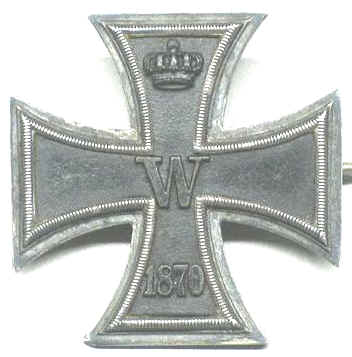
1級鉄十字章1870年章
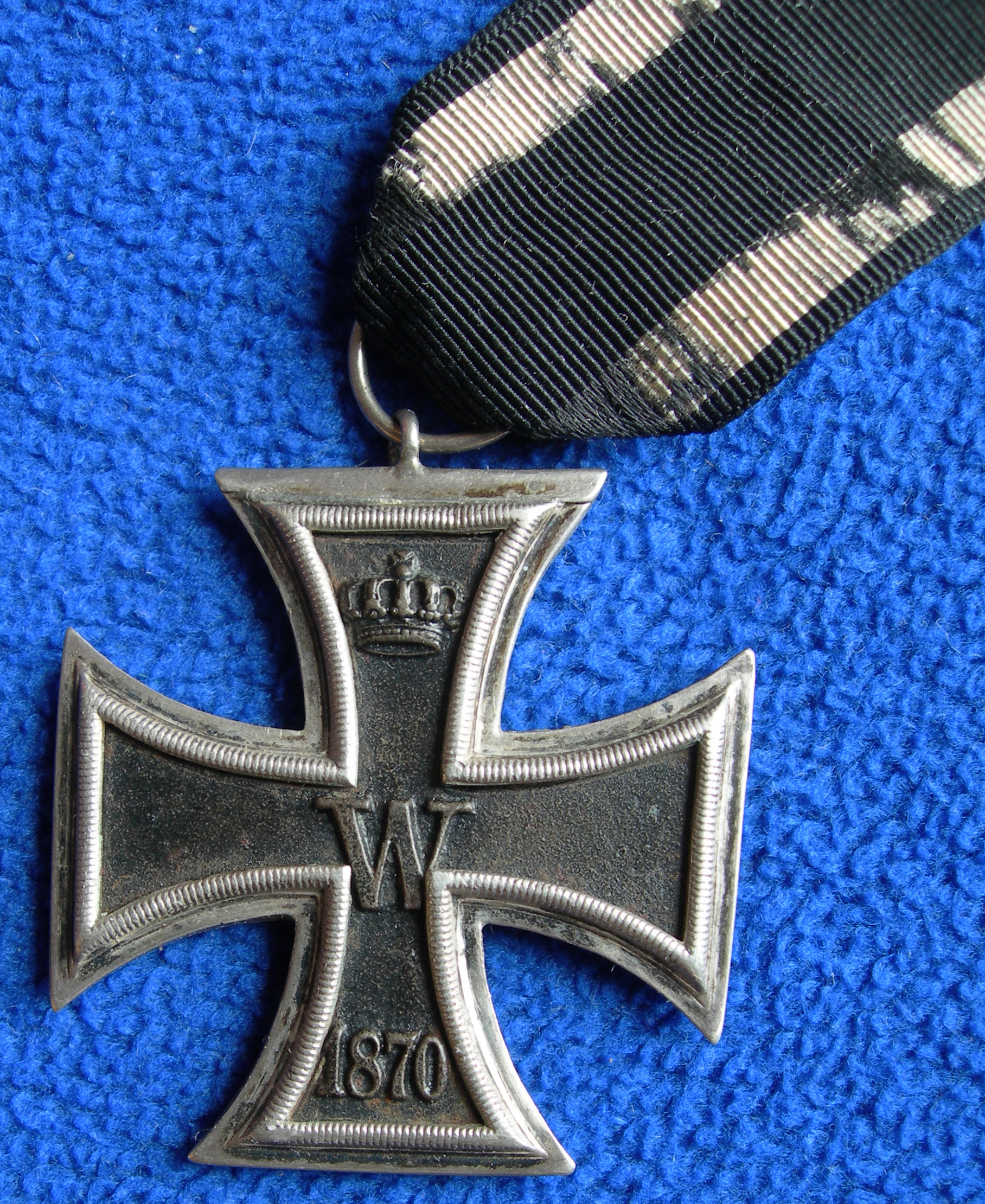
2級鉄十字章1870年章
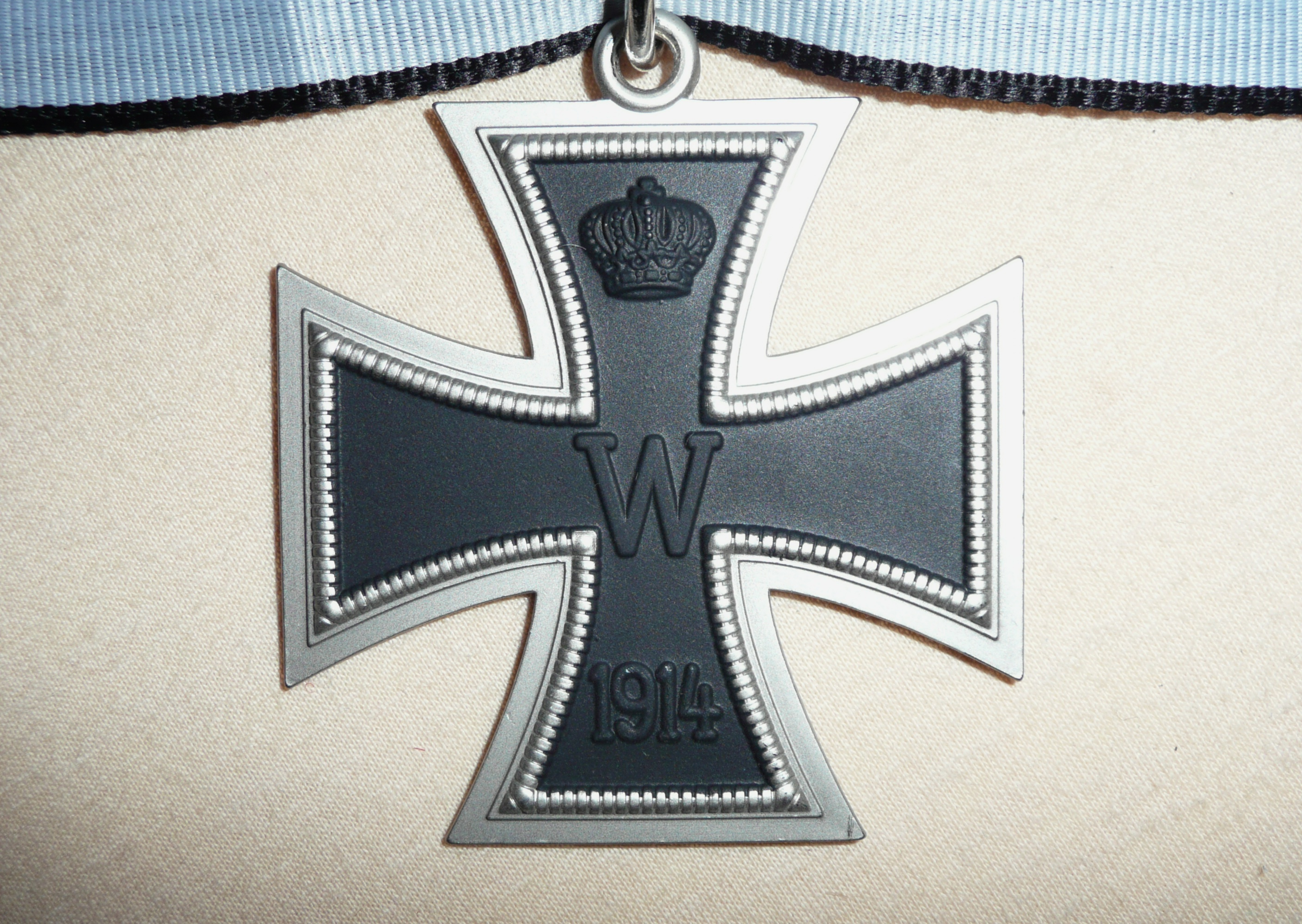
大鉄十字章1914年章
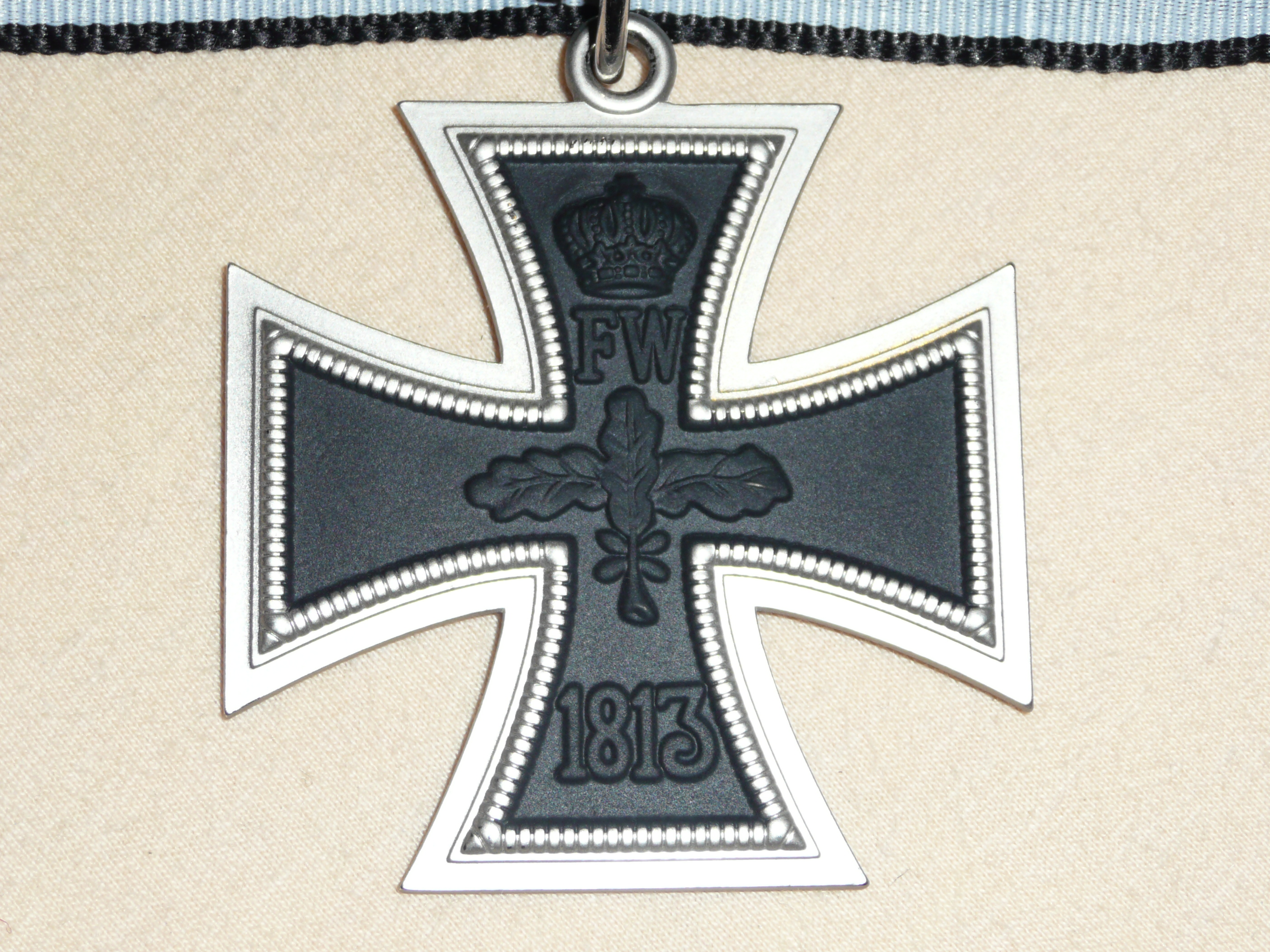
大鉄十字章1914年章裏面
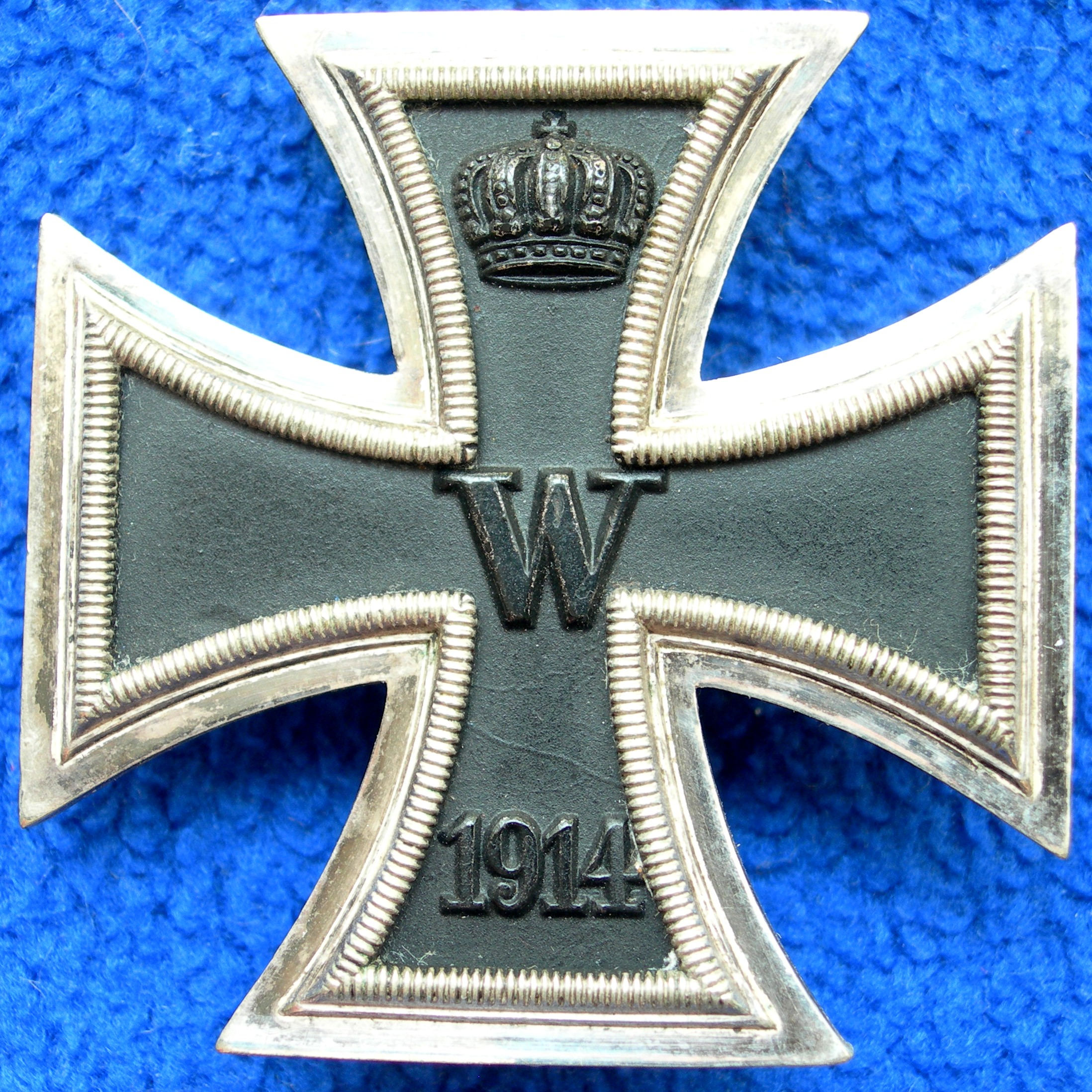
1級鉄十字章1914年章
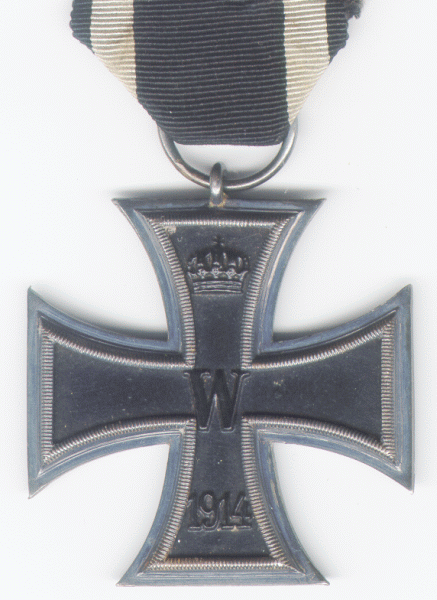
2級鉄十字章1914年章
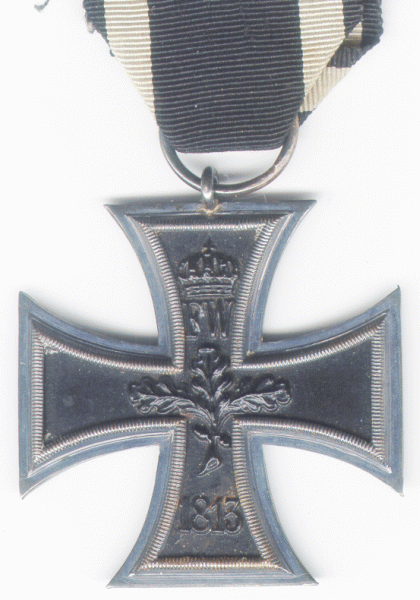
2級鉄十字章1914年章裏面

ホーエンツォレルン家勲章 (Königlicher Hausorden von Hohenzollern)

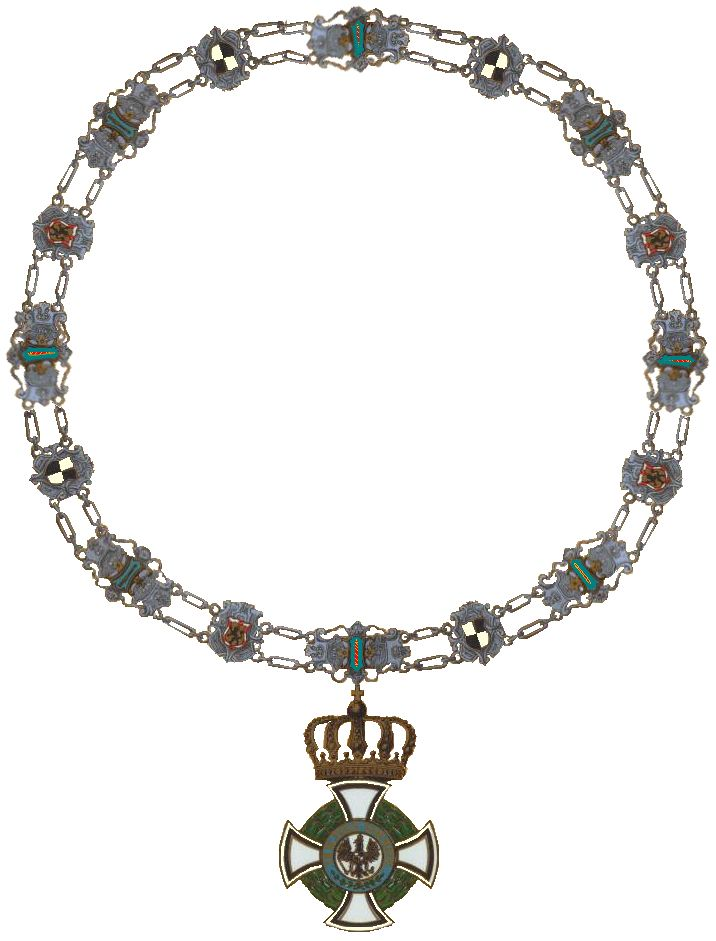
ホーエンツォレルン王家勲章頸飾

### バイエルン王国

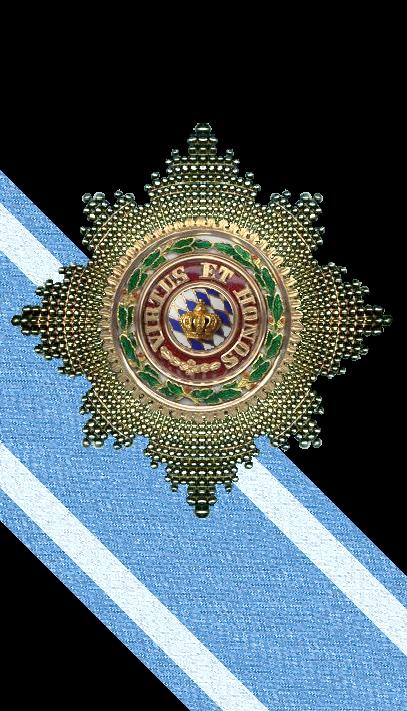
バイエルン王冠勲章大十字章

マックスヨーゼフ軍事勲章 (Militär-Max-Joseph-Orden)
バイエルン王国の軍事功労章。大十字 (Großkreuz)、司令官十字 (Kommandeurkreuz)、騎士十字 (Ritterkreuz) の3等級があった。第一次世界大戦では他の領邦の将校（例 : ハンス・フォン・ゼークト〈プロイセン〉）へも授与された。自国民の受章者の場合、一代貴族の権利と年金が付く。
バイエルン王冠勲章 (Verdienstorden der Bayerischen Krone)
功績のあった文民に授与される。大十字 (Großkreuz)、大司令官 (Großkomtur)、司令官 (Komtur)、騎士 (Ritter) の4等級がある。自国民の受章者には一代貴族の権利が与えられる。
マクシミリアン勲章 (Bayerischer Maximiliansorden für Wissenschaft und Kunst)
科学や芸術分野での功労者に授与される、日本の文化勲章に相当する勲章。1981年、バイエルン州の勲章として復活した。受章者にはヤーコプ・グリム、カール・フリードリヒ・ガウス、エルンスト・フィッシャーらがいる。

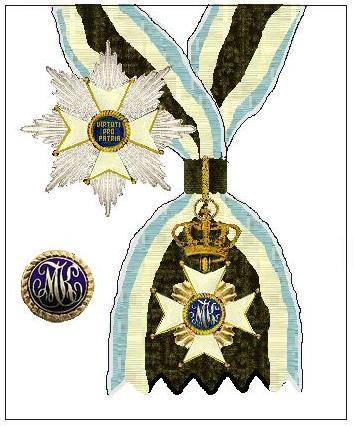
マックスヨーゼフ軍事勲章大十字章
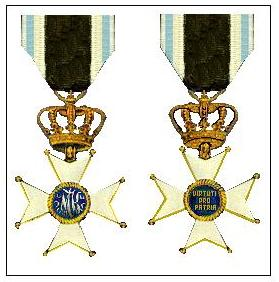
マックスヨーゼフ軍事勲章騎士十字章
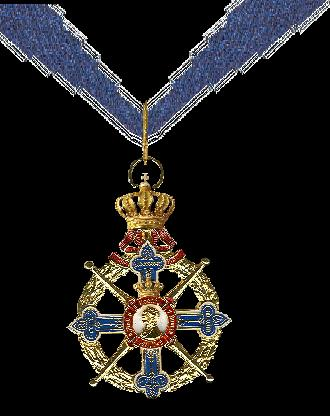
マクシミリアン勲章
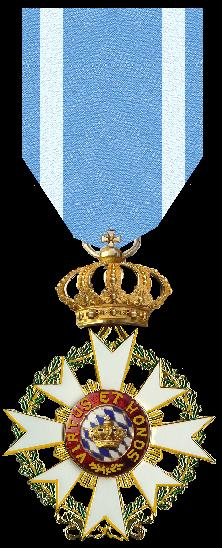
バイエルン王冠勲章騎士章

### ヴュルテンベルク王国

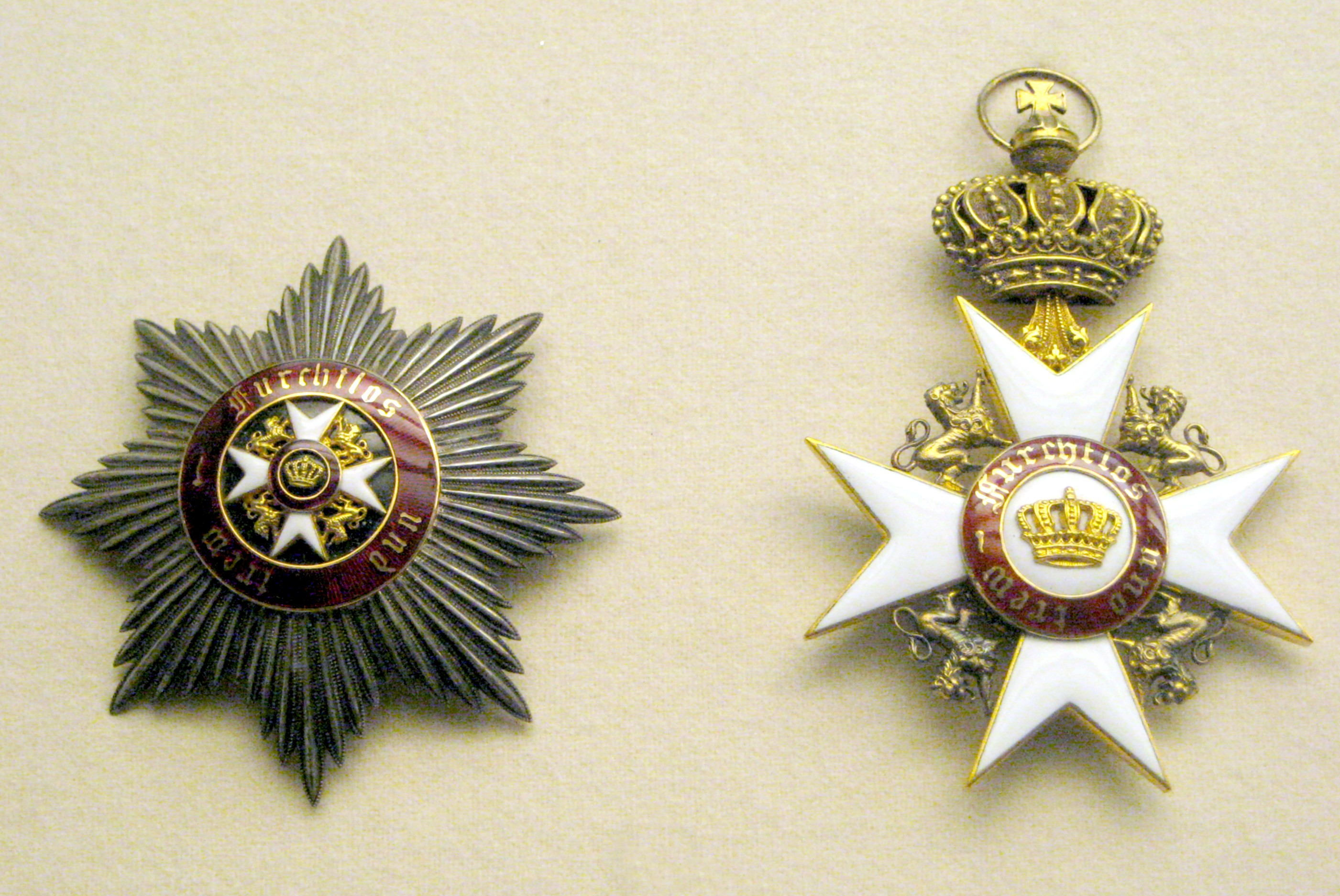
ヴュルテンベルク王冠勲章大十字章

ヴュルテンベルク王冠勲章 (Orden der Württembergischen Krone)
大十字君主用 (Großkreuz für Souveräne)、大十字 (Großkreuz)、司令官星章 (Komtur mit Stern)、司令官 (Komtur)、栄誉賞 (Ehrenkreuz)、騎士 (Ritter)、功労金メダル (Goldene Verdienstmedaille)、功労銀メダル (Silberne Verdienstmedaille) の種類があった。自国民の上位勲章受章者には一代貴族の権利が与えられる。
軍事功労勲章 (Militärverdienstorden)
大十字 (Großkreuz)、司令官十字 (Kommandeurkreuz)、騎士十字 (Ritterkreuz) の3等級があった。自国民の場合、全ての等級の受章者に一代貴族の権利が与えられる。
軍事功労メダル (Militärverdienstmedaille)
下士官・兵用の軍事功労章。

ヴュルテンベルク王冠勲章司令官章
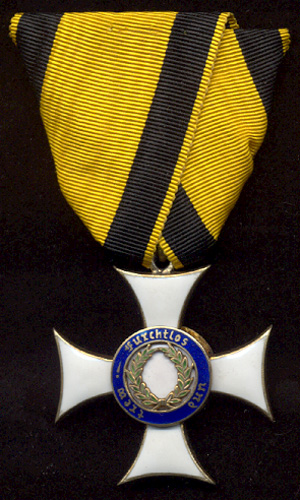
軍事功労勲章騎士十字章

### ナチスドイツ

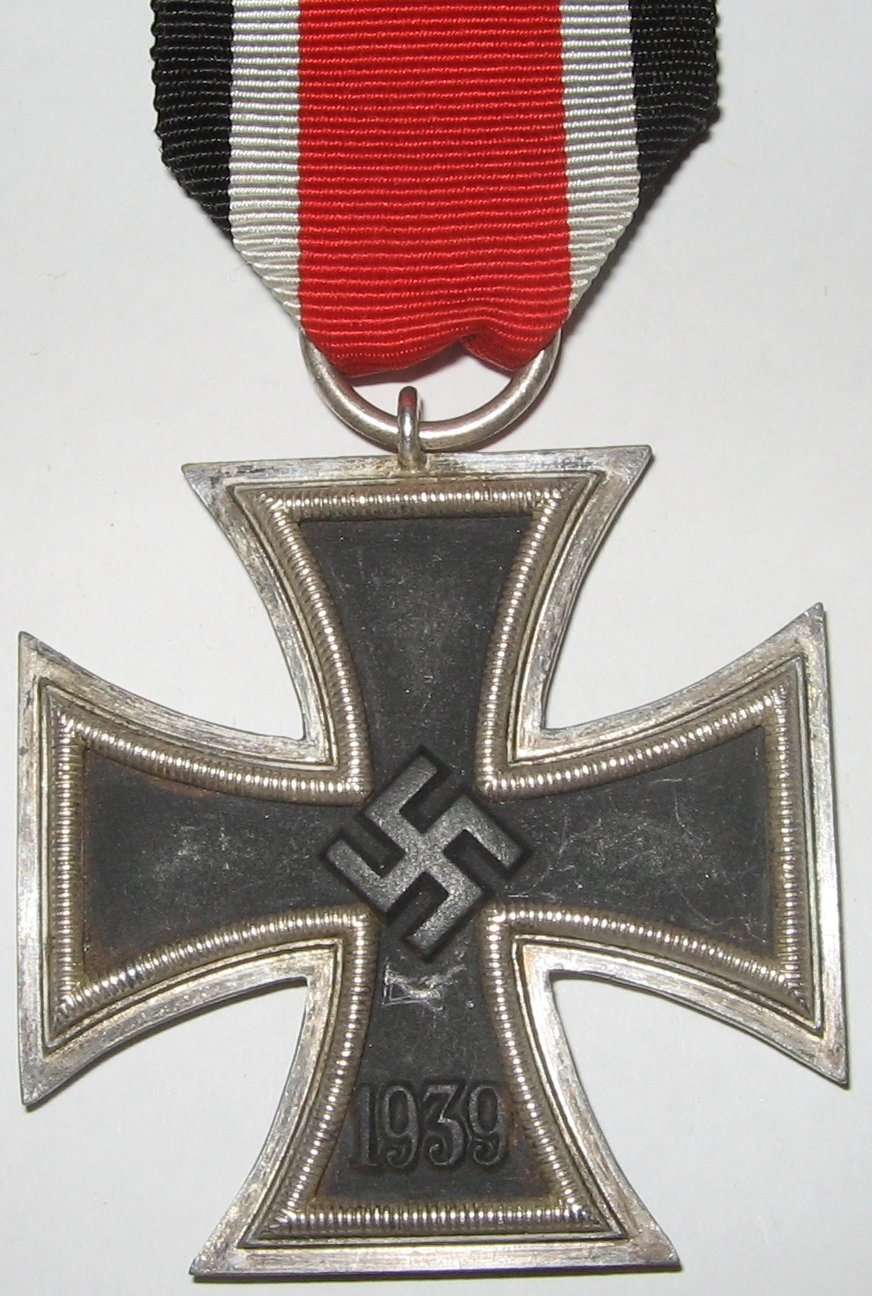
2級鉄十字章1939年章

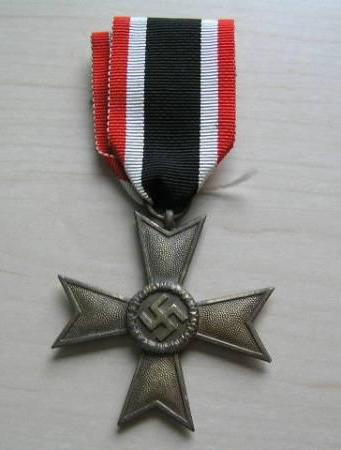
2級戦功十字章剣無し
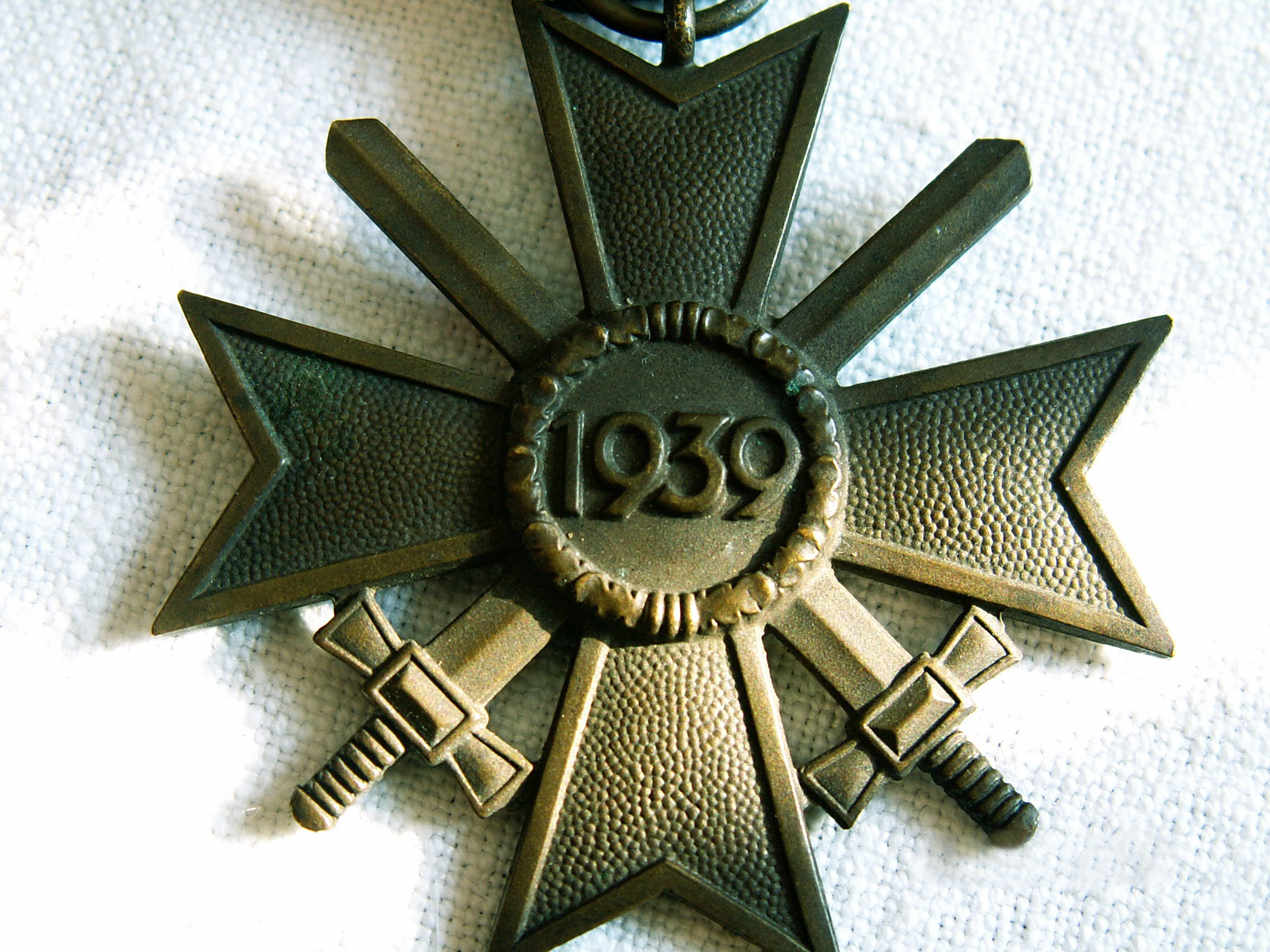
2級戦功十字章 剣付

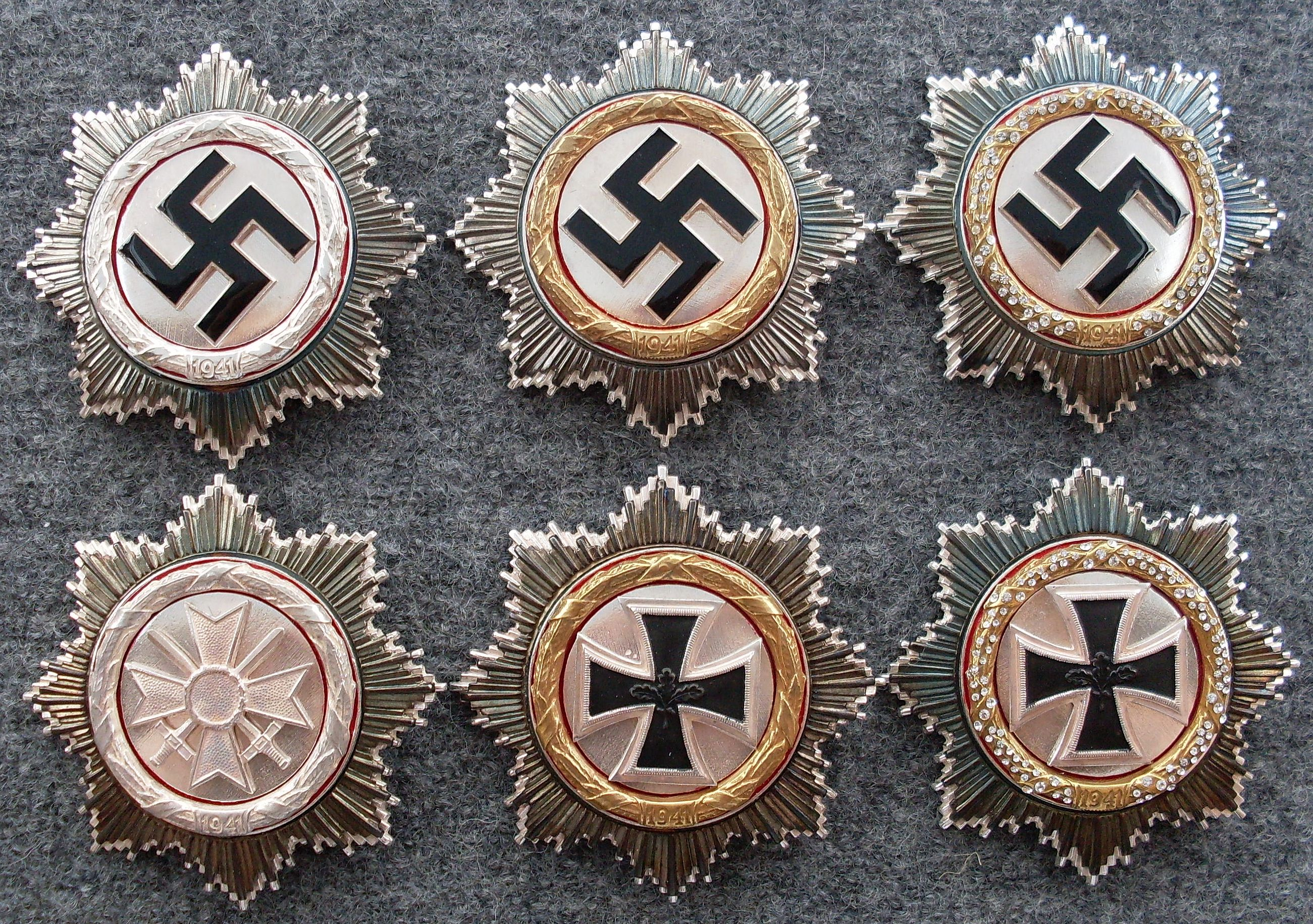
ドイツ十字章。右からダイヤモンド章、金章、銀章。上が戦中版で下がそれぞれの戦後版。

ナチスは、1933年に政権を掌握した直後から栄典制度に関する法整備を開始し、政権の維持や戦意高揚のために数多くの勲章を制定した。
ドイツ鷲勲章 Verdienstorden vom Deutschen Adler
1937年5月1日、政権初期にアドルフ・ヒトラー総統自らが創設した騎士団勲章。外交上の功績を顕彰する勲章として、主に友好国の政治家に対して授与された。また例外的に自国の外交政策関係者に授与された場合もある。当初は6等級だったがやがて10等級にまで増やされた。ドイツ金鷲勲章、ドイツ鷲勲章、ドイツ鷲記章（メダル）に大別され、ドイツ鷲記章は銅鷲記章・銀鷲記章の2種類があった。ドイツ鷲勲章は5級から1級にまで等級の他、星章付勲章と星章付大十字勲章があったが、後に星章付勲章は廃止された。これらの等級はヘンリー・フォード、チャールズ・リンドバーグ、カール・ワルデン、スヴェン・ヘディンなどが受勲した。
ドイツ金鷲勲章は星章付大十字勲章とダイヤモンド付大十字勲章の2種類があった。最高等級であるダイヤモンド付ドイツ金鷲大十字勲章はベニート・ムッソリーニ国家統領のみが受勲した。星章ドイツ金鷲勲章大十字勲章は国外ではブルガリア王ボリス3世、フランシスコ・フランコ総統、イオン・アントネスク首相、ホルティ・ミクローシュ執政、カール・グスタフ・エミール・マンネルヘイム大統領、リスト・リュティ大統領、大島浩特命全権大使、ガレアッツォ・チャーノ外務大臣、クレモナ市市長ロベルト・ファリナッチ、国内でハインリヒ・ヒムラー親衛隊全国指導者、ヴィルヘルム・フリック外務大臣、ヨアヒム・フォン・リッベントロップ外務大臣、コンスタンティン・フォン・ノイラート外務大臣の計13名が受勲した。

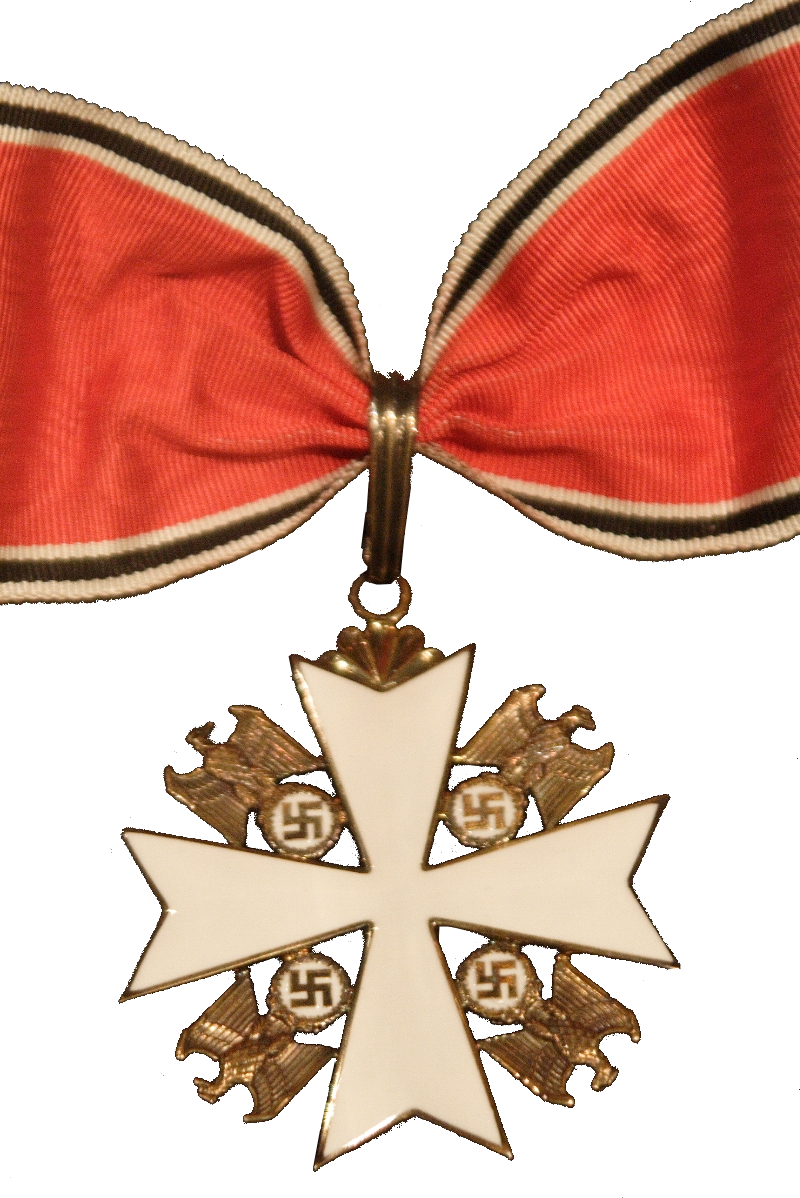
星章付ドイツ鷲勲章

鉄十字章 Eisernes Kreuz
ナチスドイツは第二次世界大戦勃発に際し、プロイセンの伝統的な戦功勲章である鉄十字章を基に、ドイツの勲章として鉄十字章1939年章を制定した。二級鉄十字章のリボンはプロイセンの白と黒からドイツ帝国の赤・白・黒に変わった。また、大鉄十字章と一級鉄十字章の間に位置付けられる騎士鉄十字章 (Ritterkreuz des Eisernen Kreuzes) も制定された。
第二次世界大戦中期以降には士気高揚のため相当数の1級及び2級鉄十字章が乱発されたと伝えられている。武功勲章とは言うものの、「武功」の判断基準はかなり恣意的或はプロパガンダ的な要素が強かったとも考えられる。著名な女性パイロットであるハンナ・ライチュ（テストパイロットとして戦闘機に搭乗したことはあるが、実戦経験はなし）や東部戦線やアフリカ戦線に従軍したドイツ赤十字社の従軍看護婦が（後述の戦功十字章ではなく）鉄十字章を授与されているという実例が存在しているのがその証左と言えよう。
騎士鉄十字章には最初は「〜付き」というものはなく、単純に2級鉄十字章→1級鉄十字章→騎士鉄十字章→大鉄十字章という序列だったが、戦争の長期化に伴って、騎士鉄十字章には上位の柏葉付騎士鉄十字章 (Ritterkreuz des Eisernen Kreuzes mit Eichenlaub)、柏葉・剣付騎士鉄十字章 (Ritterkreuz des Eisernen Kreuzes mit Eichenlaub und Schwertern)、柏葉・剣・ダイヤモンド付騎士鉄十字章 (Ritterkreuz des Eisernen Kreuzes mit Eichenlaub, Schwertern und Brillanten)、金柏葉・剣・ダイヤモンド付騎士鉄十字章 (Ritterkreuz des Eisernen Kreuzes mit goldenem Eichenlaub, Schwertern und Brillanten) が制定された。金柏葉・剣・ダイヤモンド付騎士鉄十字章の受章者は12人と定められていたが、授与されたのはハンス・ウルリッヒ・ルーデル一人であった。第二次世界大戦で大鉄十字章を授与されたのはヘルマン・ゲーリングのみである。山本五十六は、柏葉・剣付騎士鉄十字章を授与された唯一の外国人である（ただし、戦死後の追贈）。鉄十字章は戦時下にのみ授与される勲章であるため、戦後の授与者は存在しない。ただし、第二次世界大戦中に授与された者で戦後にドイツ連邦軍（戦後の西ドイツ軍）に入隊した者は引き続き着用することが認められた。この場合は勲章の中央に刻印されているハーケンクロイツが柏葉に置き換えられた「戦後型」と呼ばれる物が着用されることとされた。

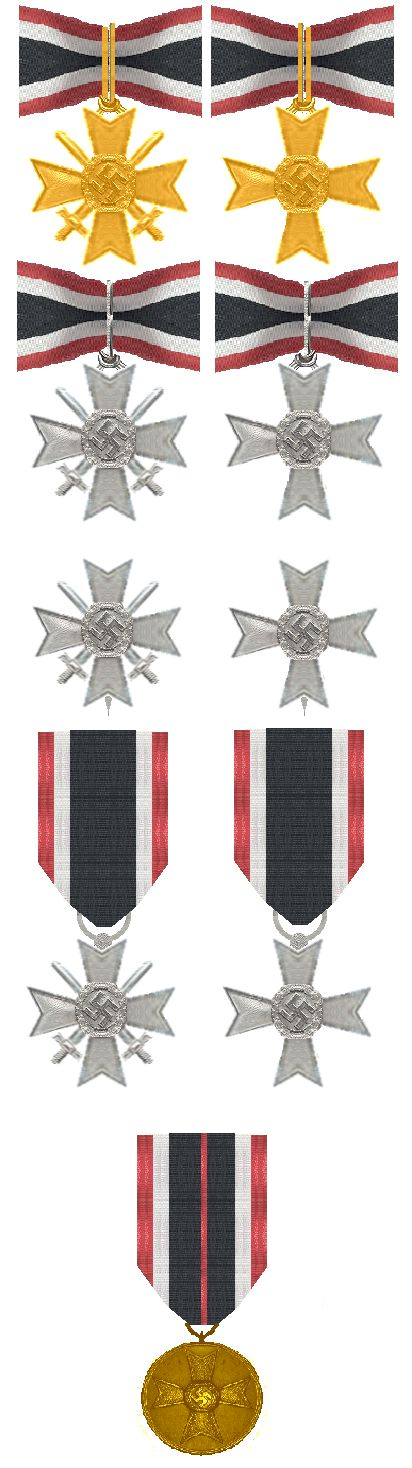
戦功十字章

騎士鉄十字章
柏葉付騎士鉄十字章
柏葉・剣付騎士鉄十字章
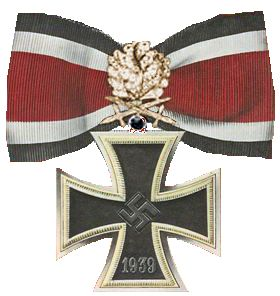
柏葉・剣・ダイヤモンド付騎士鉄十字章
金柏葉・剣・ダイヤモンド付騎士鉄十字章

戦功十字章 Kriegsverdienst Kreuz
戦功十字章は1939年10月に制定され、当初は1級と2級の2等級だけであったが、1940年に戦功メダル及び騎士戦功十字章銀章が追加制定され、さらに1944年に騎士戦功十字章金章が追加され、最終的に5等級9種類となった。具体的には次の通りである。「戦功メダル」「2級戦功十字章 剣付」「2級戦功十字章 剣無し」「1級戦功十字章 剣付」「1級戦功十字章 剣無し」「騎士戦功十字章銀章 剣付」「騎士戦功十字章銀章 剣無し」「騎士戦功十字章金章 剣付」「騎士戦功十字章金章 剣無し」。鉄十字勲章が武功勲章、すなわち戦闘において戦果を挙げた者に対して授与される勲章であるのに対し、戦功十字章は直接戦闘以外の軍事的貢献に対して授与された。「剣付」は前線における功績、「剣無し」は後方における功績や戦争遂行に関する間接的貢献に対して授与された。「戦功メダル」の授与対象は民間人に限られ、軍需工場での労働貢献などに対して授与された。この勲章も鉄十字章同様「戦後型」が存在し、鉄十字章同様の条件で着用された。ちなみに戦功十字章は第二次世界大戦中のドイツで最も多く授与された勲章であり、総授与数は1300万個以上といわれている。
- 2級戦功十字章剣無し
- 2級戦功十字章 剣付

ドイツ十字章 Kriegsorden des Deutschen Kreuzes
ドイツ十字章は1941年9月に制定され、金章と銀章の2種類が存在する。この勲章の外観上の違いは冠部分のメッキが金色か銀色かの違いである。ドイツ十字章は鉄十字章及び戦功十字章の1級章と騎士章の間の隔たりの解消のため制定された勲章であり、1級章と騎士章の間に位置するものとされた。金章は鉄十字勲章、銀章は戦功十字勲章に対応している。すなわち、次のような序列となる。
- 鉄十字勲章の場合: 2級鉄十字章→1級鉄十字章→ドイツ十字章金章→騎士鉄十字章
- 戦功十字勲章の場合: 2級戦功十字章→1級戦功十字章→ドイツ十字章銀章→騎士戦功十字章

ただし、ドイツ十字勲章を授与されずに1級章の次に騎士章を授与されることも珍しくなかった。この勲章も鉄十字章及び戦功十字章と同じく「戦後型」が存在し、同様の条件で着用された。
ドイツ鷲勲章 Verdienstorden vom Deutschen Adlerもあった

### ドイツ連邦共和国

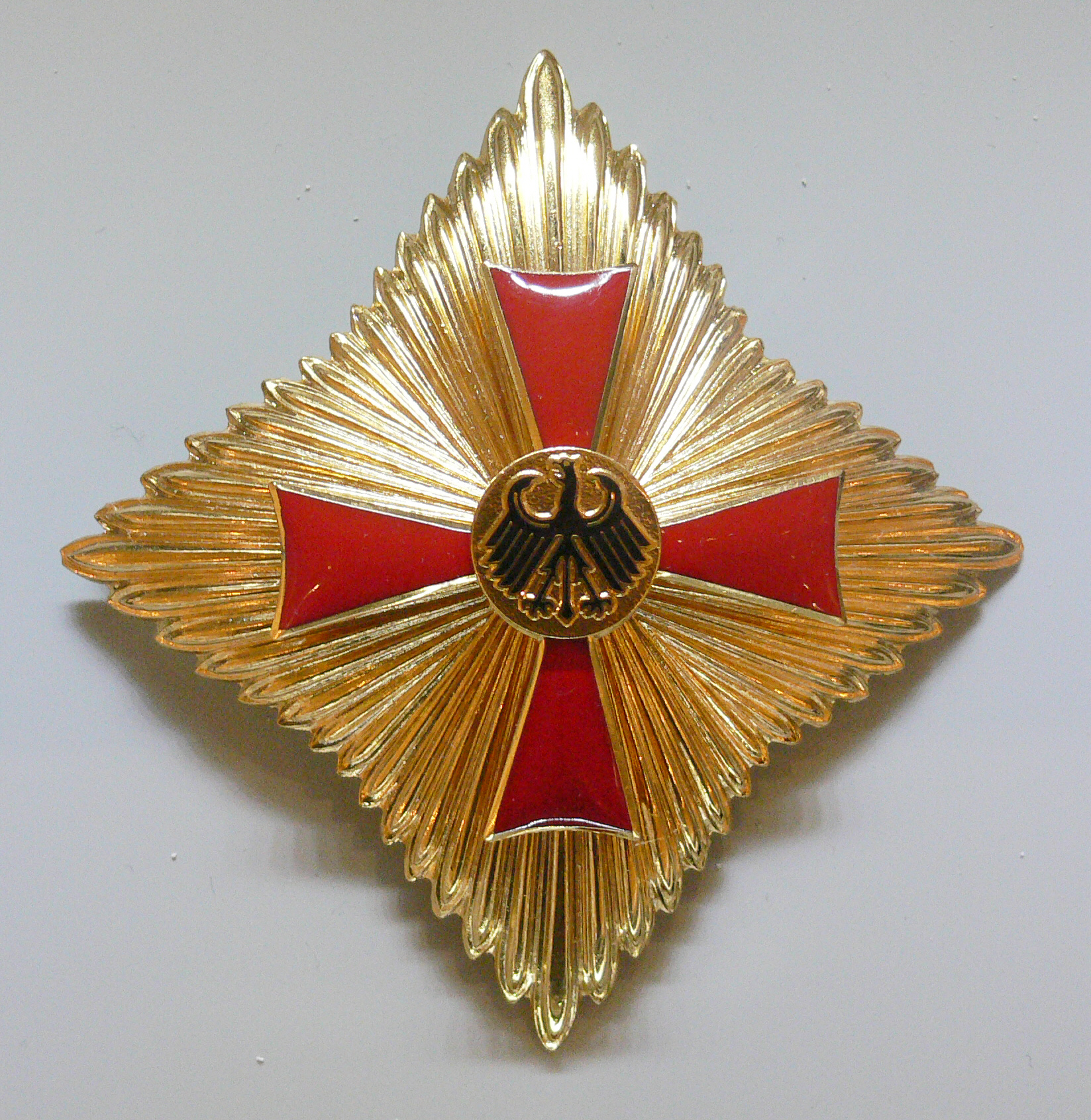
ドイツ連邦共和国功労勲章星章

第二次世界大戦後の連合軍占領下では勲章の授受や佩用が禁止されていた（管理委員会法8号4条）が、1949年5月にドイツ連邦共和国臨時政府が成立した直後の9月に管理委員会法8号4条は無効となった（連合国高等弁務官会議法律7号）。それを受けて、1951年にはドイツ連邦共和国功労勲章が制定された。しかし当初はこの勲章の根拠となる法律は未整備であった。栄典制度に関する法律が整備されたのは主権回復後の1956年で、それによってナチスドイツ時代に授与された勲章も、ハーケンクロイツを除去することで佩用が認められるようになった。
ドイツ連邦共和国功労勲章
連合軍占領下の1951年に西ドイツの勲章として制定され、再統一後は統一ドイツの勲章となっている。等級付けはフランスのレジオンドヌール勲章に倣ったものである。
プール・ル・メリット科学芸術勲章 (Pour le Mérite für Wissenschaften und Künste)
プロイセンの文化・科学分野の功労賞であったものが1952年に西ドイツの勲章として復活した。

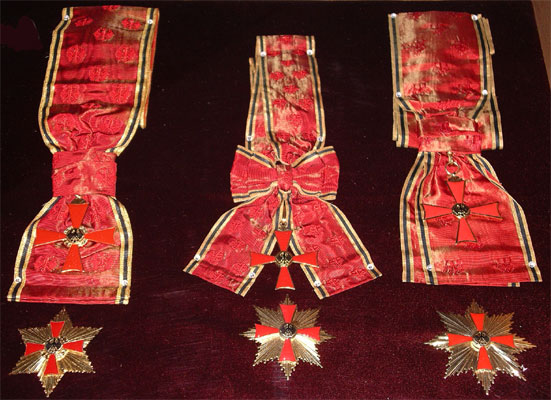
ドイツ連邦共和国功労勲章
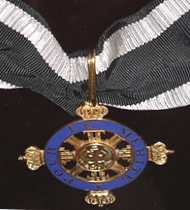
プール・ル・メリット科学芸術勲章
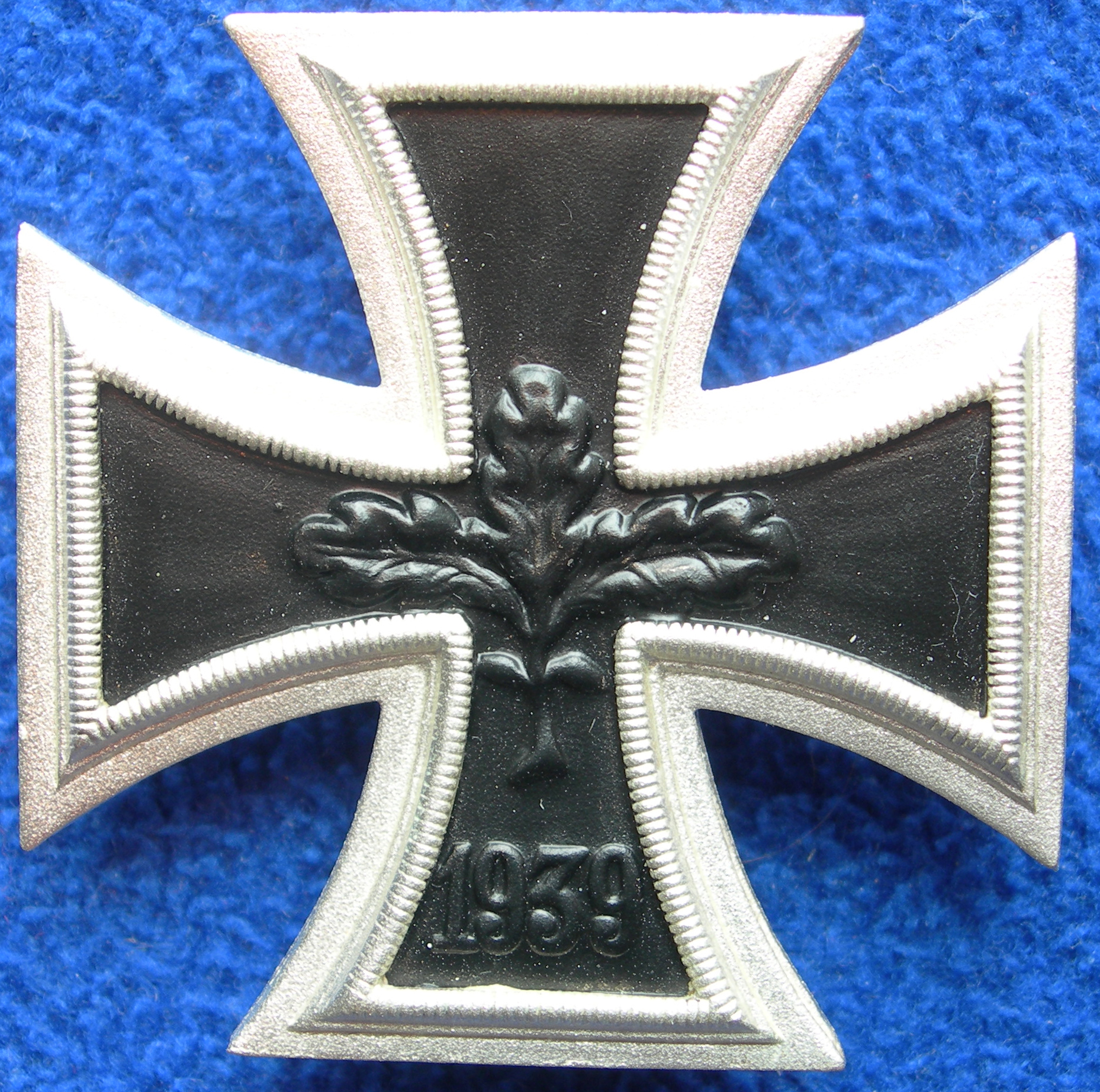
1級鉄十字勲章1939年章戦後版
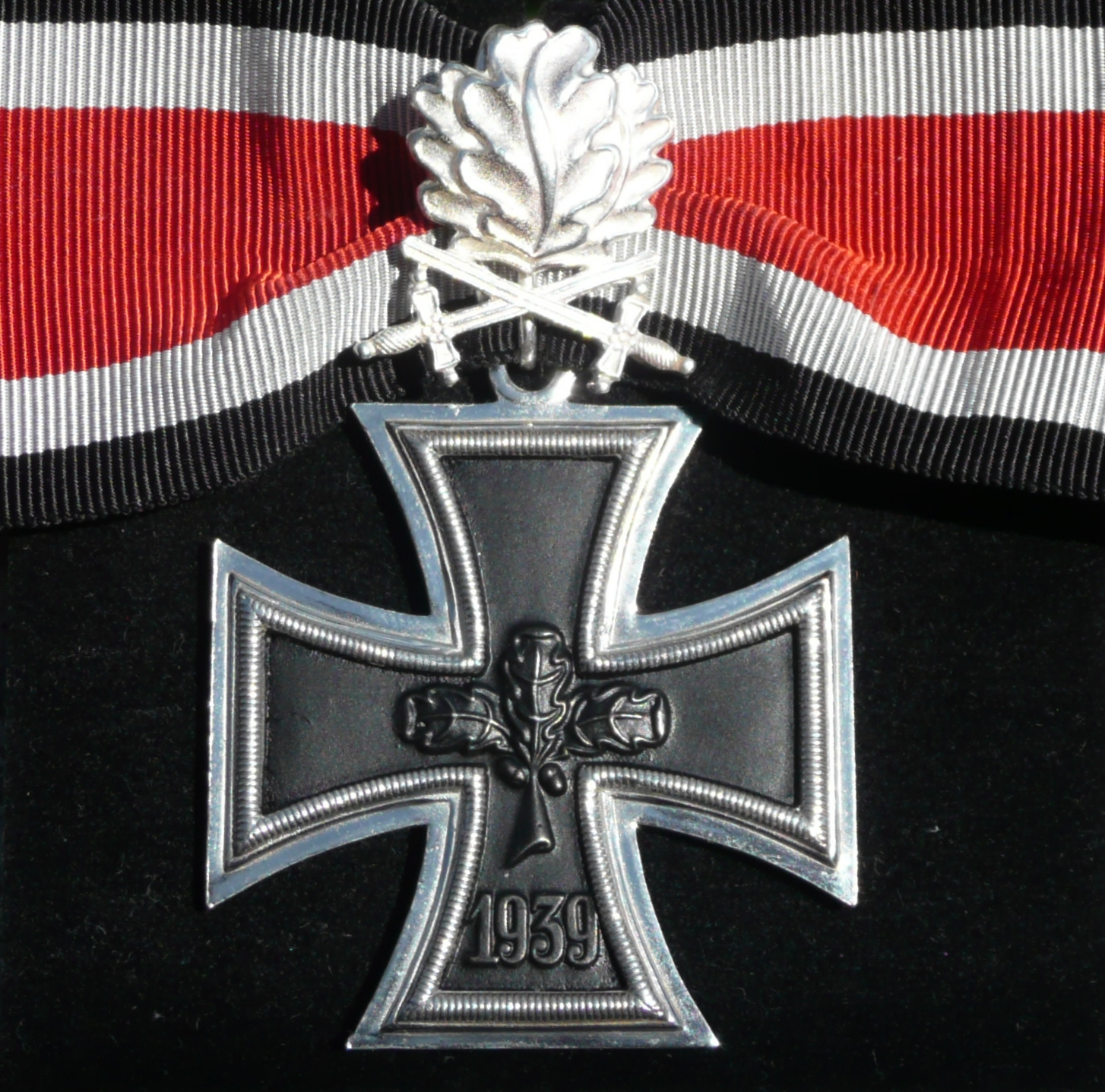
柏葉・剣付騎士鉄十字勲章1939年章戦後版
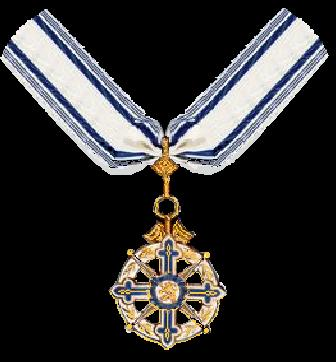
マクシミリアン勲章（バイエルン州）

### サヴォイア伯国

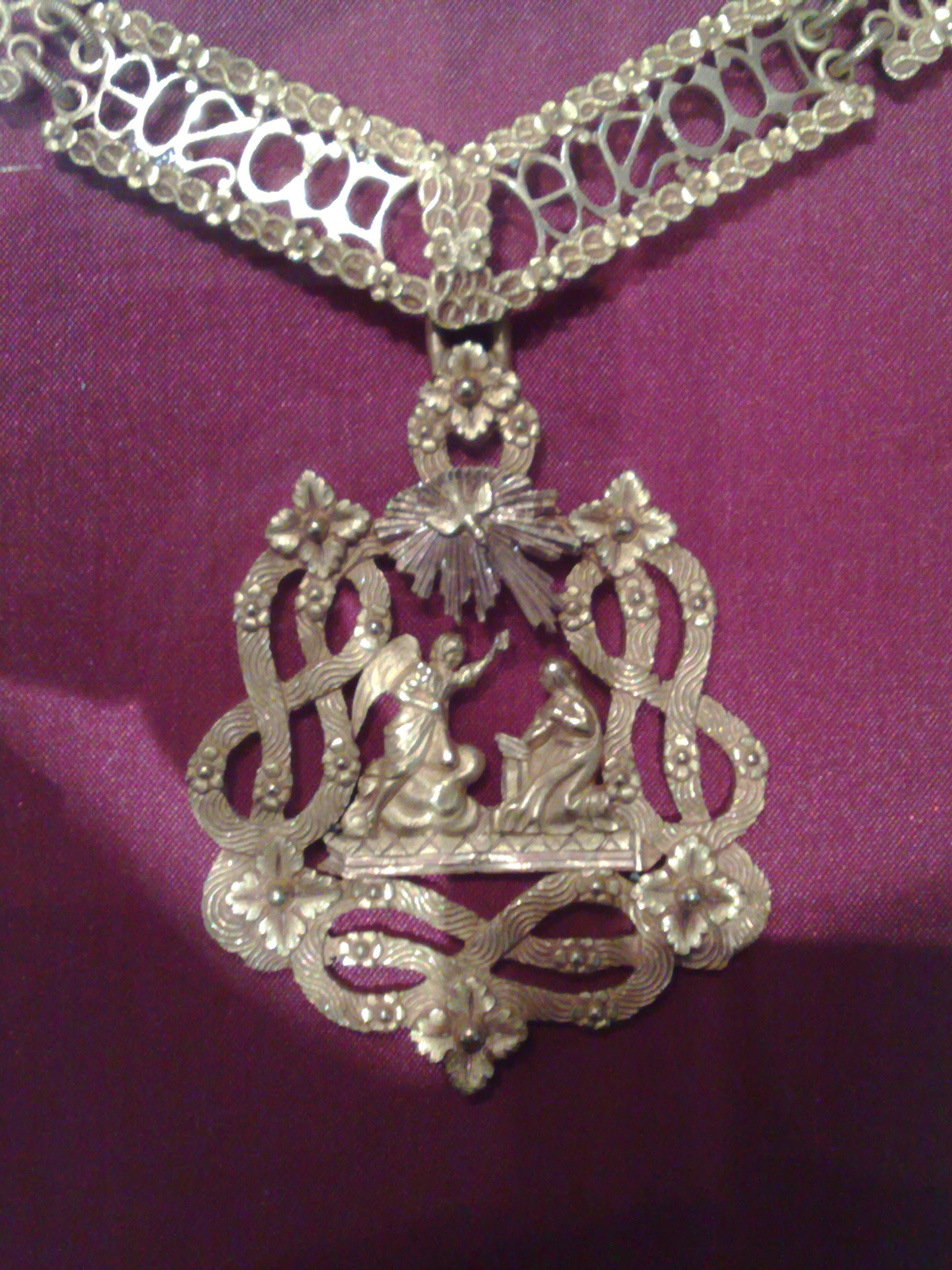
最も神聖なる受胎告知（アンヌンツィアータ）騎士団勲章

### サヴォイア公国

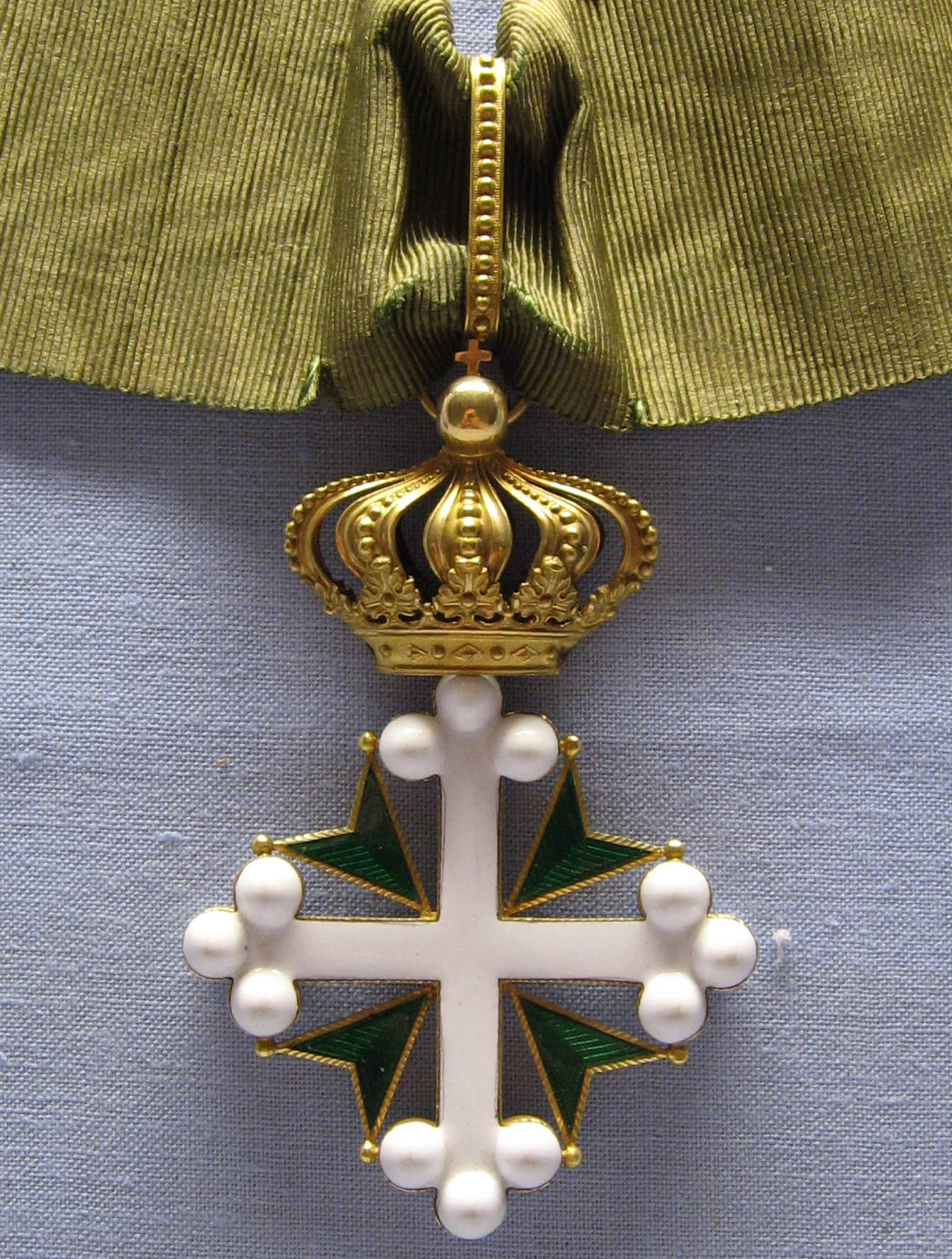
聖マウリッツィオ・ラザロ騎士団勲章

### サルデーニャ王国

武功名誉記章（十字記章）
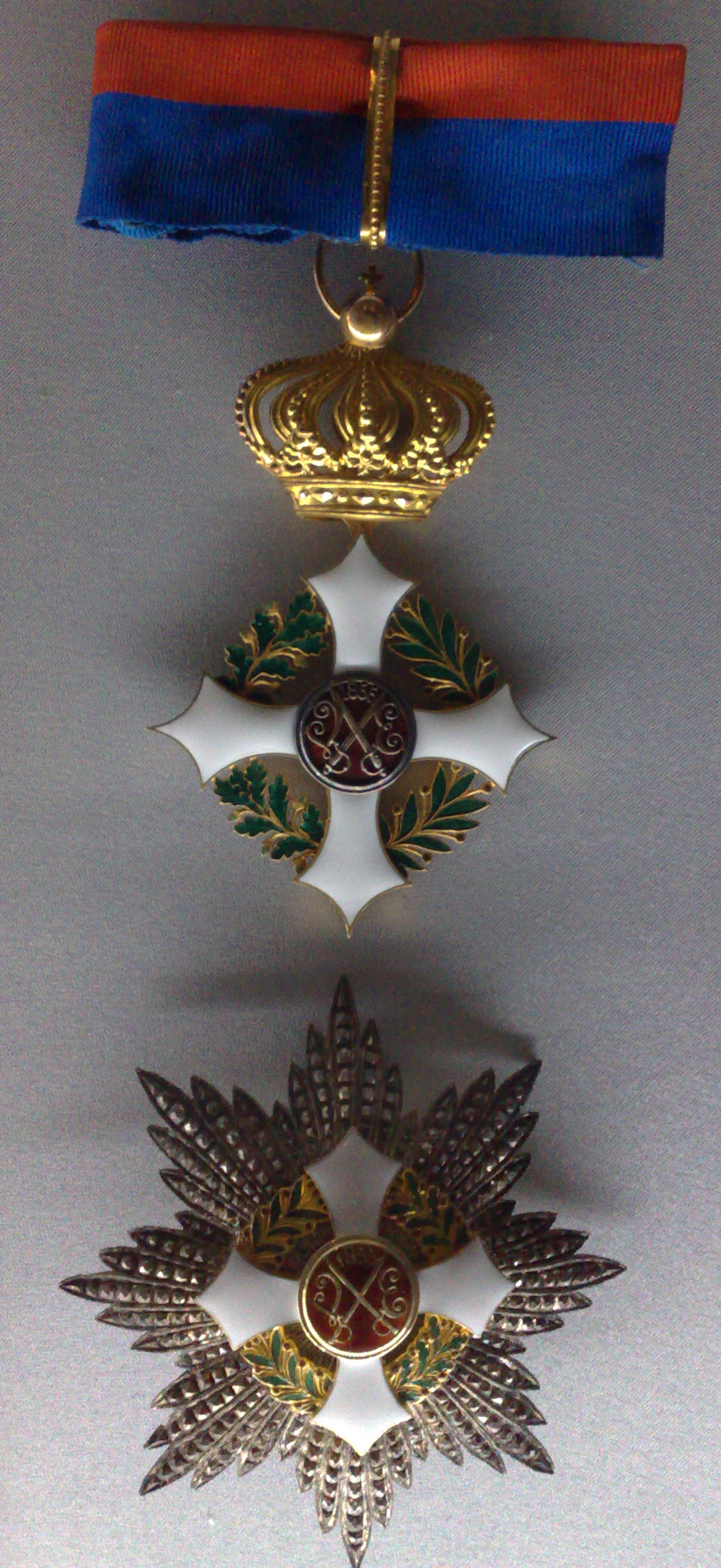
サヴォイア軍務勲章
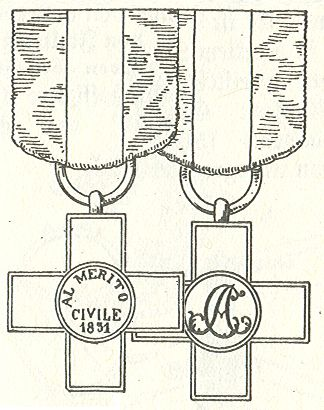
サヴォイア市民勲章

### イタリア王国

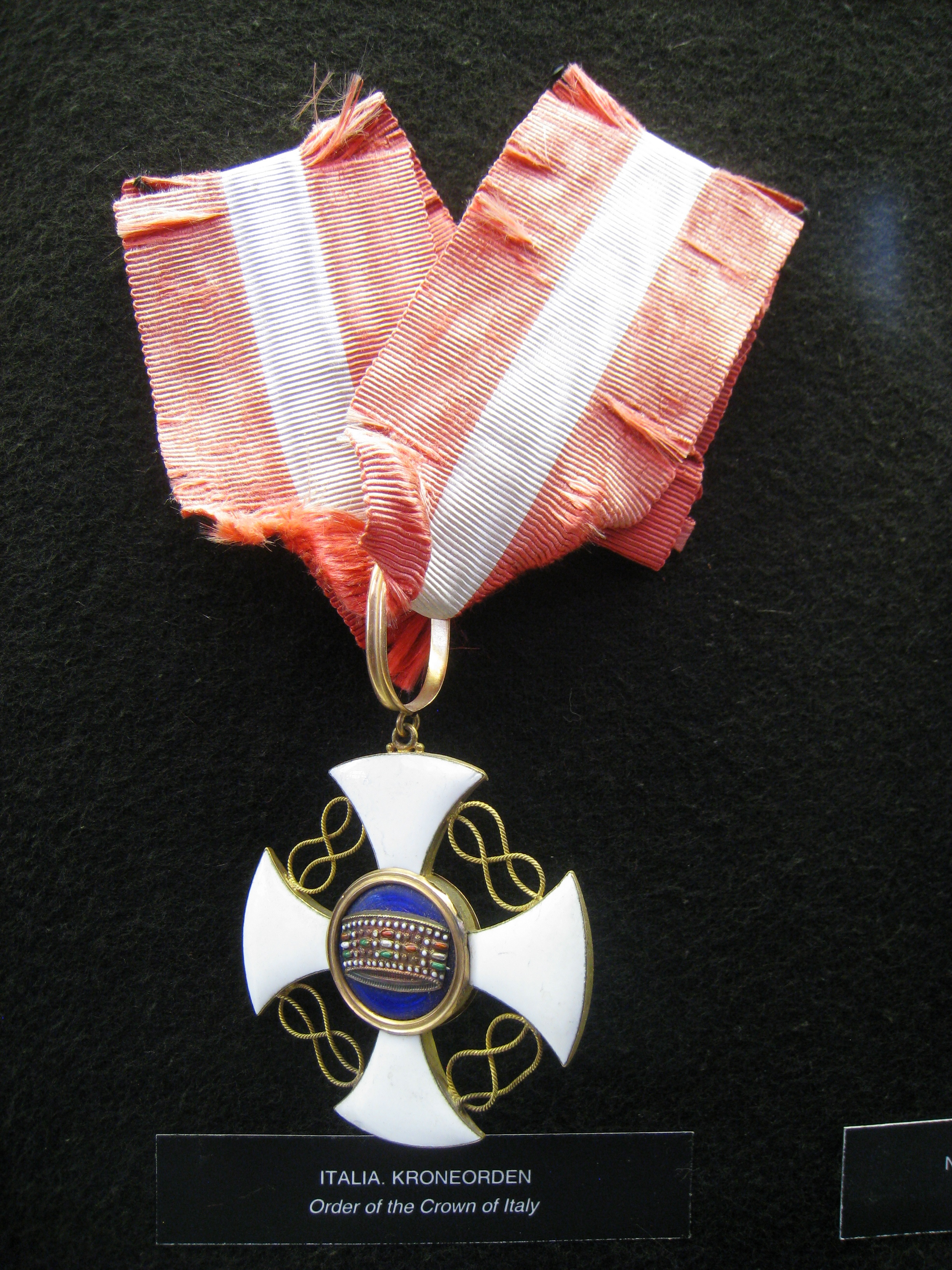
イタリア王冠騎士団勲章
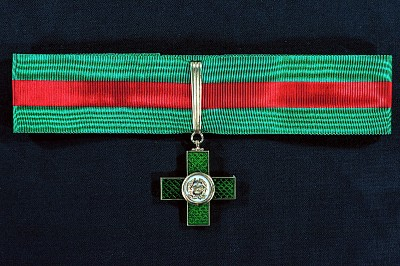
労働功績騎士団勲章
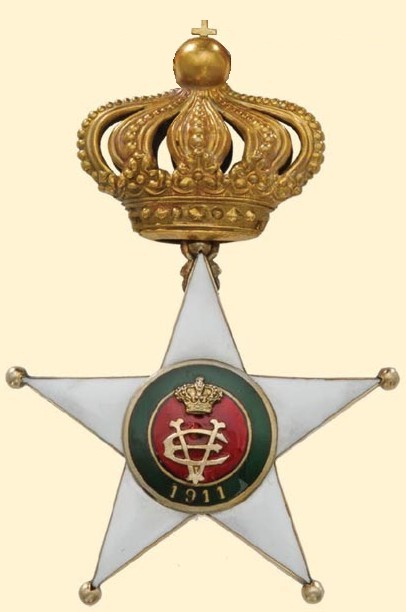
イタリア植民騎士団勲章
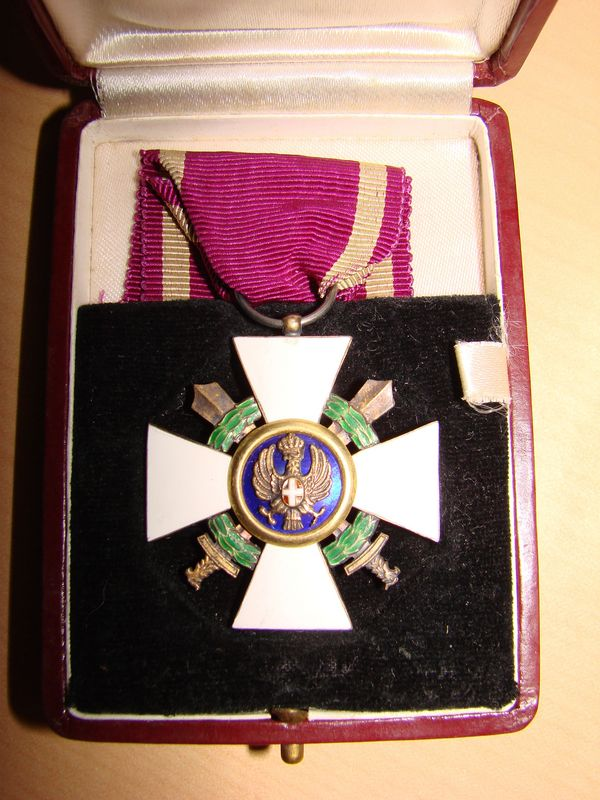
ローマ・アクィラ騎士団勲章

### イタリア共和国

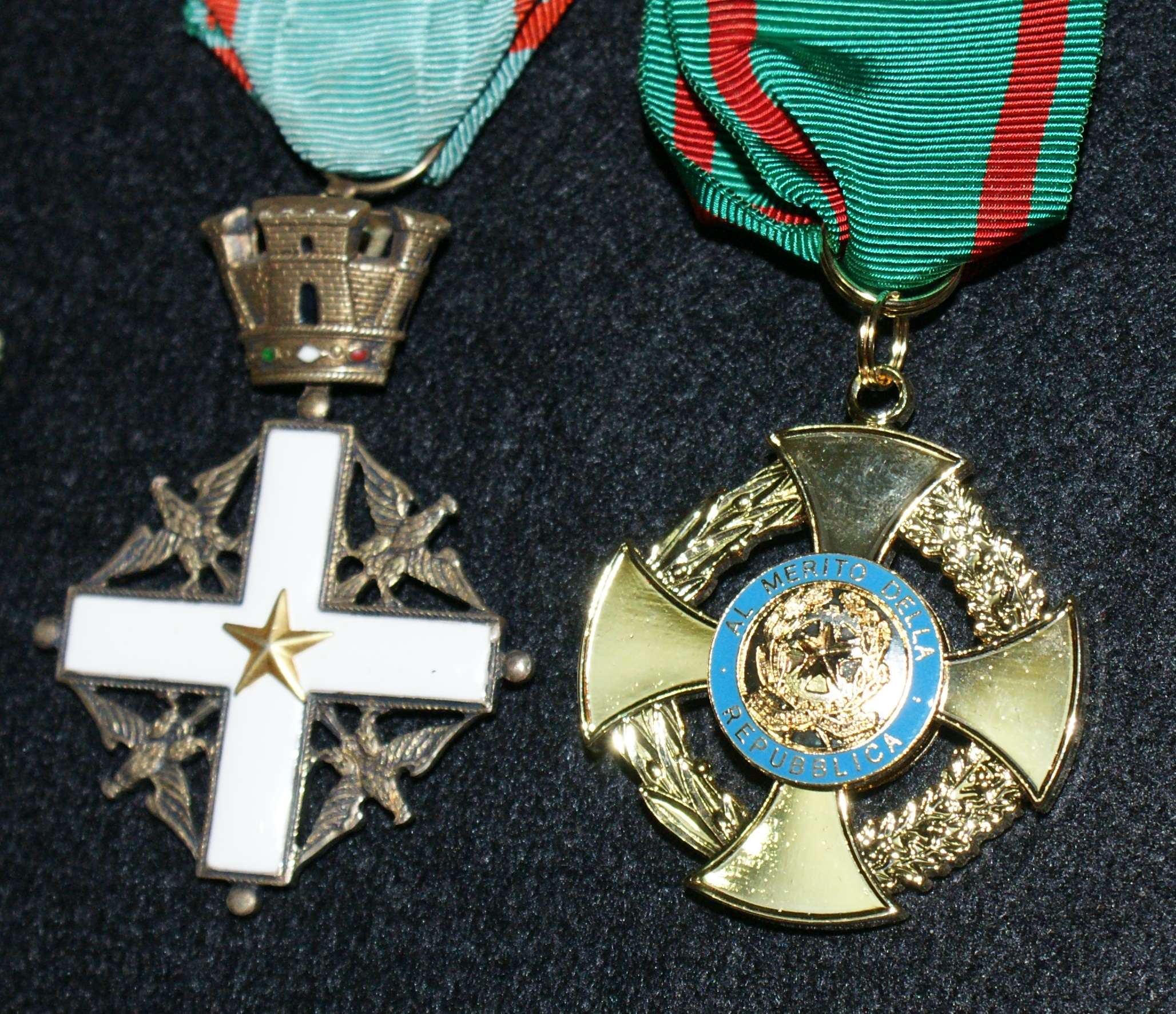
共和国功労勲章

### マルタ功労十字勲章

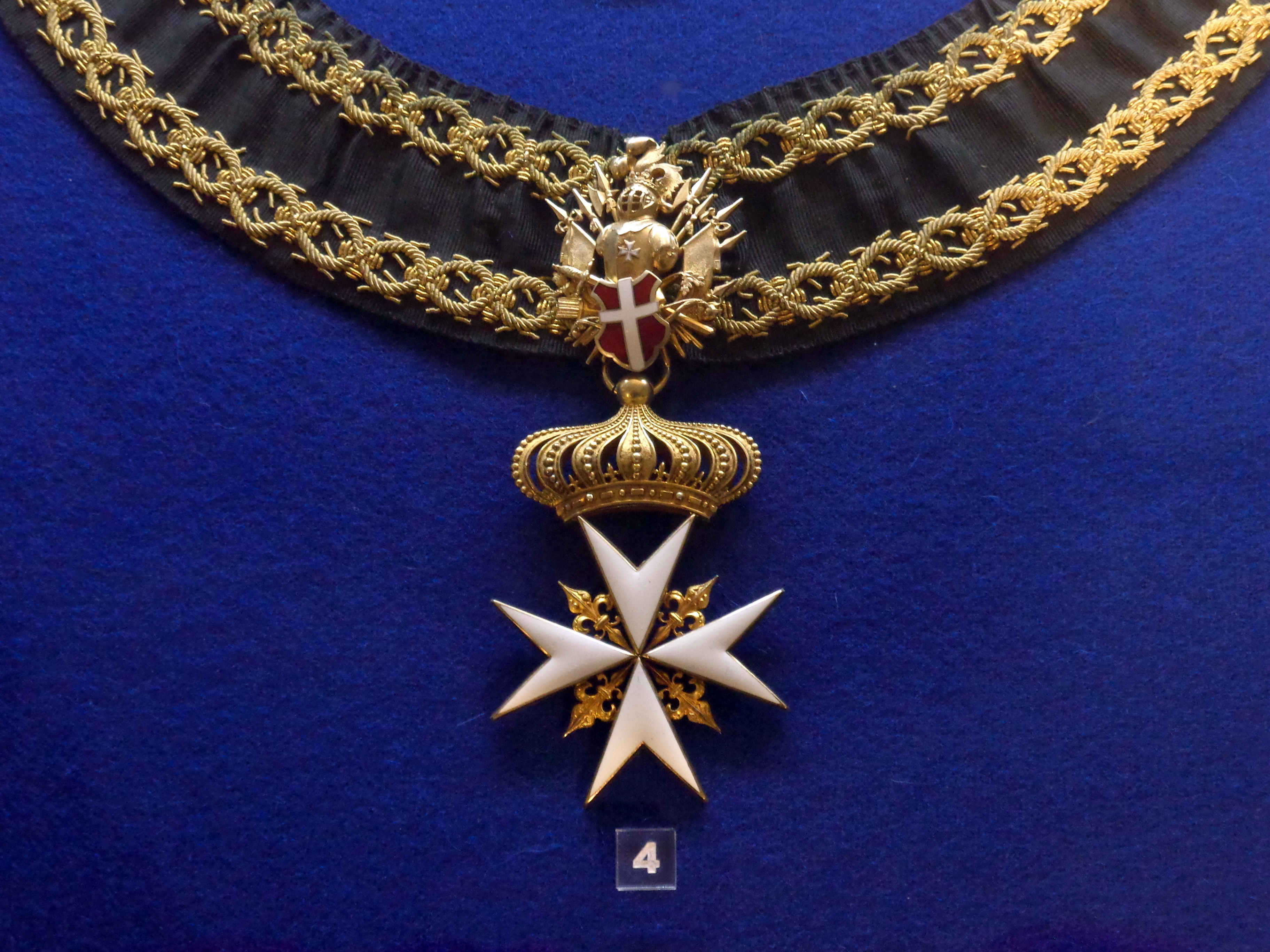
聖ヨハネ騎士勲章ベイリ・グランド・クロス章
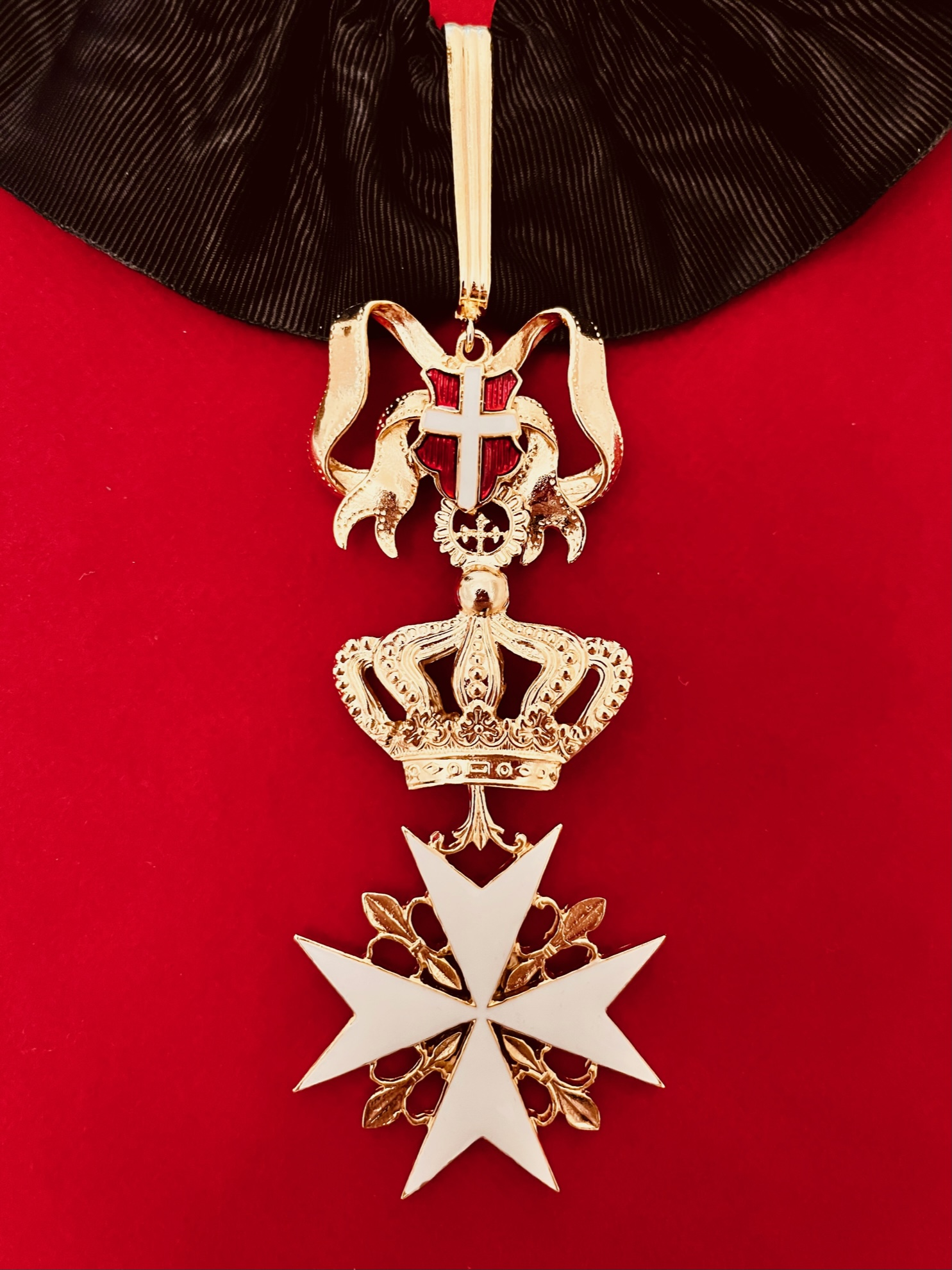
聖ヨハネ騎士勲章ナイト・オブ・マジストラル・グレース章
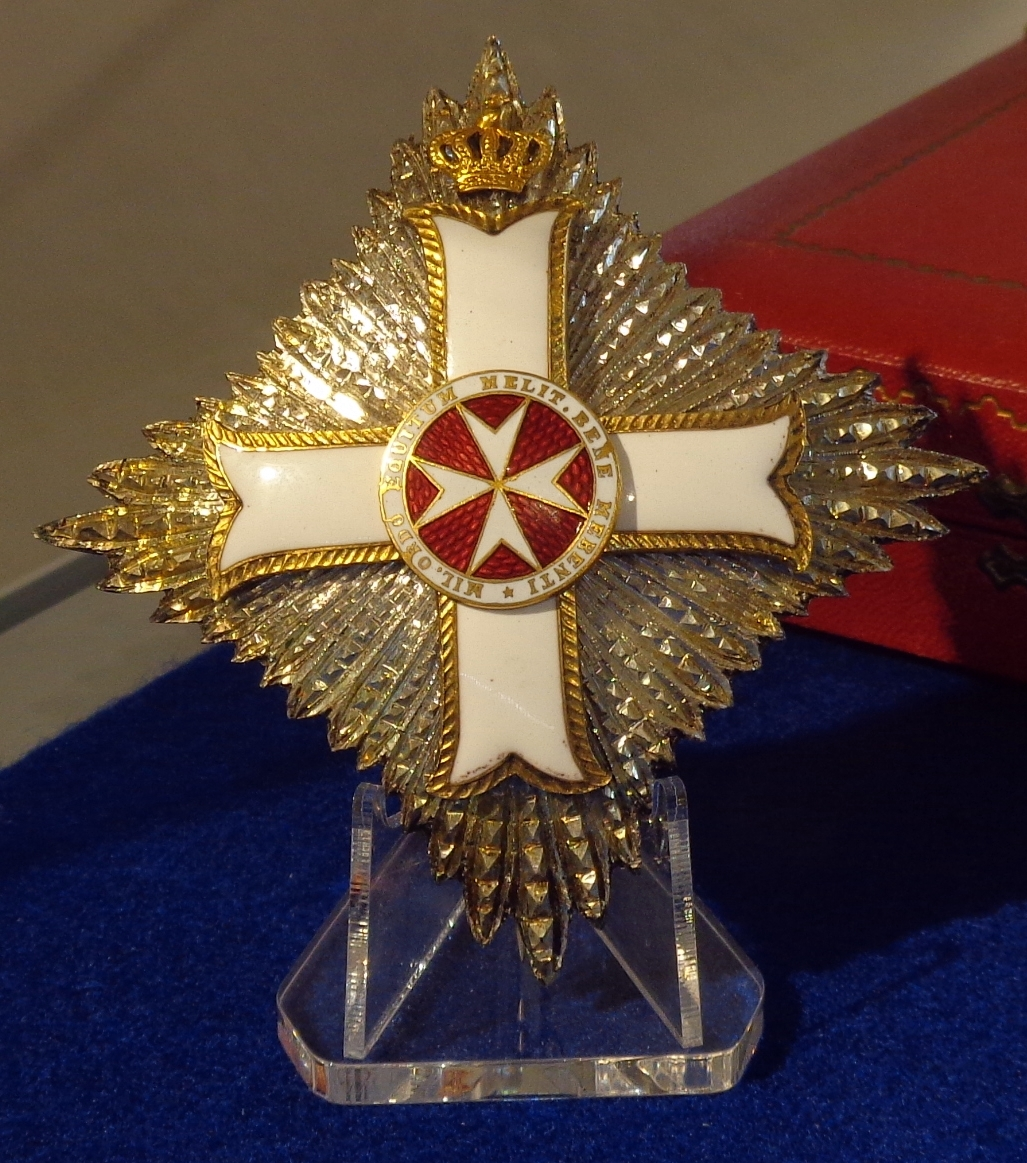
マルタ功労十字勲章グランド・オフィサー星章
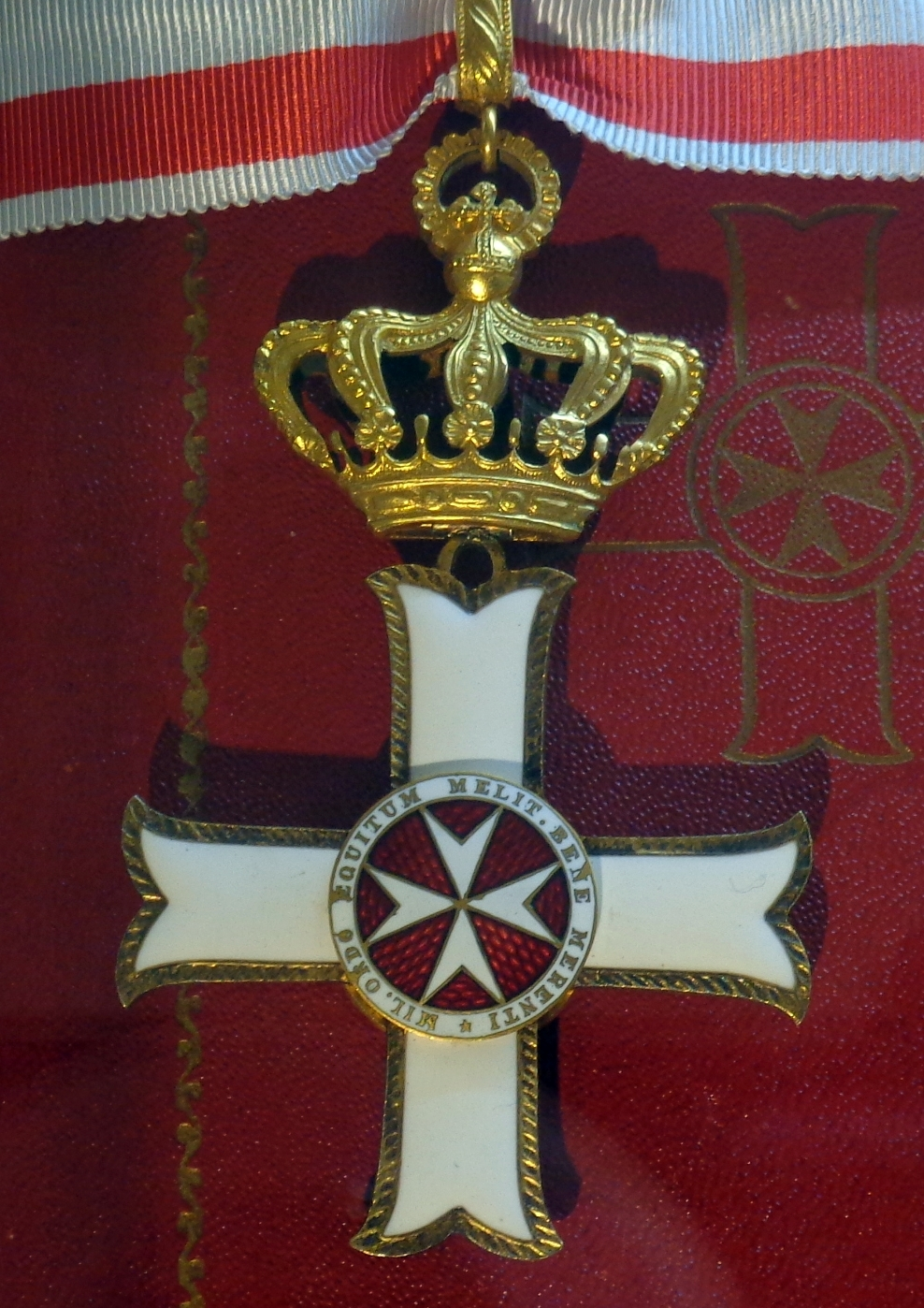
マルタ功労十字勲章グランド・オフィサー正章

## アメリカ合衆国の勲章

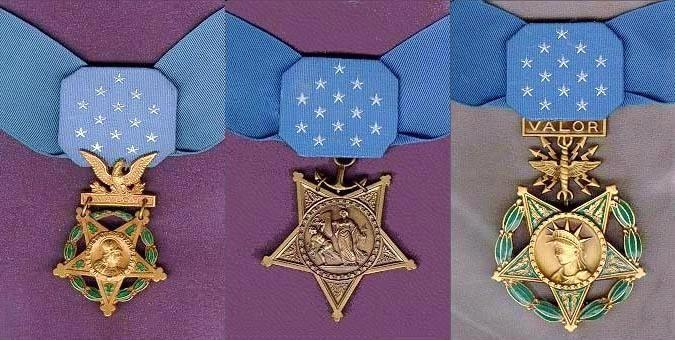
名誉勲章（左から陸軍、海軍・海兵隊、空軍用）

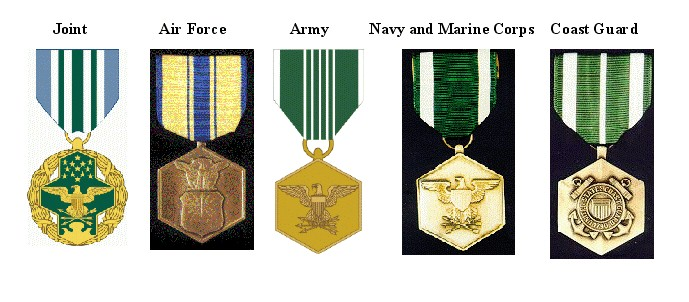
コメンデーションメダル（左から統合軍、空軍、陸軍、海軍・海兵隊、沿岸警備隊用）

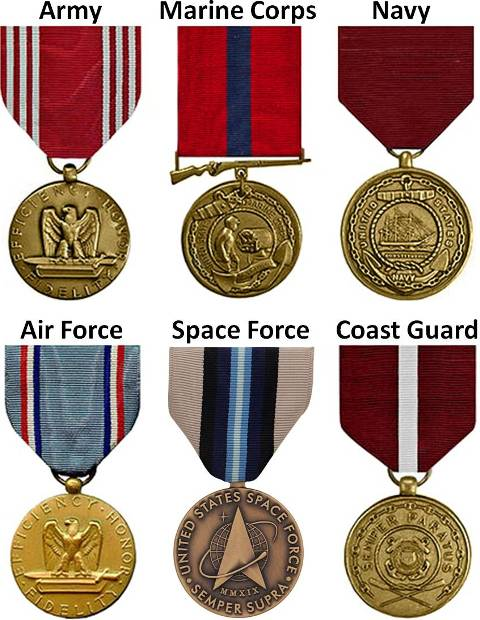
善行章（左から陸軍、海兵隊、海軍、空軍、沿岸警備隊用）

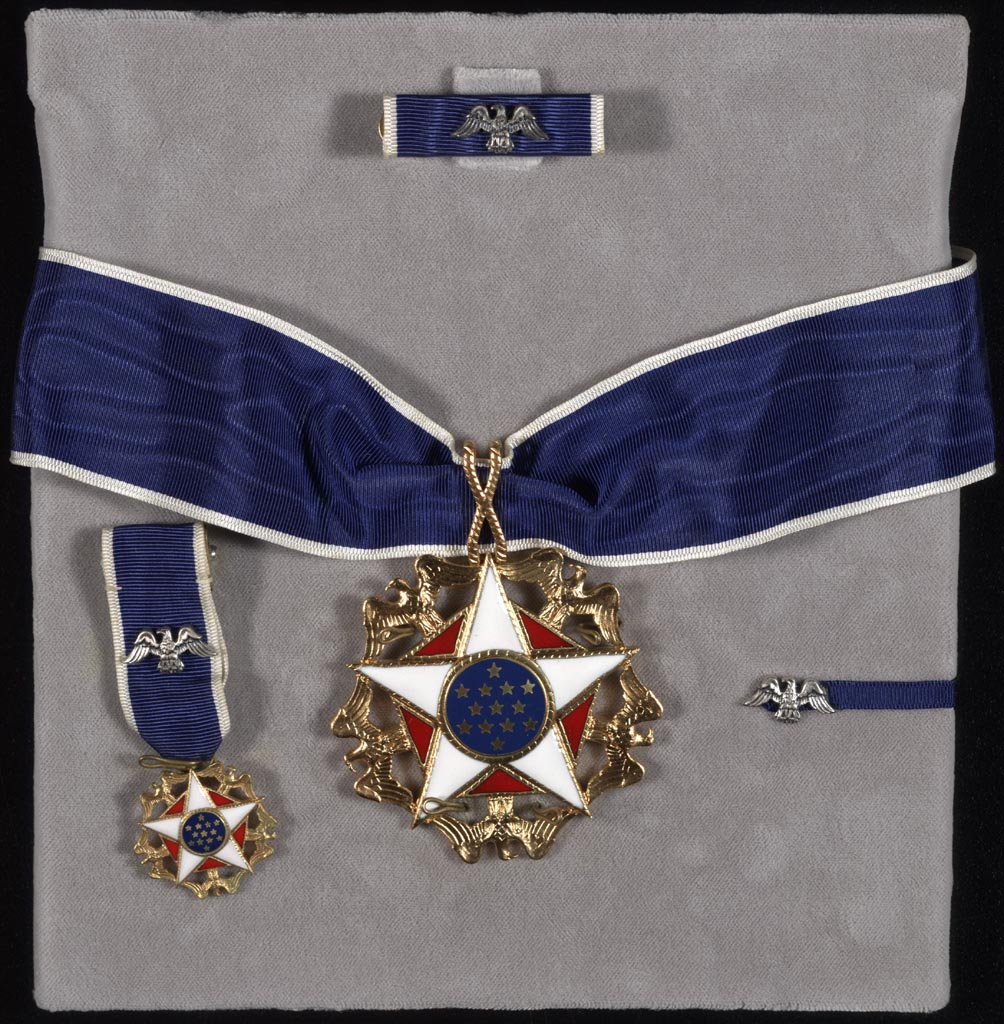
大統領自由勲章
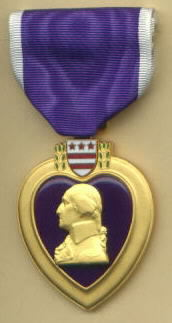
パープルハート
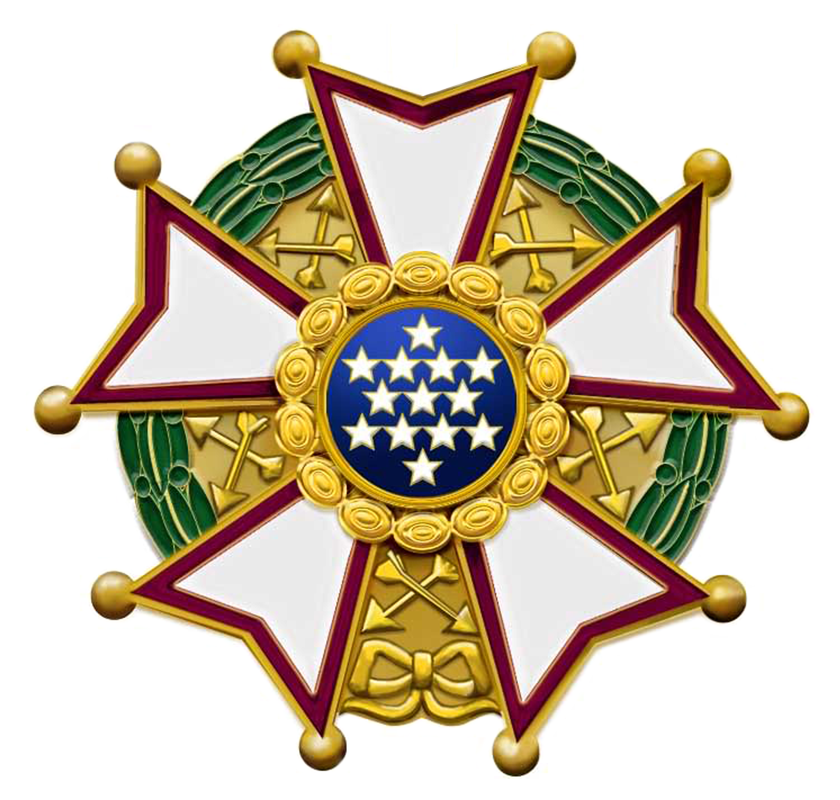
レジオン・オブ・メリット チーフコマンダー
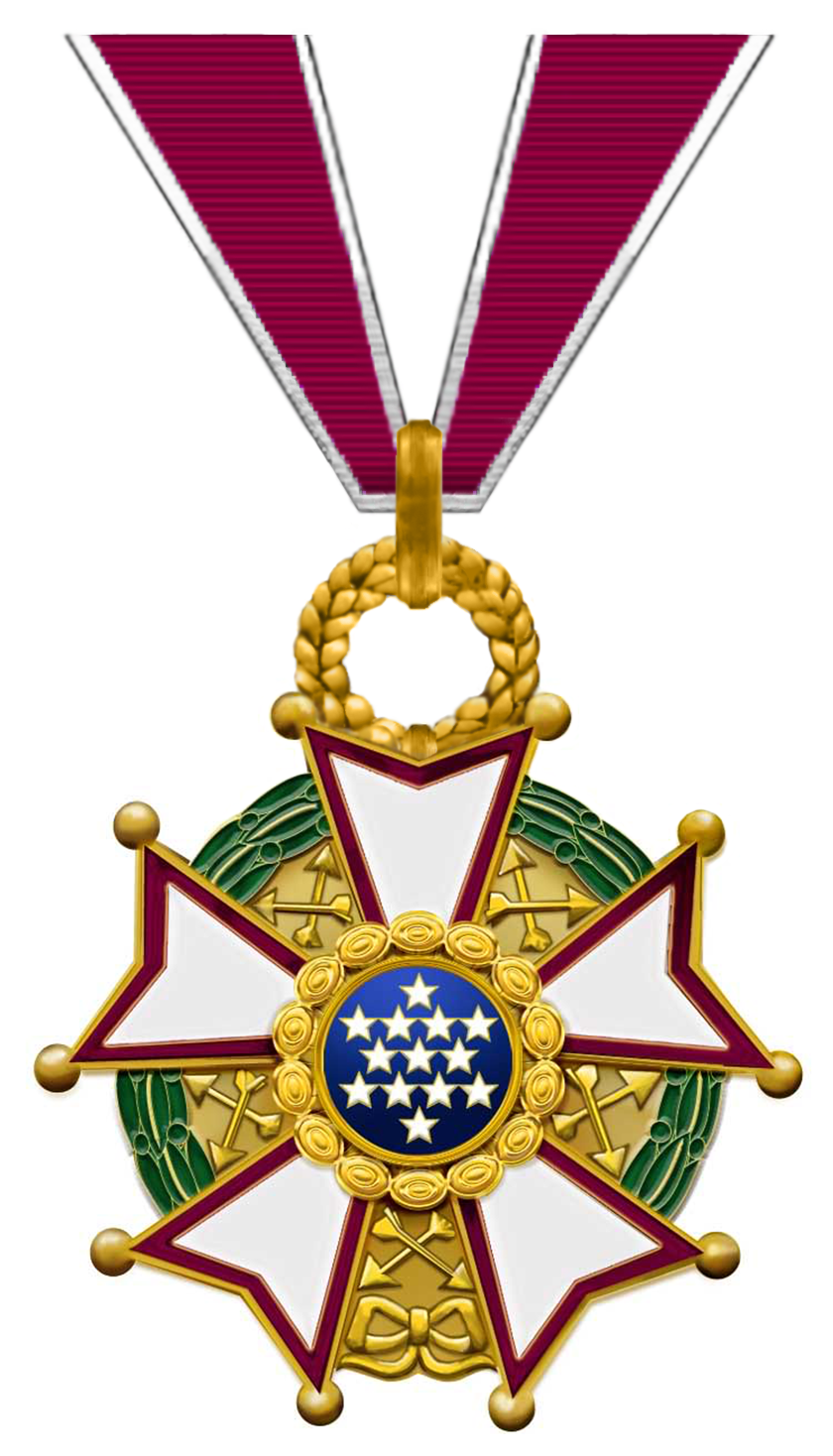
レジオン・オブ・メリット コマンダー
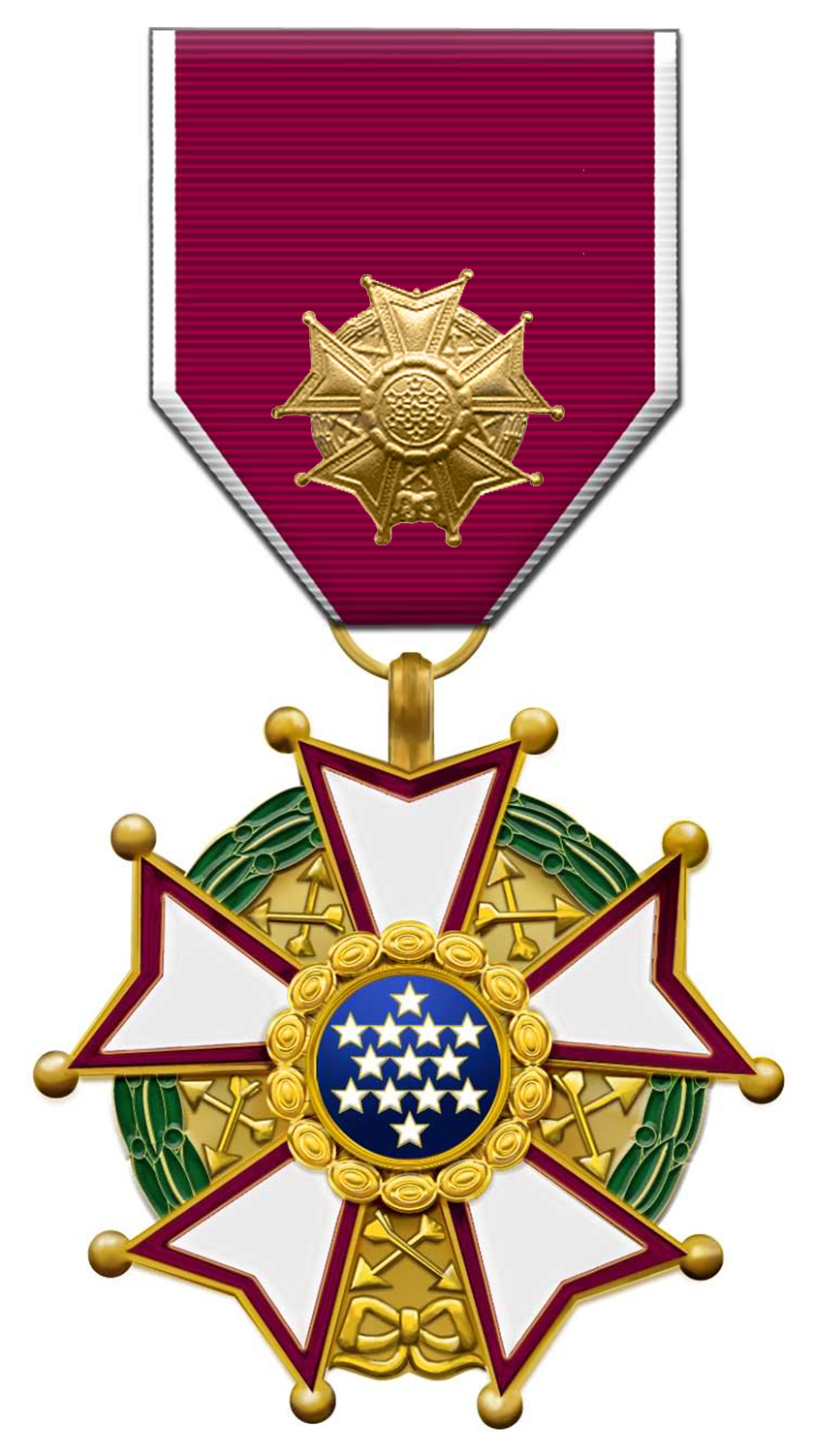
レジオン・オブ・メリット オフィサー
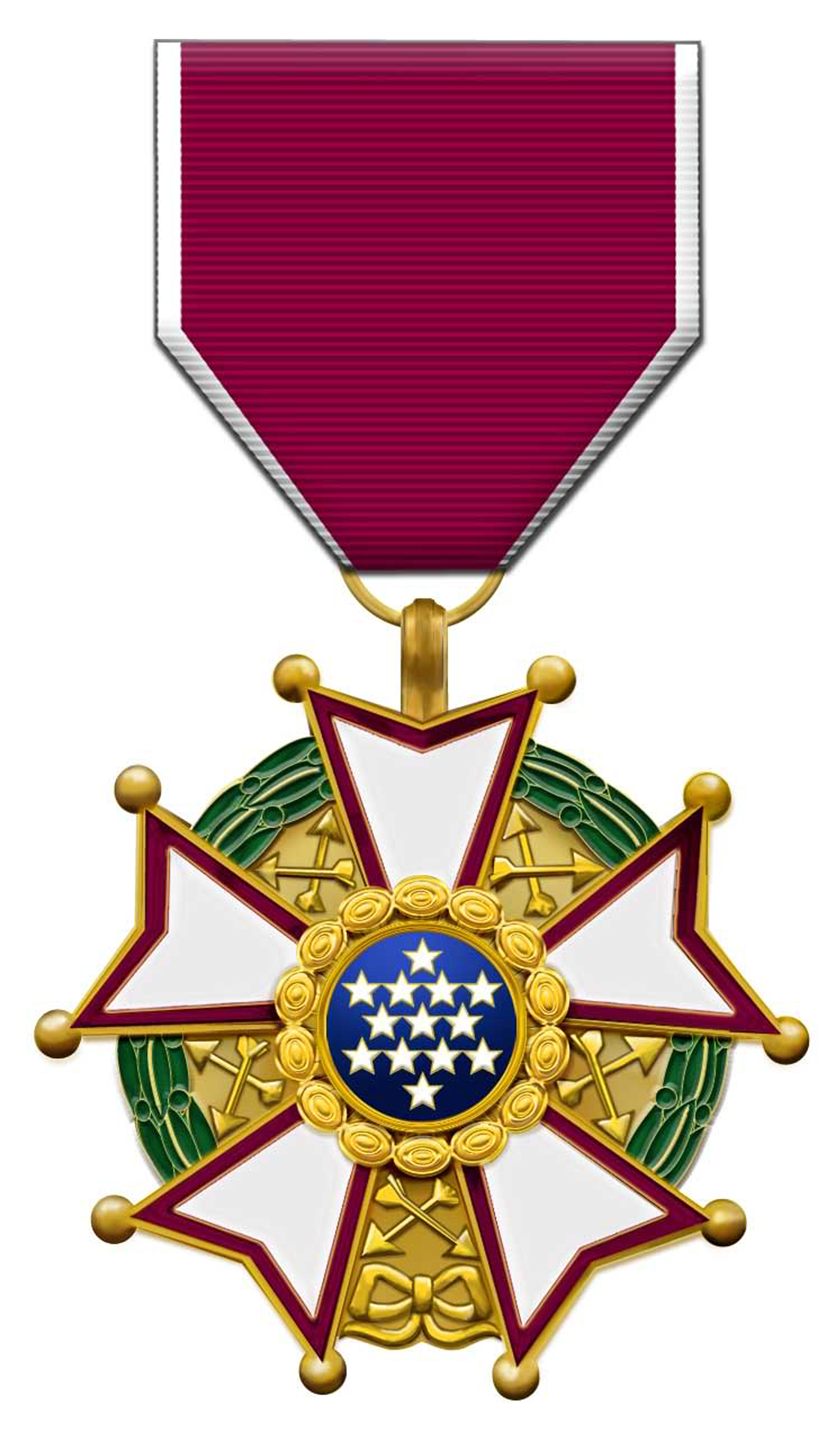
レジオン・オブ・メリット レジオネール
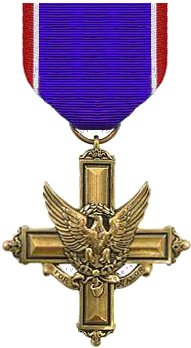
殊勲十字章
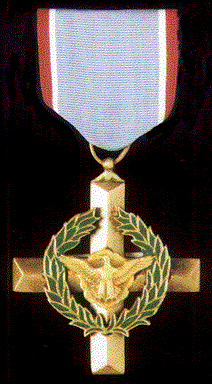
空軍十字章
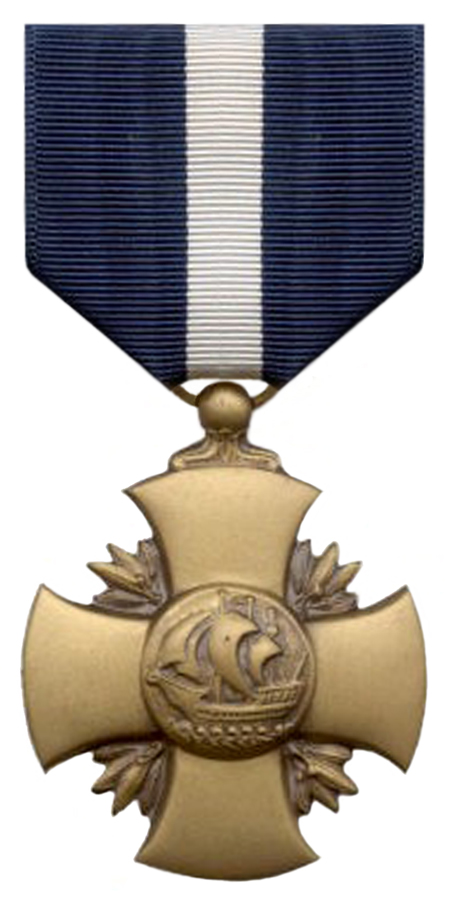
海軍十字章
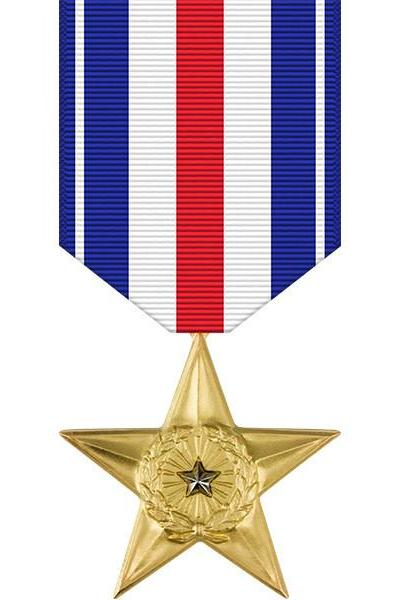
シルバー・スター
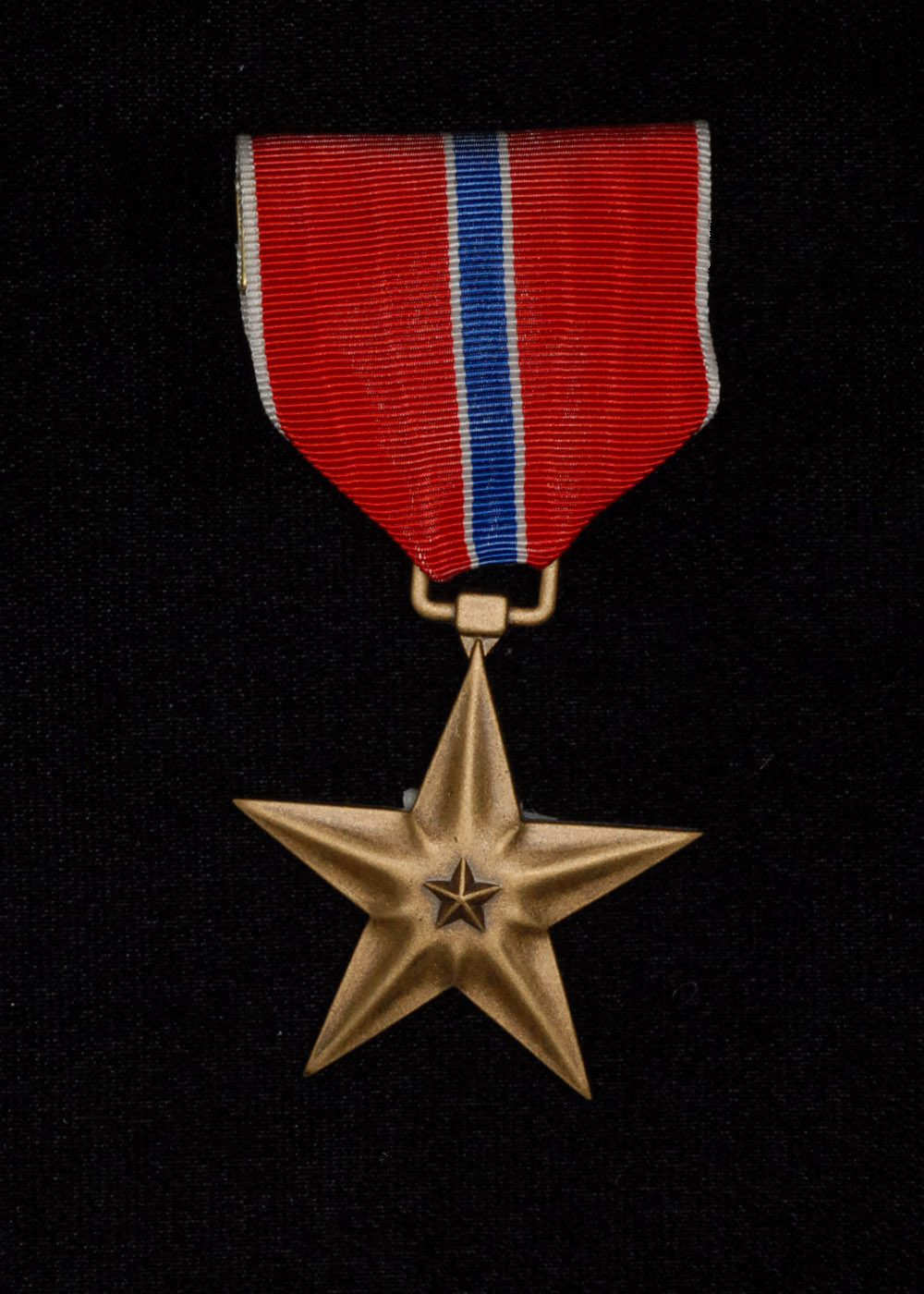
ブロンズ・スターメダル
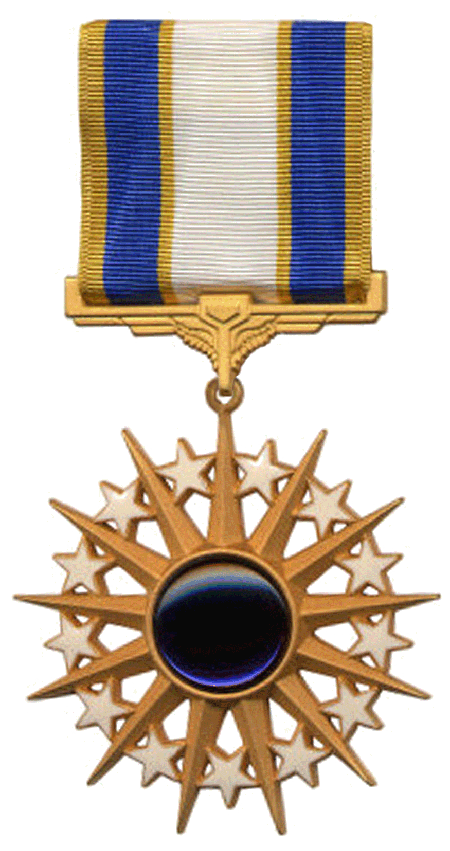
空軍ディスティングシュドサービスメダル

### 満洲国

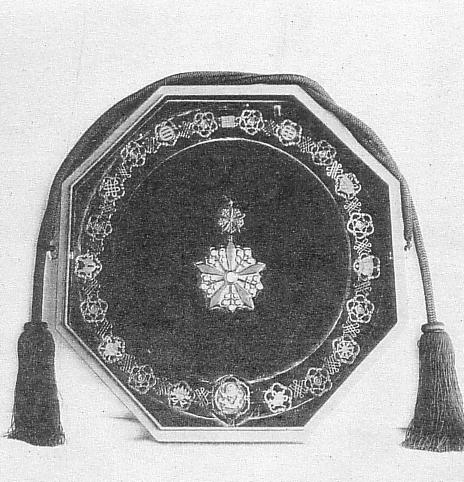
大勲位蘭花章頸飾
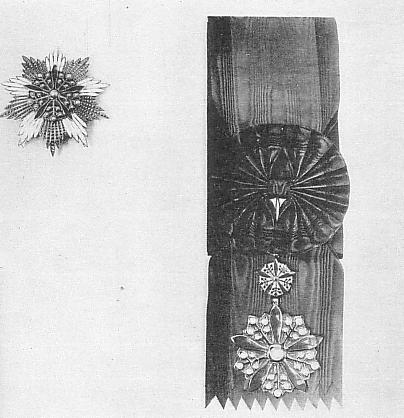
大勲位蘭花大綬章
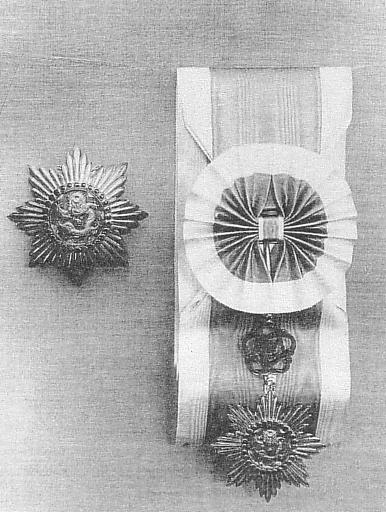
勲一位龍光大綬章
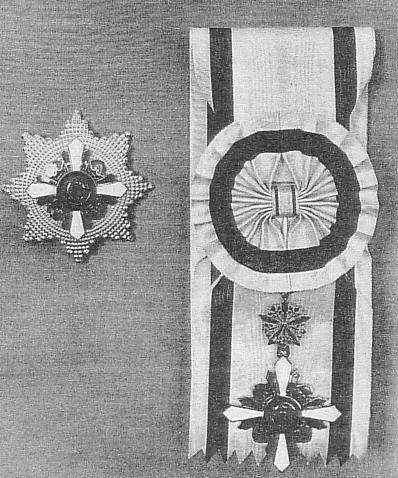
勲一位景雲章
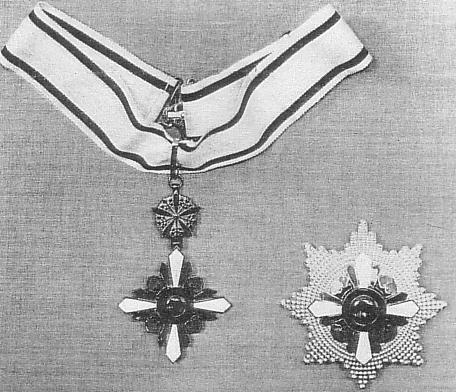
勲二位景雲章
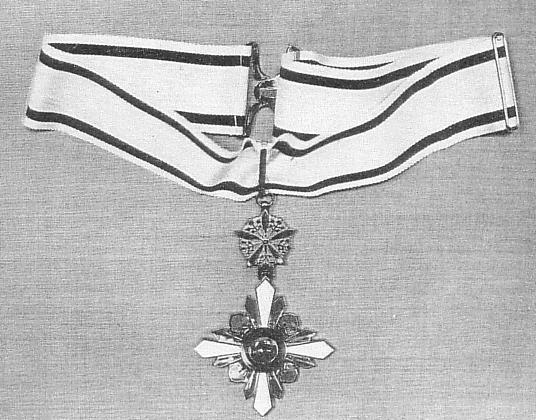
勲三位景雲章
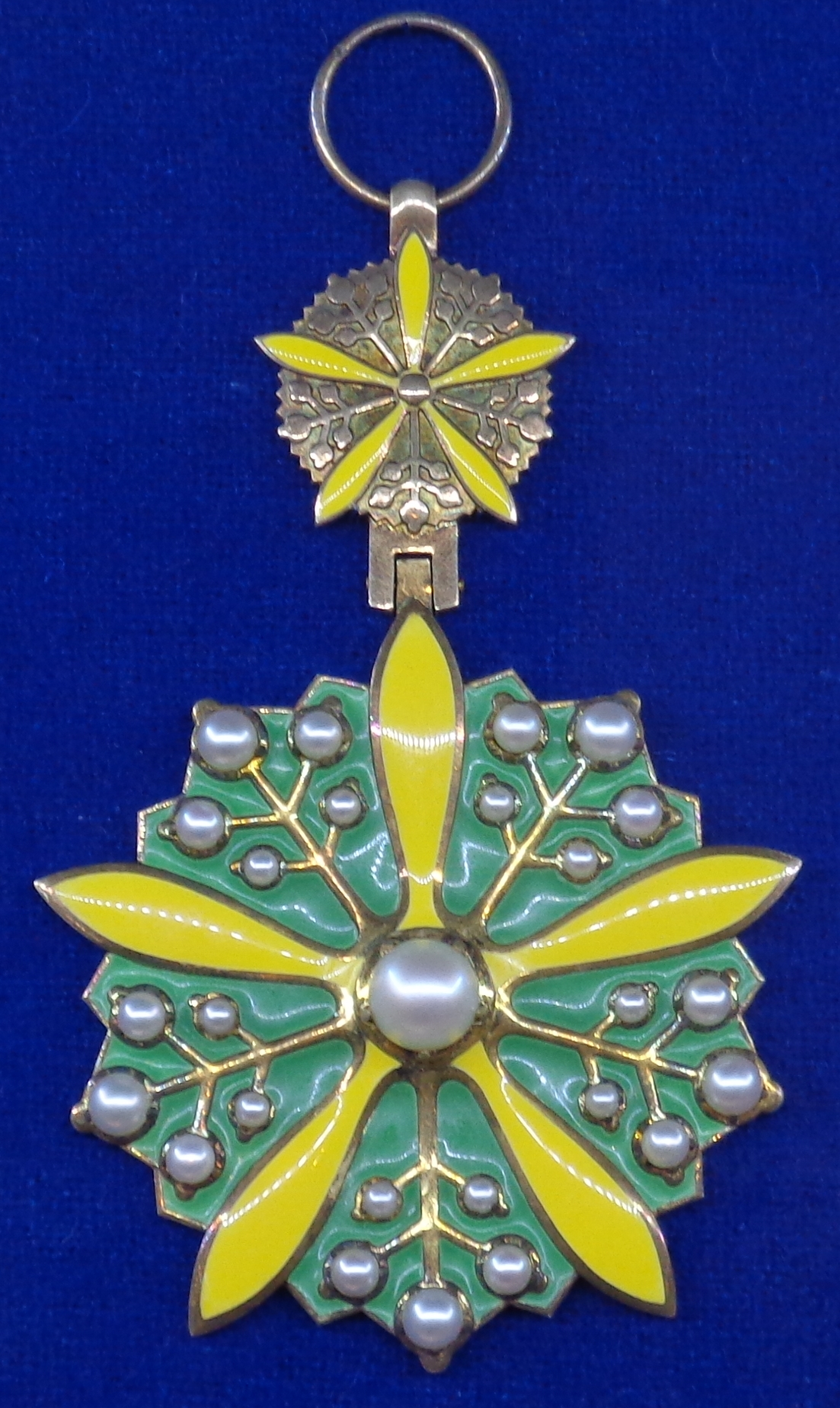
大勲位蘭花大綬章の正章
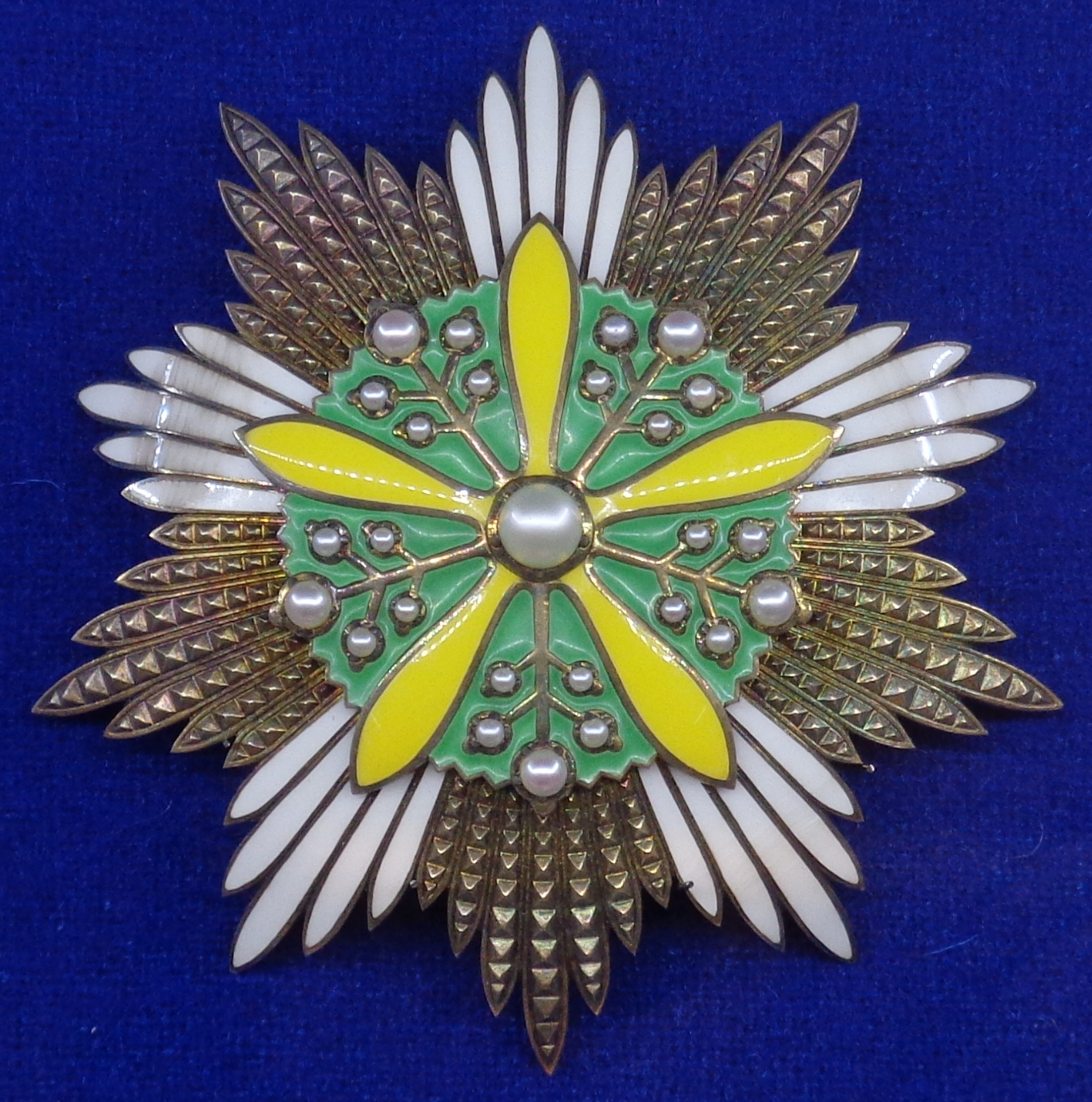
大勲位蘭花大綬章の副章
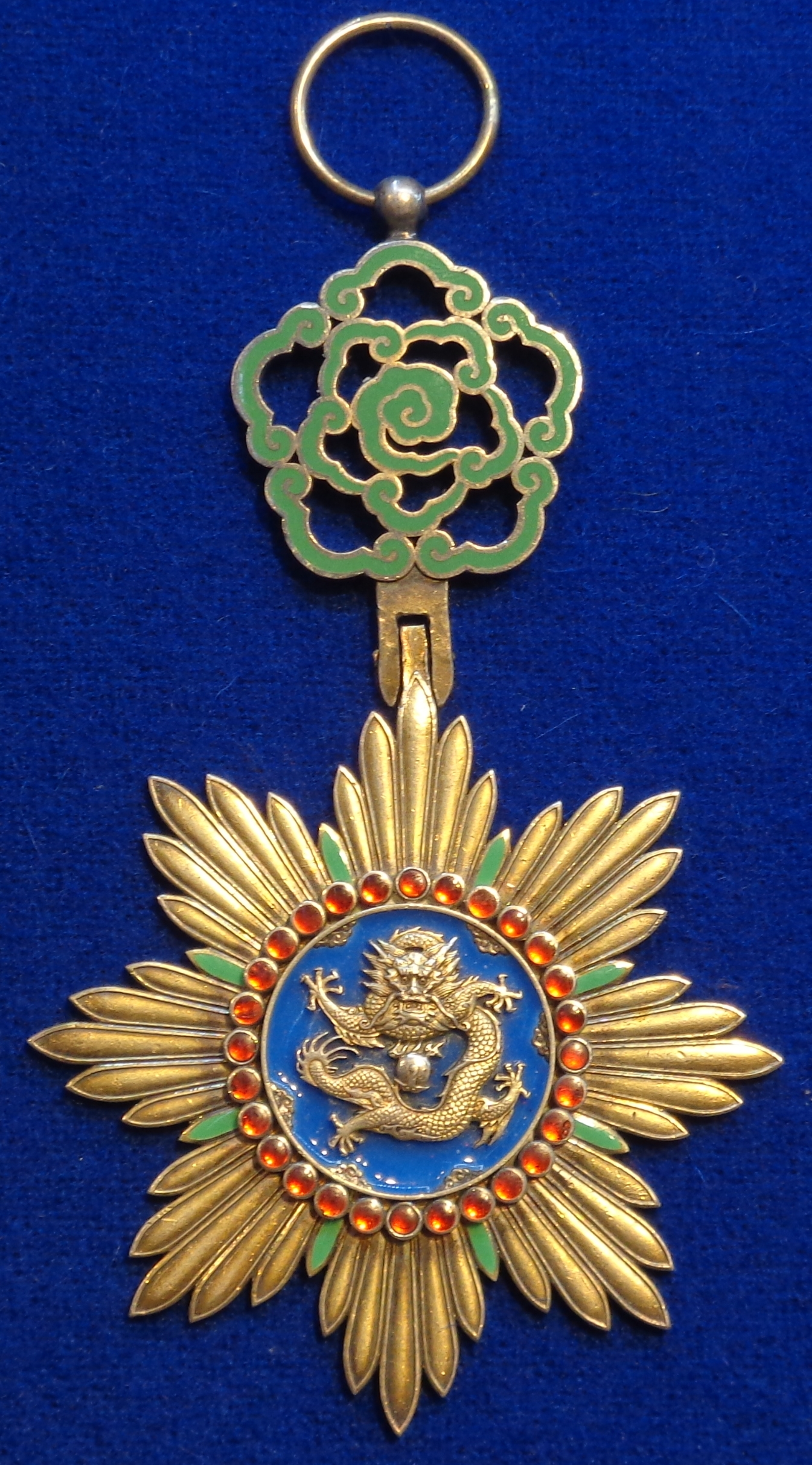
勲一位龍光大綬章の正章
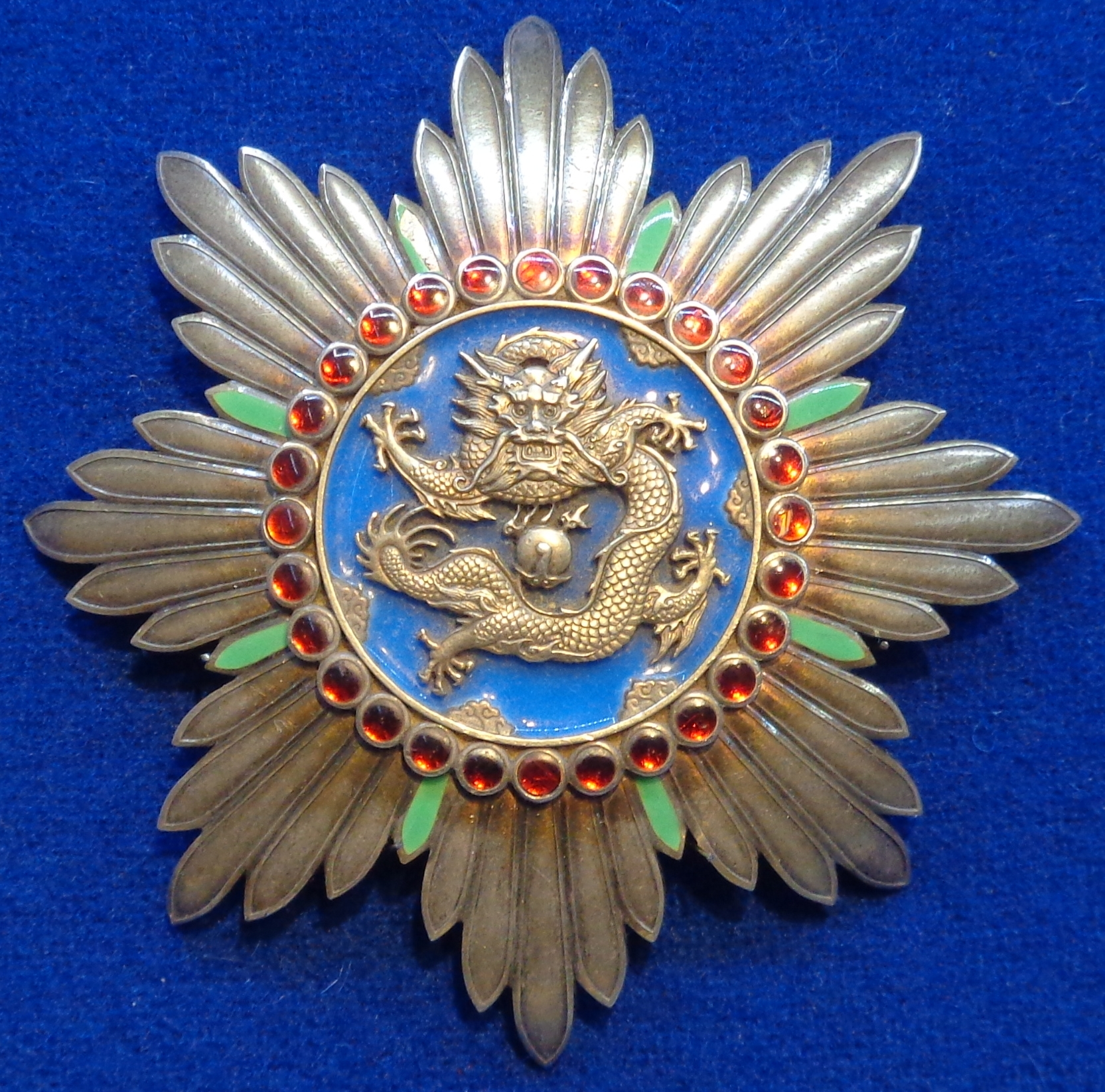
勲一位龍光大綬章の副章
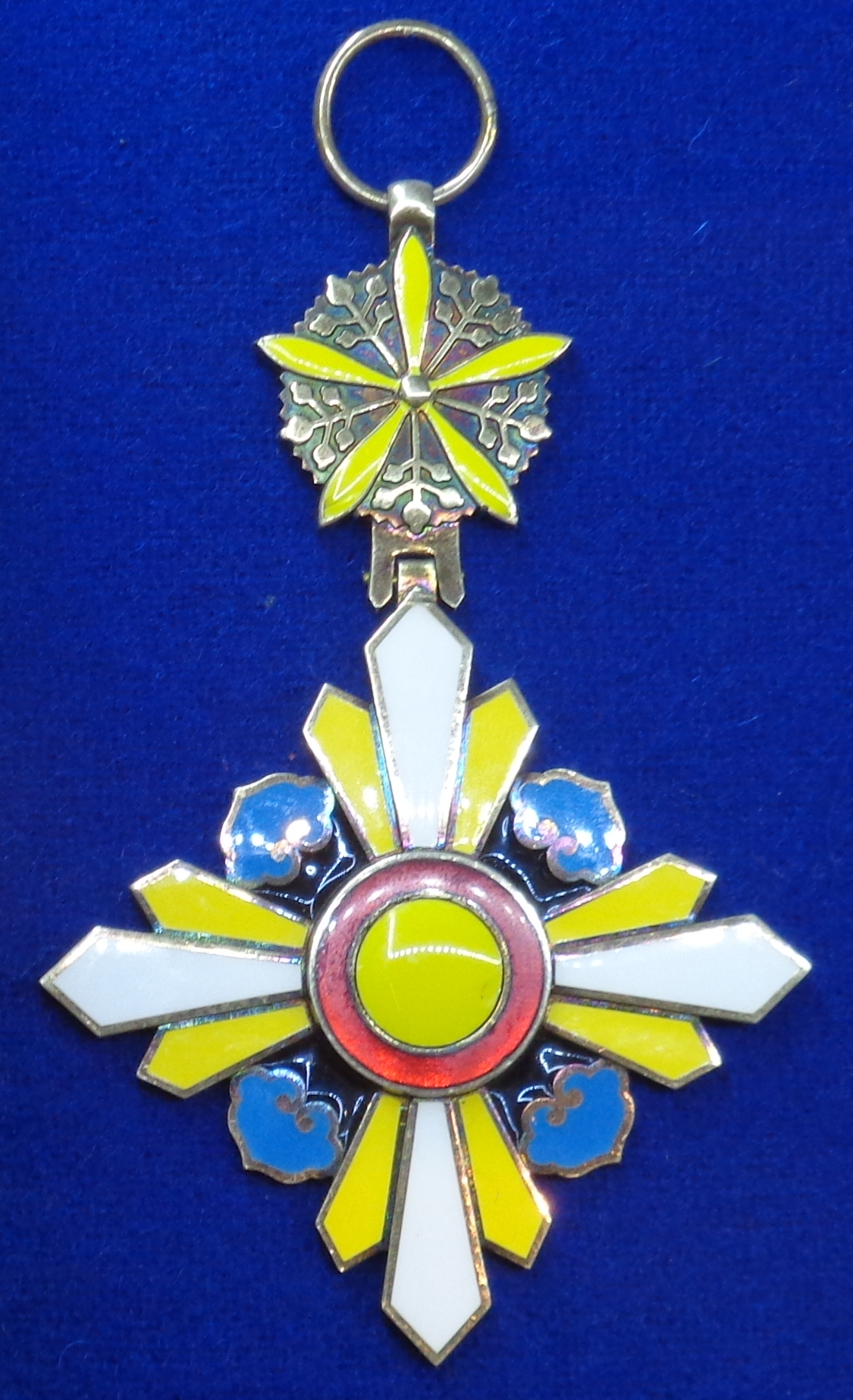
勲一位景雲章の正章
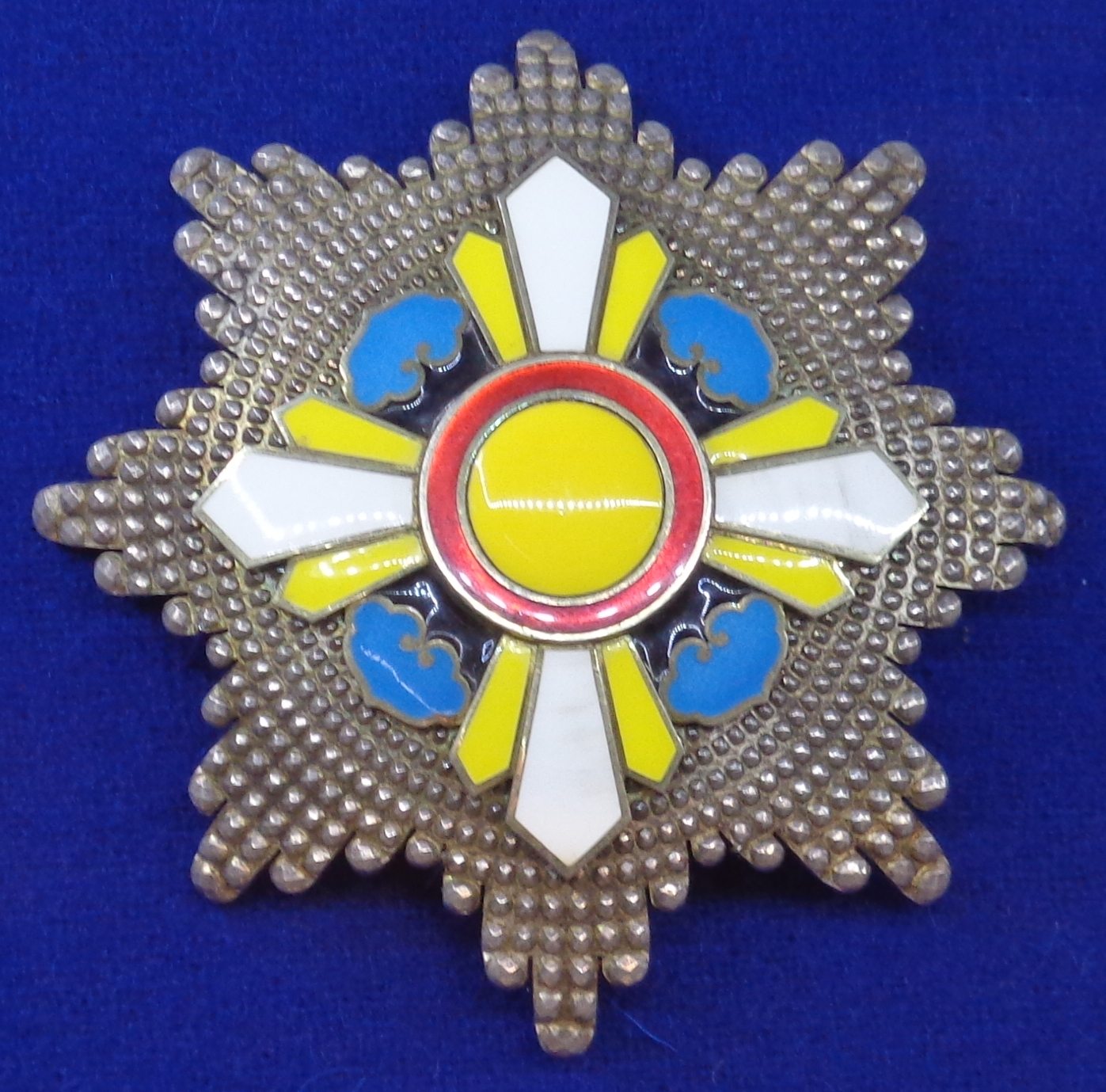
勲一位景雲章の副章
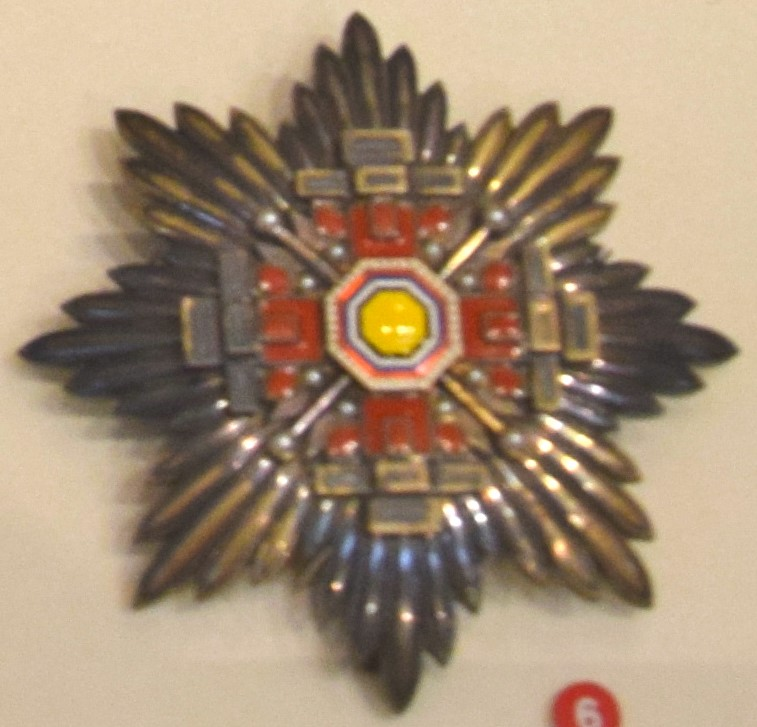
勲一位柱国章の副章

### 台湾

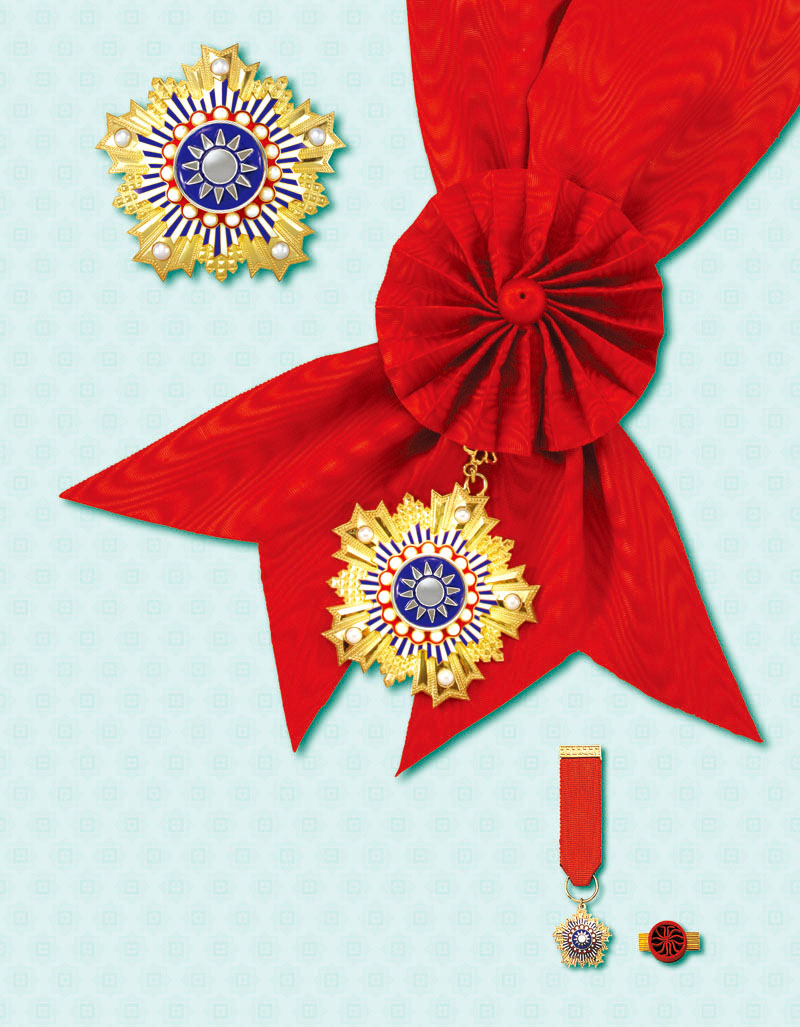
采玉大勲章
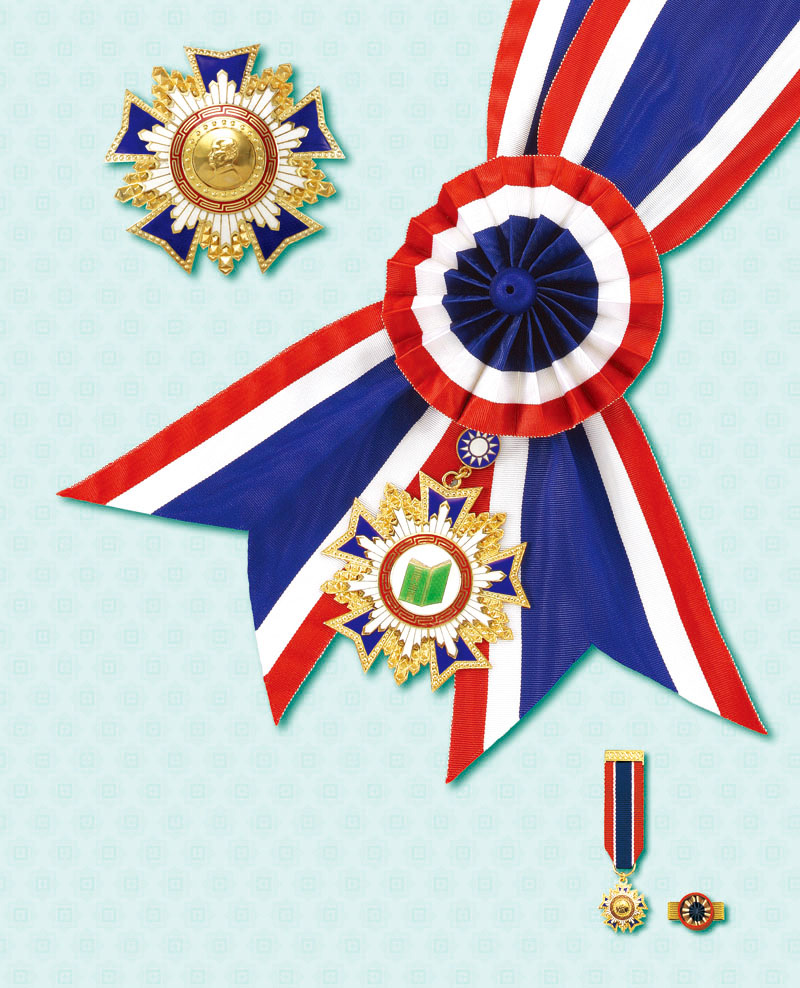
中山勲章
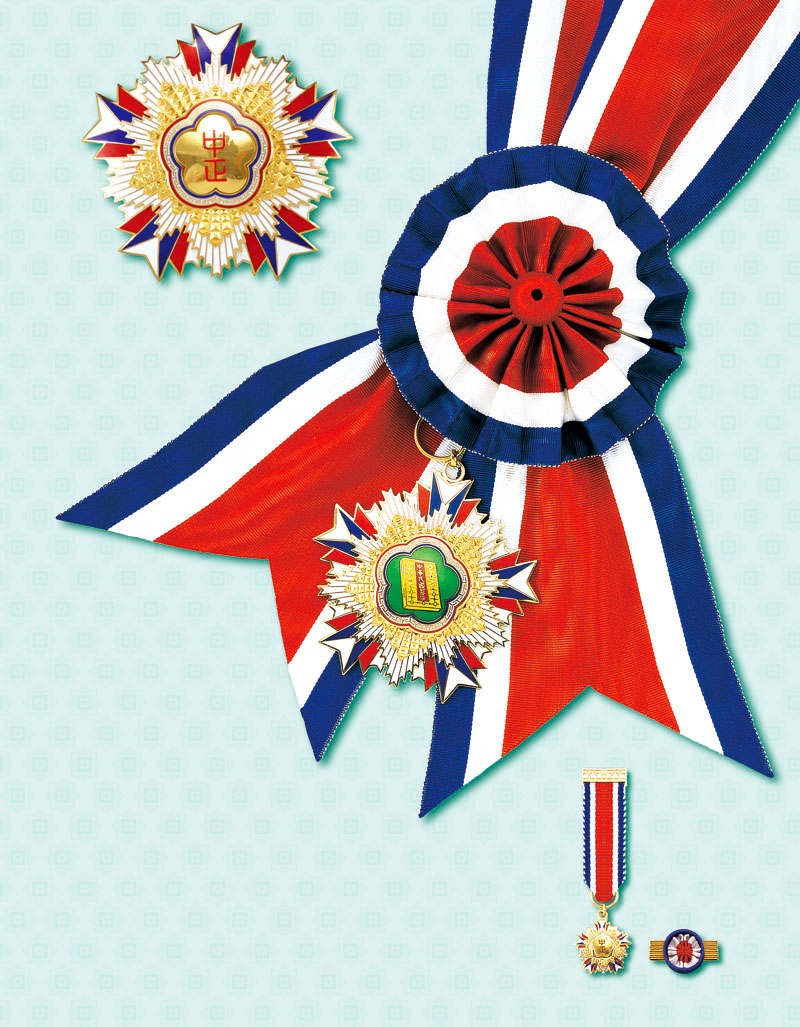
中正勲章
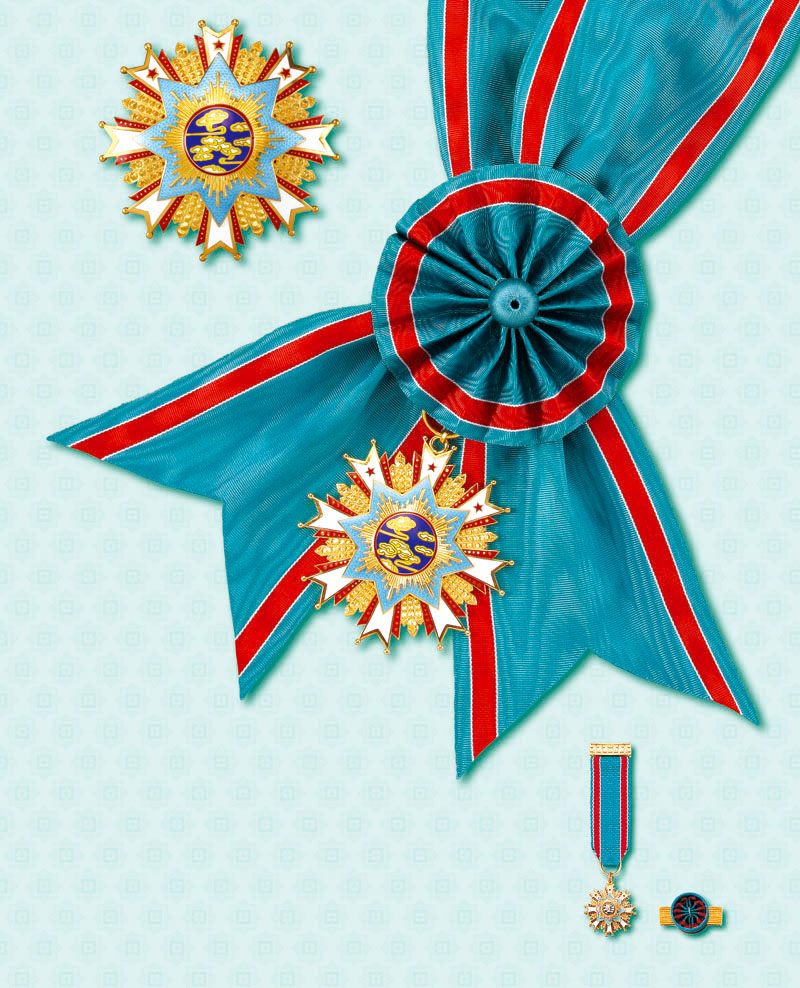
卿雲勲章
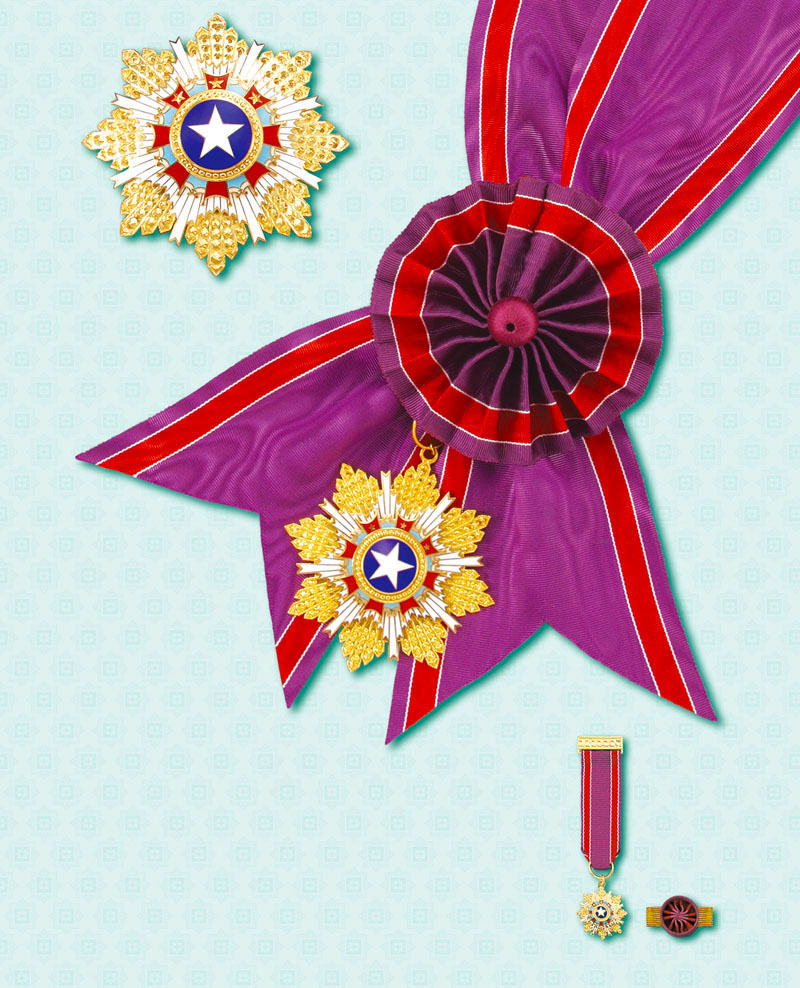
景星勲章
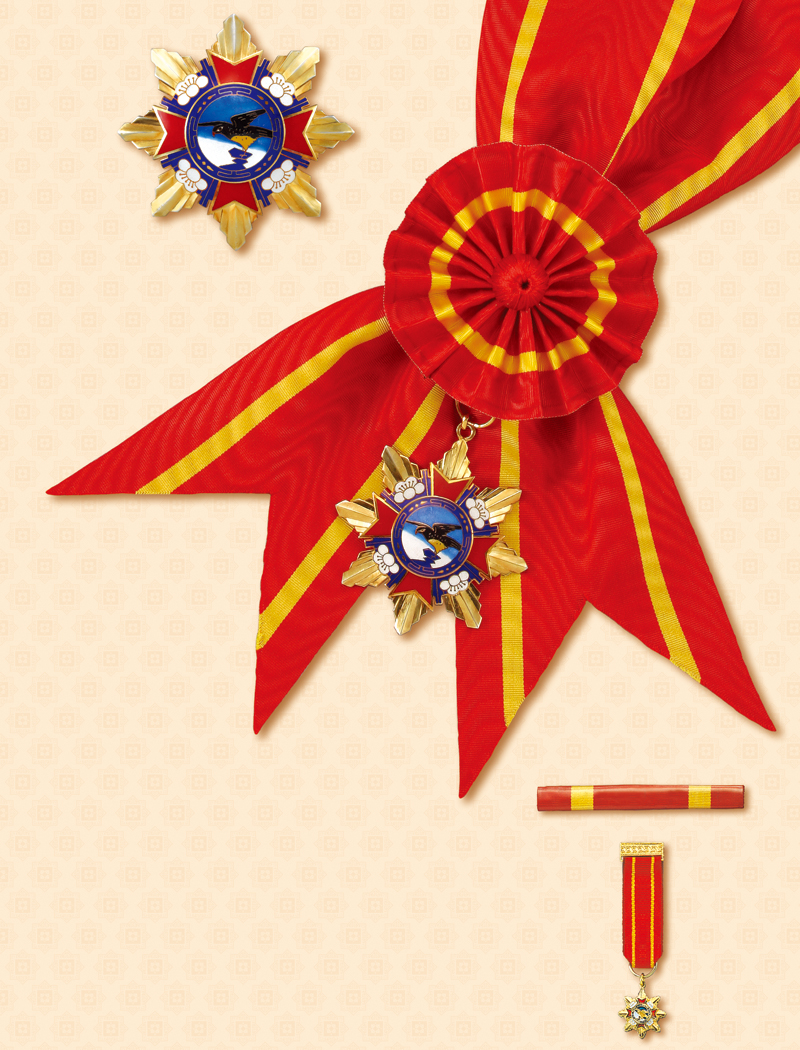
国光勲章
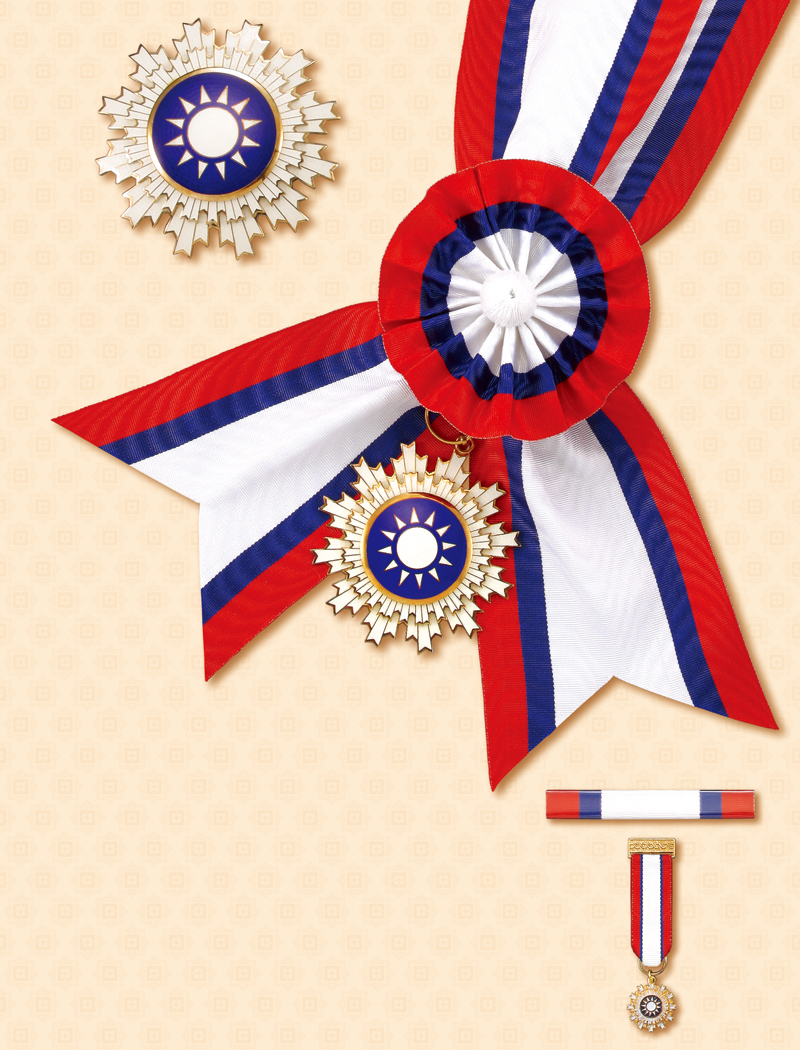
青天白日勲章
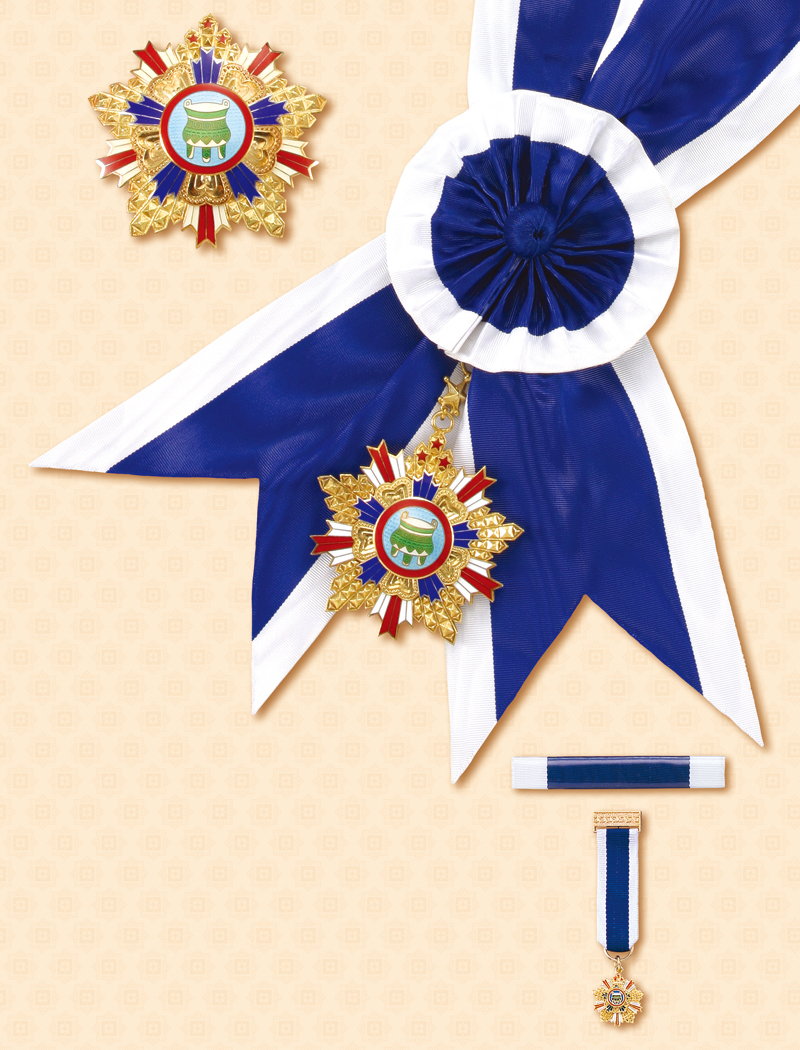
宝鼎勲章
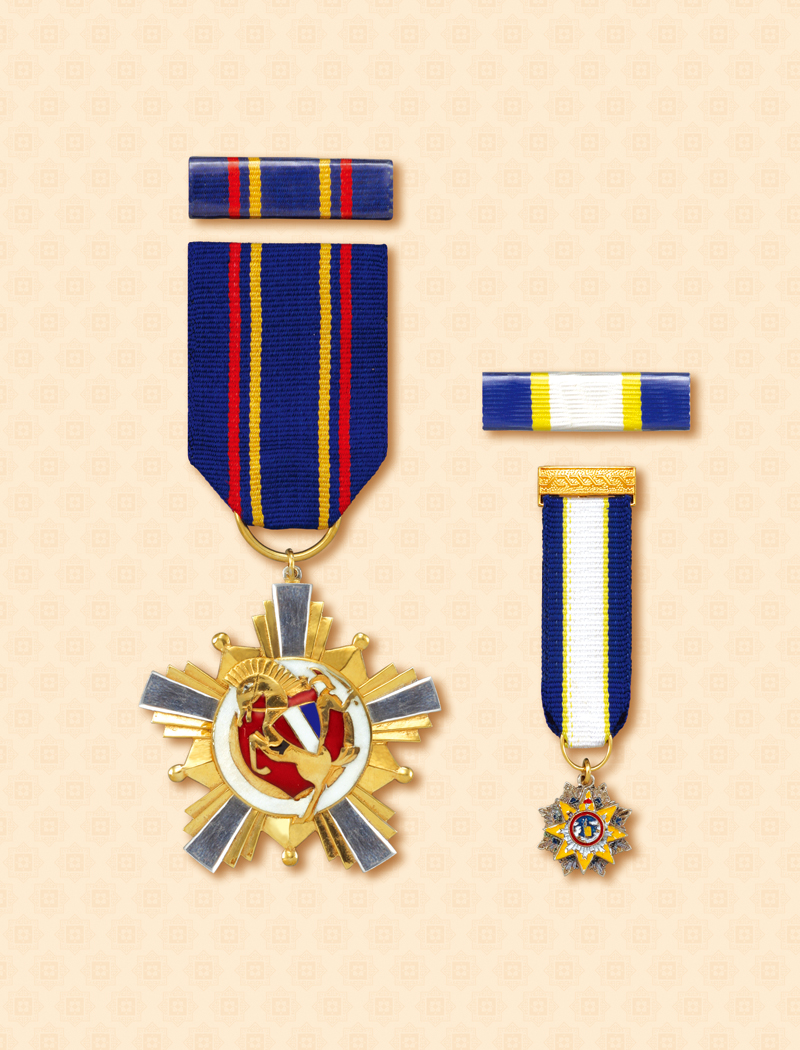
忠勇勲章
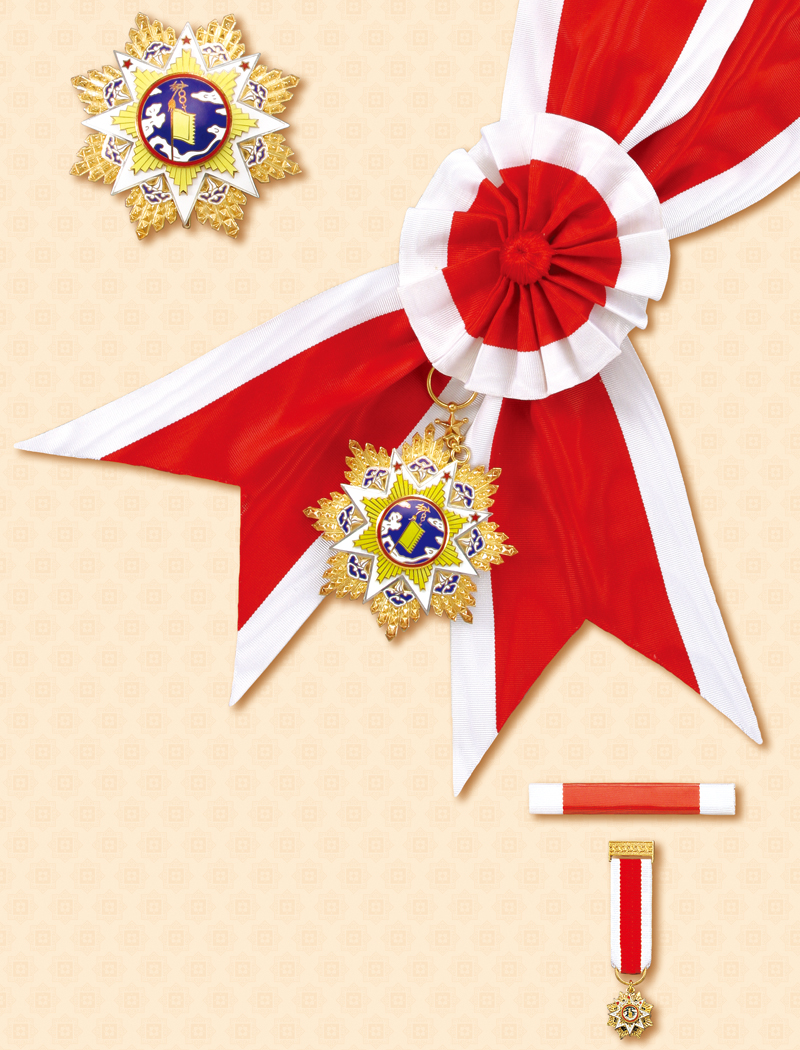
雲麾勲章
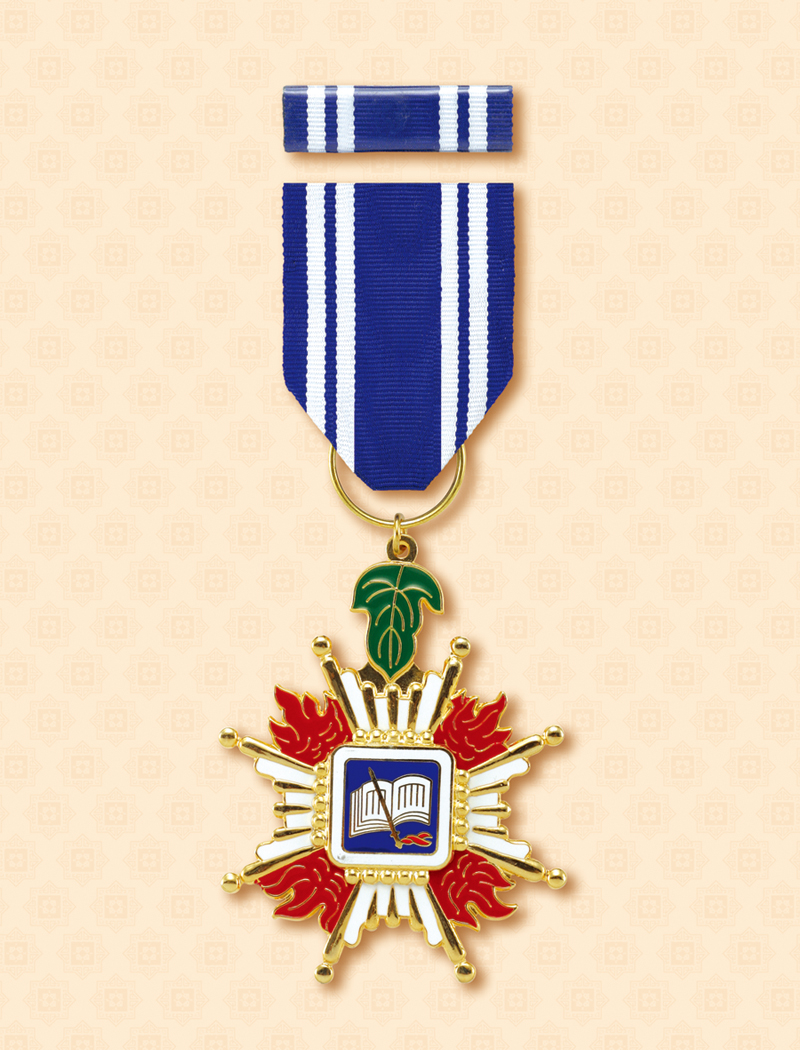
忠勤勲章

### 大韓帝国

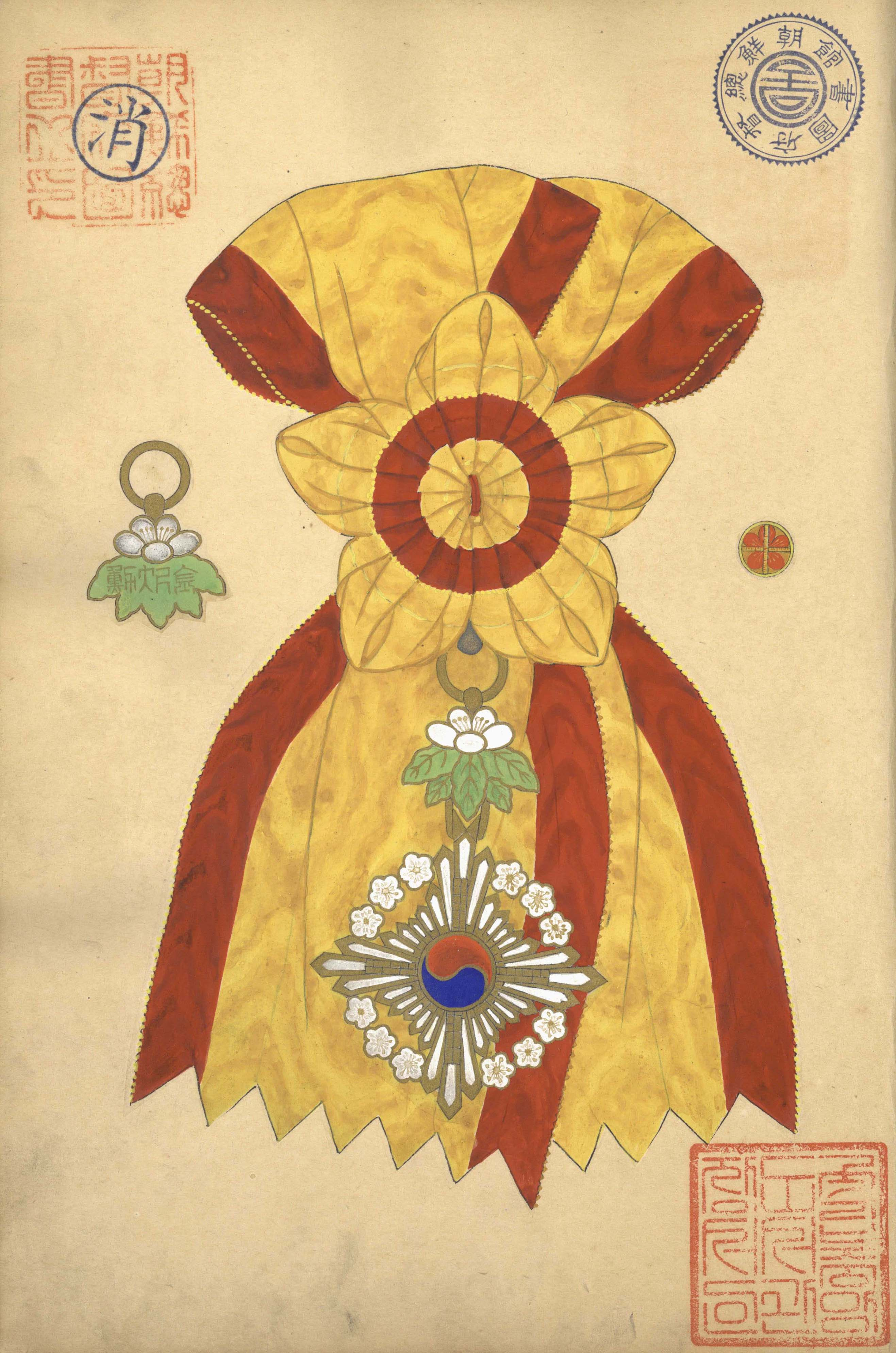
大勲位金尺大綬章の正章と大綬
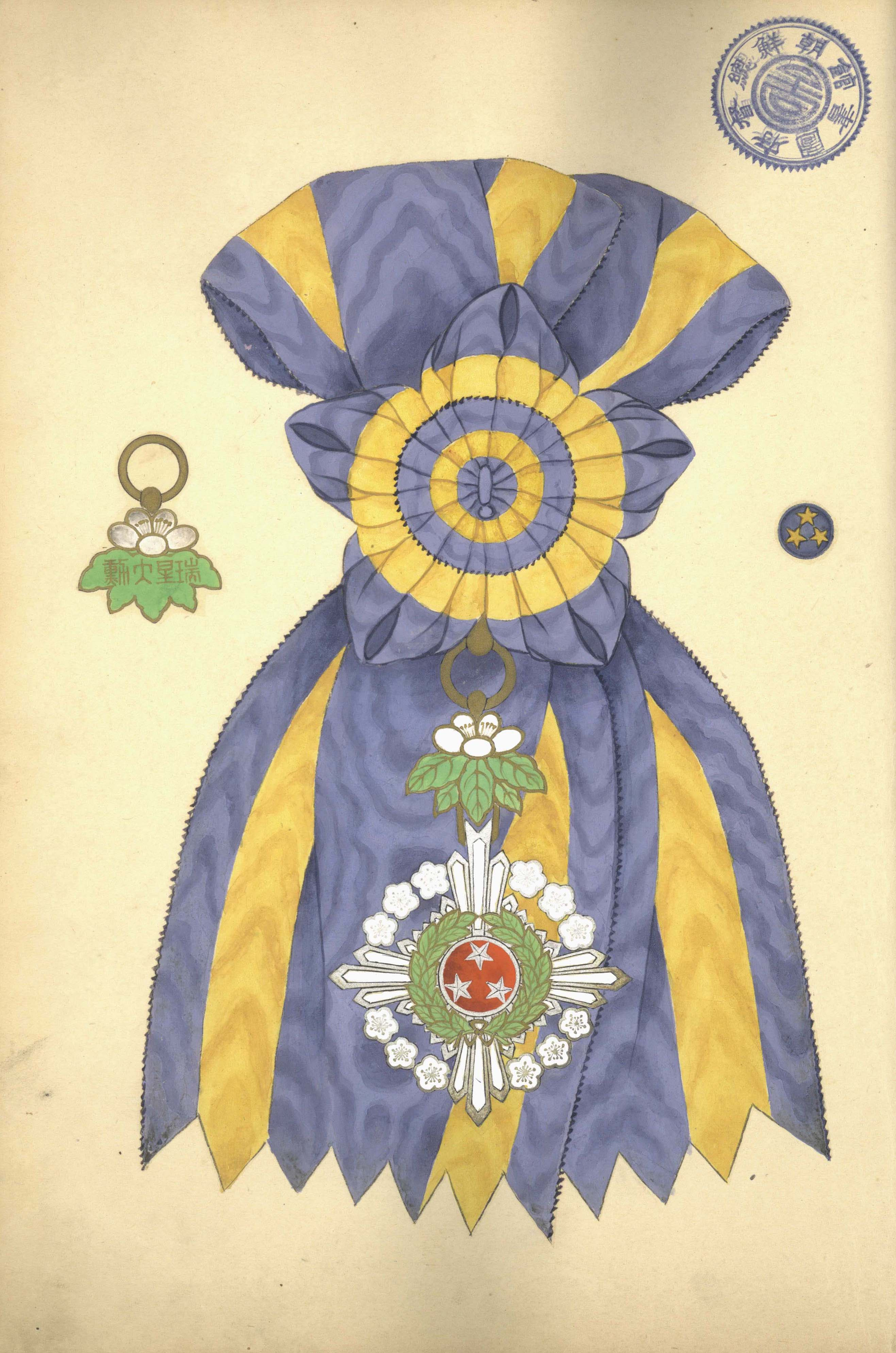
大勲位瑞星大綬章の正章と大綬
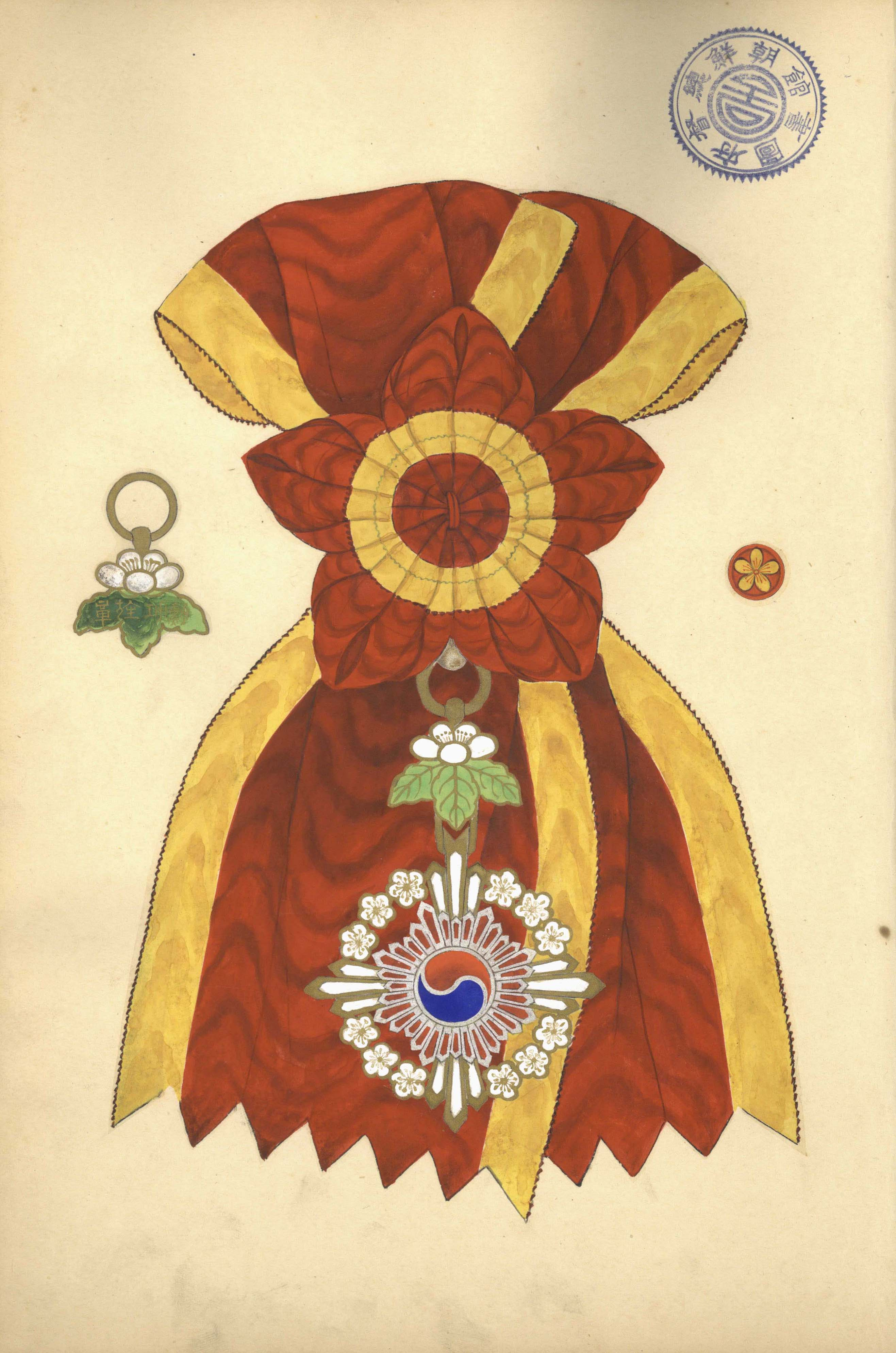
大勲位李花大綬章の正章と大綬
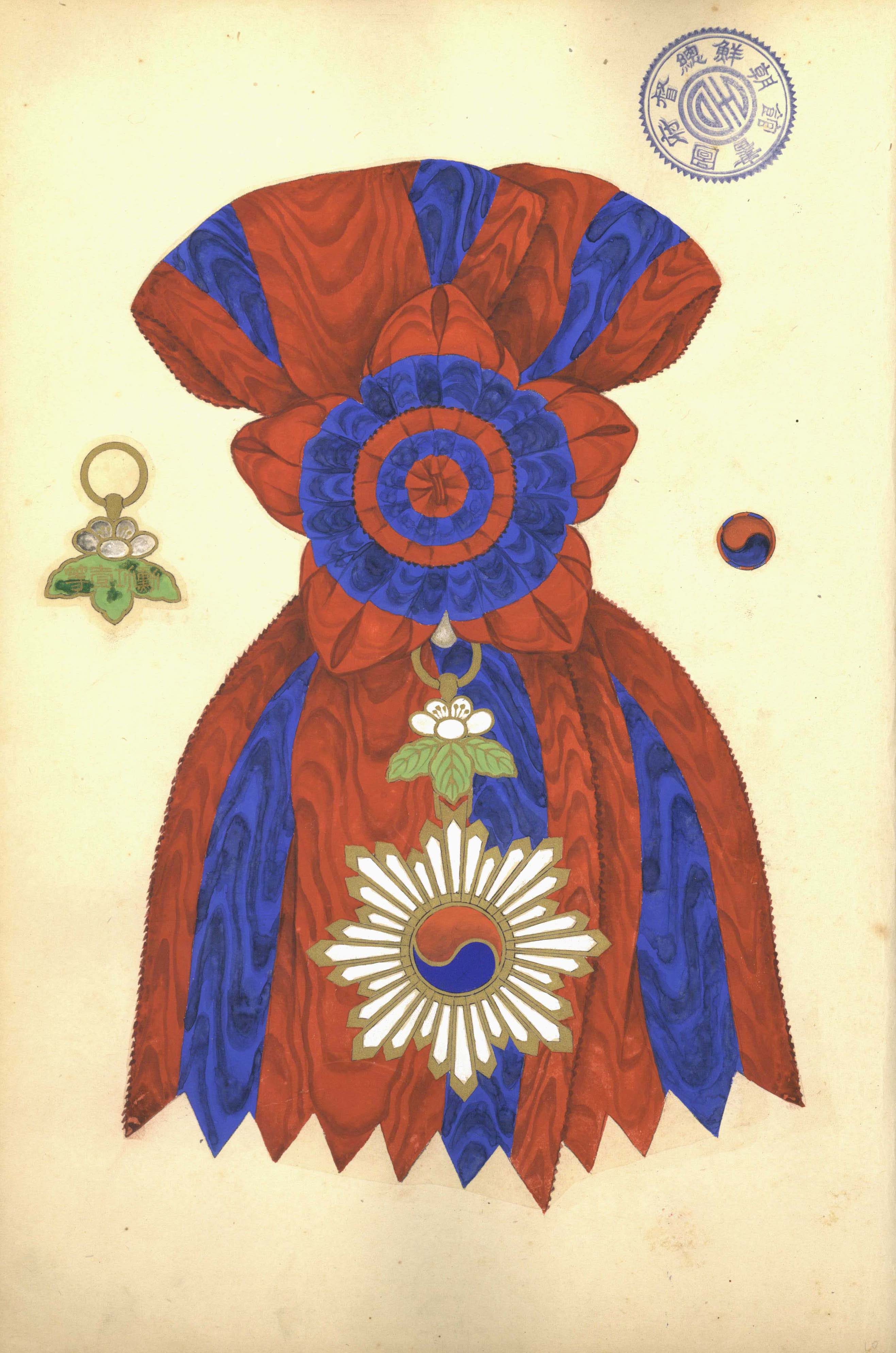
勲一等太極章の正章と大綬
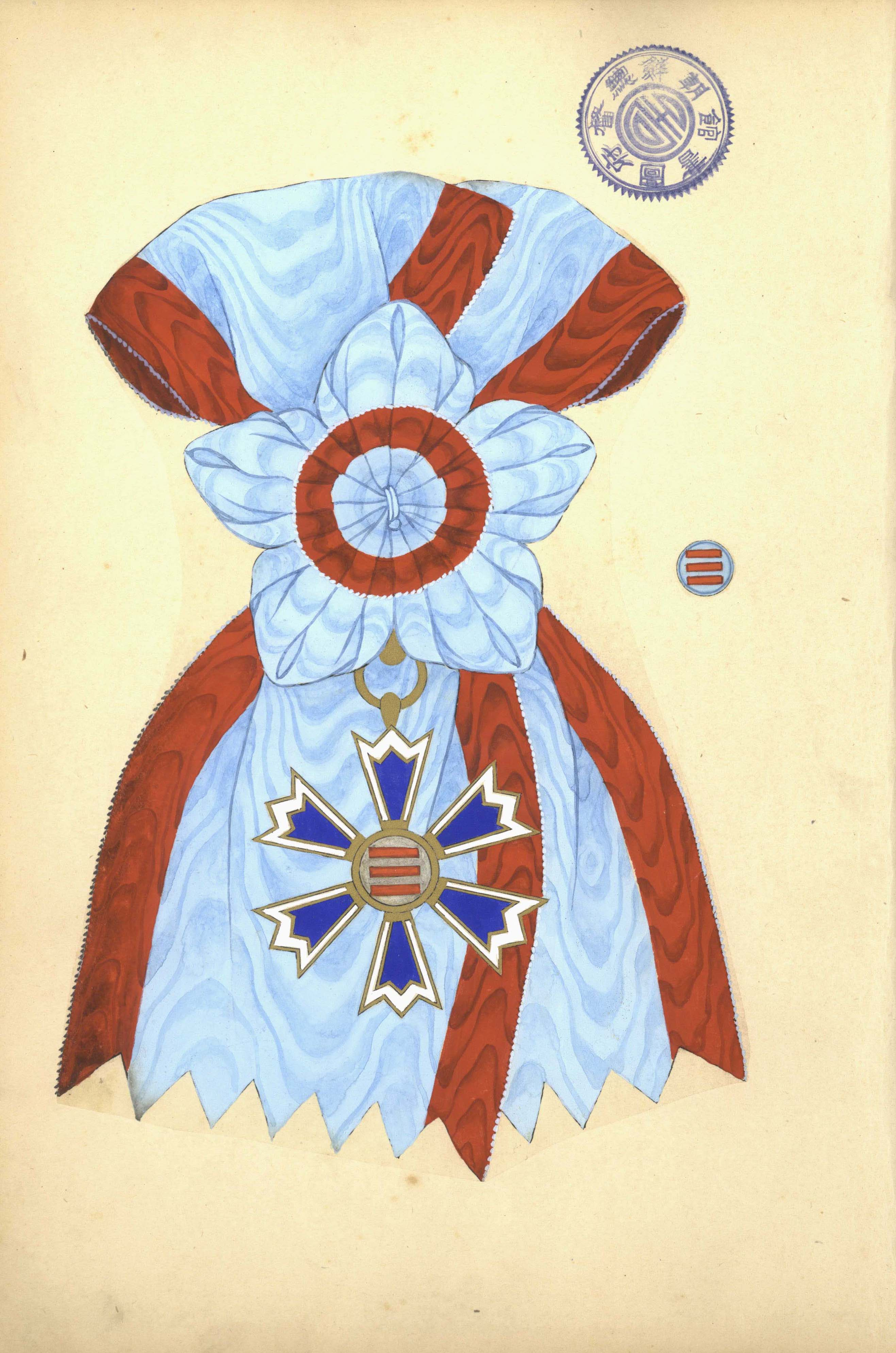
勲一等八卦章の正章と大綬
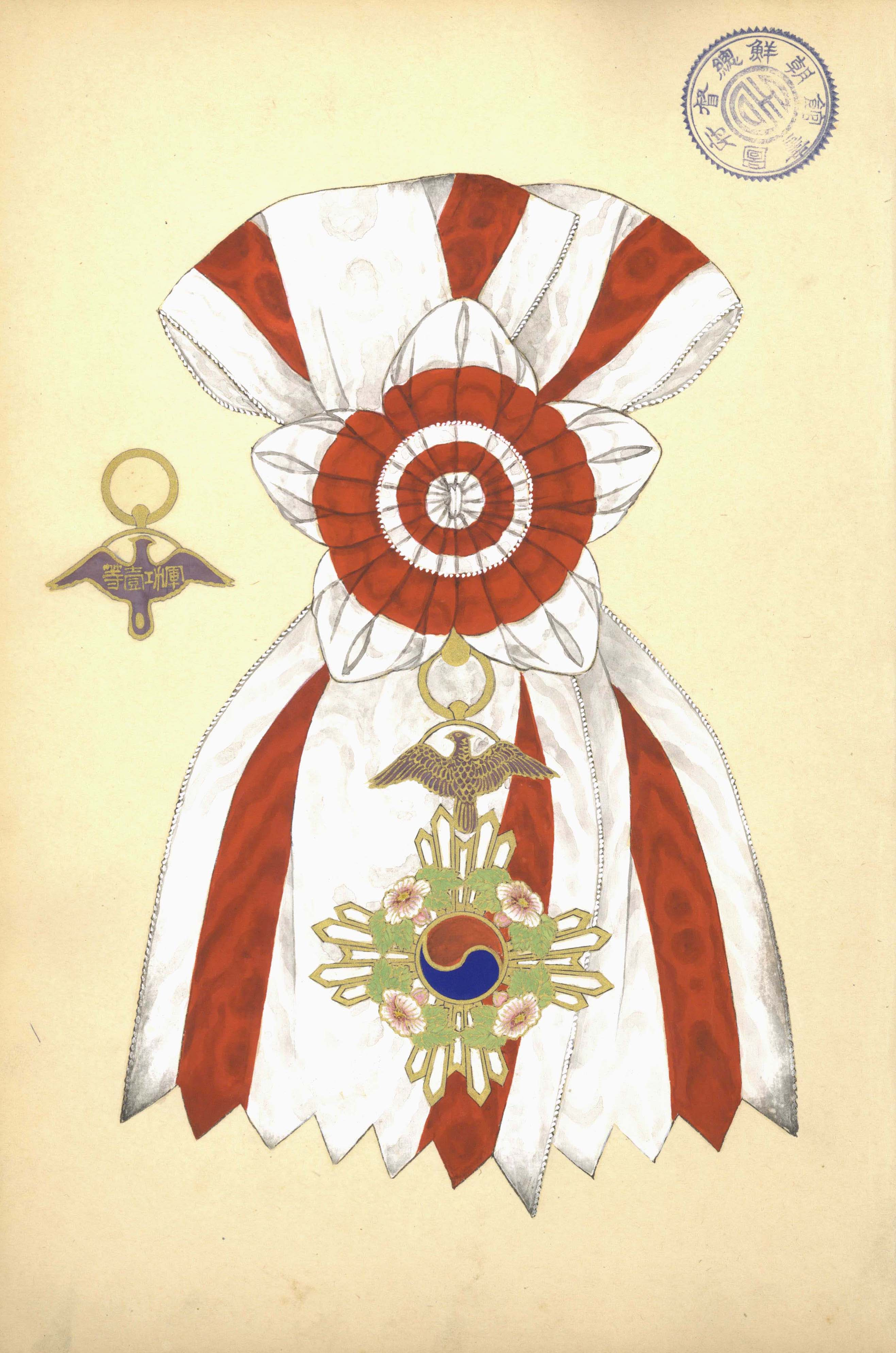
功一等紫鷹章の正章と大綬
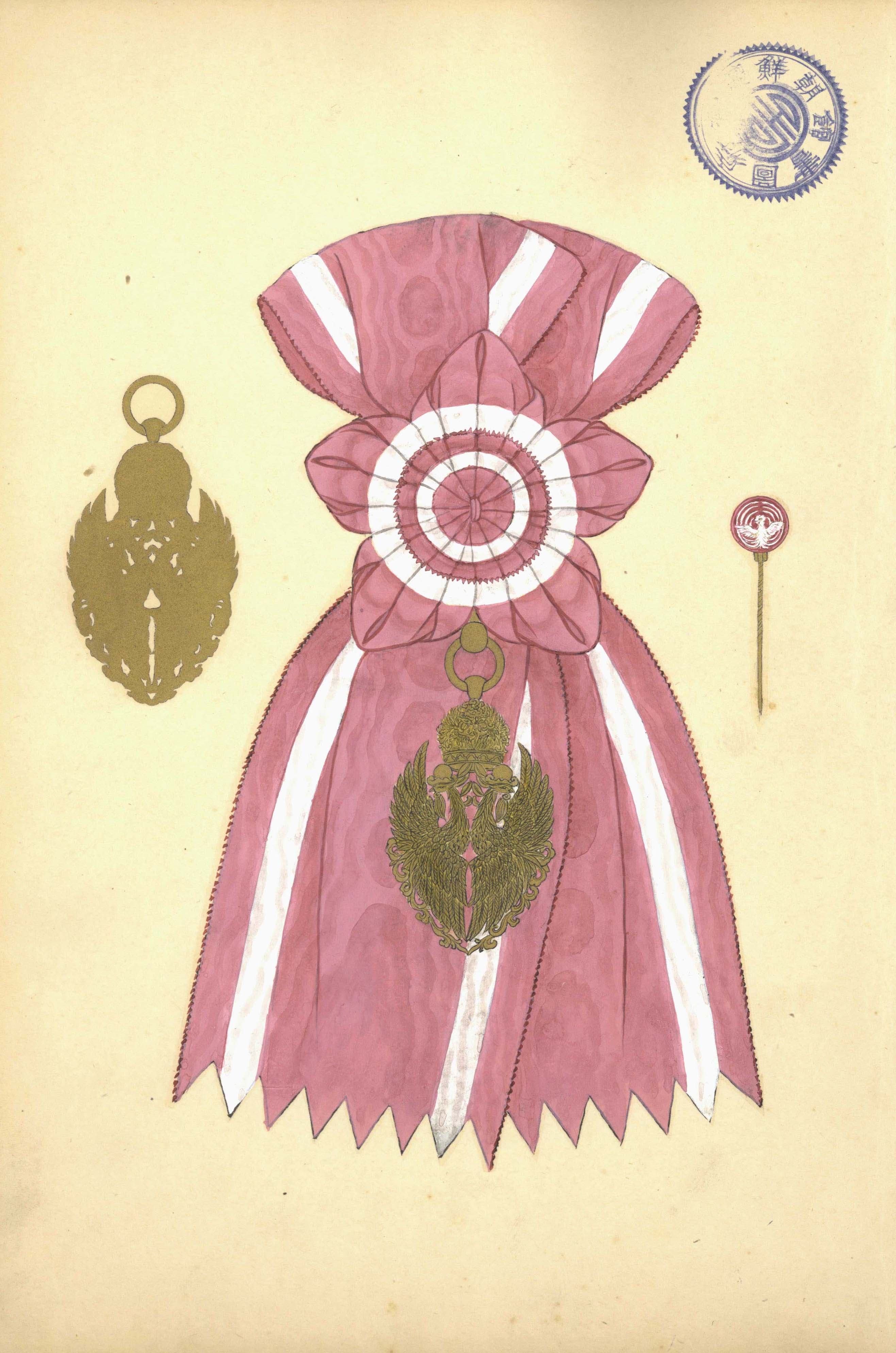
勲一等瑞鳳章の正章と大綬

### ドイツ民主共和国
カール・マルクス勲章 (Karl-Marx-Orden)
ドイツ民主共和国の最高勲章。
ブリュッヘル勲章 (Blücher-Orden)
諸国民解放戦争におけるプロイセン軍総司令官ゲプハルト・レベレヒト・フォン・ブリュッヘルにちなむ。軍人向けの戦功勲章で、十字章とメダル章が3等級ずつ定められていた。結局、東ドイツは建国からその崩壊まで戦争に参加しなかった為、本勲章が実際に授与されることはなかった。

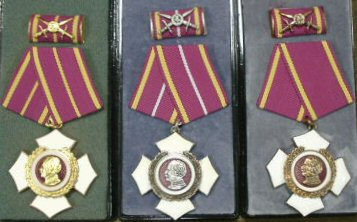
ブリュッヘル勲章十字章